# Vannes
Pour les articles homonymes, voir Vanne (homonymie).
Vannes /van/  est une commune française située dans l’ouest de la France, sur la côte sud de la région Bretagne, et préfecture du département du Morbihan. En 2021, la ville de Vannes compte 54 420 habitants, et avec sa communauté d'agglomération 175 163 habitants. Centre économique et destination touristique à la tête d’une unité urbaine de 81 516 habitants au 1er janvier 2021, Vannes est la 2e ville la plus peuplée du département, après Lorient et occupe le 5e rang dans la région Bretagne, ainsi que le 3e pôle universitaire de Bretagne.
La ville est bâtie en amphithéâtre au fond du golfe du Morbihan ; la vieille ville est enfermée dans ses remparts, groupée autour de la cathédrale Saint-Pierre ; elle a été aménagée en zone piétonne et offre des commerces installés dans des demeures à pans de bois, dites aussi à colombages.
Après la guerre qui opposa les Vénètes aux légions de César, l’administration romaine fait de Darioritum, nom antique de la ville, la civitas des Vénètes à la fin du Ier siècle av. J.-C. sous le règne d'Auguste. La ville accueille l’évêché et les ordres religieux catholiques en 465 lors du concile de Vannes. Ce concile consacre Patern, saint patron de la cité, saint fondateur de Bretagne et premier évêque attesté de Vannes,.
Au cœur d'un comté qui forme un espace-frontière, la cité est conquise en 578 par le roi Waroch qui organise le Bro Waroch, espace politique dont Vannes est la capitale. Sa position centrale en Bretagne-sud confère à Vannes et à ses chefs politiques et religieux un rôle prédominant. Les comtes et évêques de Vannes sont des personnages clés de l'équilibre entre la Bretagne et la France.
Ville du missus Nominoe, cité royale de Bretagne à la fin du Ier millénaire, Vannes devient après la guerre de Succession de Bretagne le siège de la puissance ducale. Théâtre de l'Union de la Bretagne à la France en 1532, Vannes connaît un essor religieux exceptionnel au cours des XVIe et XVIIe siècles avant de sombrer dans la langueur jusqu'aux années 1870 et l'installation de régiments. L'après Première Guerre mondiale marque le temps des mutations alors que l'après Seconde Guerre mondiale marque celui de la croissance économique et démographique.
Vannes, la cité des Vénètes, constitue un point de départ pour les excursions vers la célèbre « petite mer ». Quant à la vieille ville médiévale regroupée autour de sa cathédrale Saint-Pierre et entourée de remparts, elle est visitée pour son patrimoine architectural. Ce quartier compte de nombreuses rues piétonnes surplombées par de très vieilles maisons à colombages.

## Géographie

### Localisation

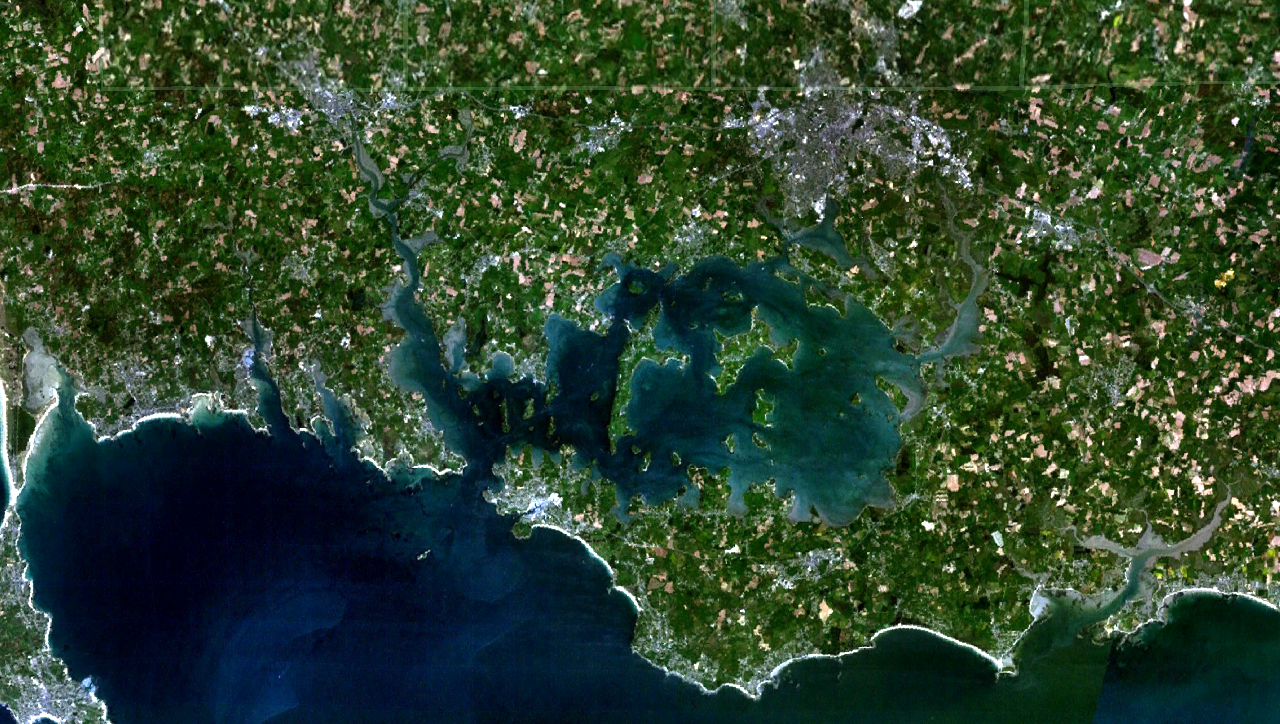
Vannes sur les rives nord du golfe du Morbihan.

Vannes se situe sur les rives nord du golfe du Morbihan, sur l'estuaire de la Marle au sud-centre de la péninsule armoricaine. La ville, située sur le littoral sud breton entre le golfe du Morbihan au sud et les landes de Lanvaux au nord, est à la fois en bord de mer et à l'intérieur des terres en étant distante de 15 km de l'océan Atlantique en direction du sud-ouest. Desservie par la RN 165, l'agglomération vannetaise est localisée sur un axe qui comprend quelques-unes des plus grandes agglomérations de Bretagne : Brest, Quimper, Lorient, Vannes et Nantes.
Vannes est située à 400,7 km à l'ouest de Paris. Les deux aéroports proposant des vols réguliers vers d'autres villes françaises sont l'aéroport de Nantes-Atlantique et l'aéroport de Lorient-Bretagne-Sud. Par la route, Vannes se situe à 60 km de Lorient, 110 km de Rennes, de Nantes, à 120 km de Quimper et à 460 km de Paris (soit cinq heures par l'autoroute).
Vannes s'est développée autour du centre historique qui se trouve à la jonction de trois collines : la colline du Mené où est situé l'intra-muros de la ville, la colline de Boismoreau où est situé le quartier Saint-Patern et la colline de la Garenne qui accueille l'hôtel de la préfecture, les jardins de la préfecture, le parc de la Garenne ainsi que le siège du conseil général du Morbihan.
La porte Saint Vincent, principale porte d'entrée de la vieille ville, baigne au pied du port de plaisance dont l'accès se fait par un chenal (direction sud-nord) de 1 500 mètres qui mène les bateaux du pont de Kérino au bassin à flot.

### Communes limitrophes
| Plescop | Saint-Avé         | Saint-Nolff  |
| Ploeren | Vannes            | Theix-Noyalo |
| Arradon | Golfe du Morbihan | Séné         |

Toutes sont situées dans la communauté d'agglomération Golfe du Morbihan - Vannes Agglomération. À l’extrémité sud de la ville, au-delà de l’estuaire de la Marle, se trouve l’île d’Arz qui accueille la commune du même nom (254 habitants).

### Topographie
Source.

### Hydrographie et hydrologie

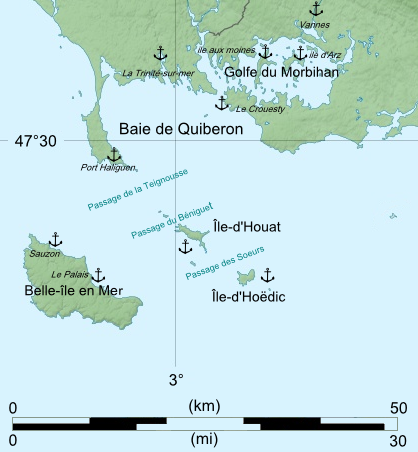
Localisation de Vannes au fond du golfe du Morbihan - Zone Belle-île, Baie de Quiberon, Golfe du Morbihan.

Située au nord de l'estuaire de Vannes où se jettent les rivières de la Marle, du Vincin et de Séné, la ville est bâtie au fond du golfe du Morbihan. Le golfe est classé parmi les baies fermées, c'est-à-dire celles qui ne communiquent avec la mer que par un étroit goulet. Le golfe connaît un cycle de marée perturbé, il est sillonné par des courants et des contre-courants qui s'alternent créant tourbillons et remous. D'autre part, le marnage (amplitude maximale entre la haute et la basse mer) est plus faible à l'intérieur qu'à l'extérieur puisque l'ouverture du golfe est faible et le bassin étendu. Cette diminution du marnage est sensible dans le golfe du Morbihan (110 km2 pour une ouverture de 900 m). Avec une hauteur d’eau de 4,5 m, le marnage moyen est relativement faible à Vannes. Avec 5 m à Port-Navalo et 4,5 m à Vannes, le marnage du golfe est très faible par rapport à celui de pleine mer (environ 8 m).
L'étroitesse du goulet de Port-Navalo et la configuration topographique du golfe créent des courants parmi les plus violents du littoral français. Les courants marins les plus violents peuvent atteindre 3,8 m/s (plus de 13 km/h ou 7 nœuds) dans la Passe des Moutons, entre Locmariaquer et Port-Navalo lors des forts coefficients (120).
Le golfe du Morbihan, qui est classé en zone conchylicole, appartient au Réseau Natura 2000 en tant que Zone spéciale de conservation dans son ensemble et Zone de protection spéciale pour l'estuaire de la Marle, la réserve naturelle nationale des marais de Séné, la partie Est et le marais de Pen an Toul situé au Sud de Baden. C'est un site remarquable par la qualité de son milieu marin et sa forte productivité biologique. Des mammifères marins y sont présents, par exemple le grand dauphin et la loutre. On y trouve aussi des chauves-souris, notamment le grand murin, le grand et le petit rhinolophe.

### Climat
Pour des articles plus généraux, voir Climat de la Bretagne et Climat du Morbihan.
En 2010, le climat de la commune est de type climat océanique franc, selon une étude du CNRS s'appuyant sur une série de données couvrant la période 1971-2000. En 2020, Météo-France publie une typologie des climats de la France métropolitaine dans laquelle la commune est exposée à un climat océanique et est dans la région climatique Bretagne orientale et méridionale, Pays nantais, Vendée, caractérisée par une faible pluviométrie en été et une bonne insolation. Parallèlement l'observatoire de l'environnement en Bretagne publie en 2020 un zonage climatique de la région Bretagne, s'appuyant sur des données de Météo-France de 2009. La commune est, selon ce zonage, dans la zone « Littoral doux », exposée à un climat venté avec des étés cléments.
Pour la période 1971-2000, la température annuelle moyenne est de 12 °C, avec une amplitude thermique annuelle de 11,9 °C. Le cumul annuel moyen de précipitations est de 787 mm, avec 12,7 jours de précipitations en janvier et 6,3 jours en juillet. Pour la période 1991-2020, la température moyenne annuelle observée sur la station météorologique la plus proche, située dans la commune de Saint-Avé à 4 km à vol d'oiseau, est de 12,9 °C et le cumul annuel moyen de précipitations est de 1 034,4 mm,. Pour l'avenir, les paramètres climatiques de la commune estimés pour 2050 selon différents scénarios d’émission de gaz à effet de serre sont consultables sur un site dédié publié par Météo-France en novembre 2022.

### Voies de communication et transports

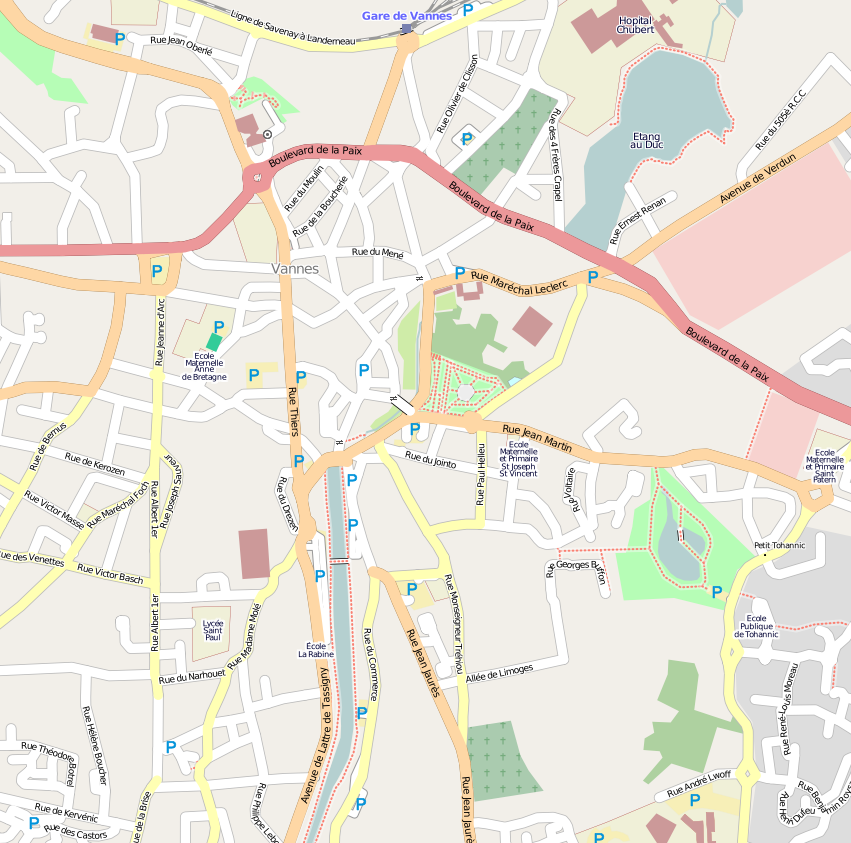
Plan et réseau routier du centre-ville.

Dès l'Antiquité, Darioritum était située sur la route de l'Océan, voie romaine reliant Lyon à Brest. La capitale des Vénètes était un important carrefour d’où convergeaient six voies romaines, la première vers Locmariaquer, la seconde vers Hennebont, la troisième vers Corseul, avec embranchement sur Carhaix, la quatrième vers Rennes, la cinquième vers Rieux, et la sixième vers Arzal, avec embranchement sur Port-Navalo.

#### Réseau routier
Vannes est située sur un carrefour entre l'axe autoroutier qui relie Nantes à Brest (RN 165) et l'axe rapide RN 166 vers Ploërmel puis RN 24 vers Rennes. Vannes est également située sur la route européenne 60 qui relie Brest à Nantes.
La portion de la RN 165 limitée à 90 km/h, qui commence au niveau de la commune de Séné et se termine peu après la frontière qui sépare Vannes de la commune de Ploeren constitue la rocade de Vannes. La rocade de forme semi-circulaire est située au nord du centre-ville de Vannes et sert de frontière entre les deux parties de la ville. À l'ouest de la ville, la rocade dessert les deux grandes zones commerciales : la ZC de Parc Lann au nord et la ZC de Kerlann au sud. À l'est, deux sorties desservent des zones d'activités : la zone industrielle du Prat au sud et les zones artisanales et commerciales de Pentaparc et du Chapeau Rouge au nord. Les sorties « centre-ville » se situent, d'une part et d'autre, au niveau du centre d'incendie et de secours et de la piscine Vanocéa.
En plus de la RN 165, une série de voies urbaines sert de rocade en faisant le tour quasi complet de la ville.
Entre 1988 et 2016, le pont de Kerino, situé à l'embouchure de la Marle, au sud du port de plaisance, permettait aux véhicules de franchir la rivière. Depuis le 24 juin 2016, le tunnel de Kerino permet de ne plus interrompre le trafic des véhicules pour laisser passer les bateaux.

#### Réseau ferroviaire
Vannes est une destination desservie par la ligne Savenay - Landerneau longeant la côte sud de la Bretagne, qui constitue l'essentiel de la relation Nantes - Brest. Une gare routière, située à proximité immédiate de la gare ferroviaire, permet de gagner les communes non desservies par les voies ferrées, la gare maritime de Vannes, l'aéroport de Vannes. La gare de Vannes a fait l'objet, de 2006 à 2009, de profondes transformations avec intégration d'une verrière, mise aux normes pour les personnes handicapées et aménagement des parkings environnants.
Les trains de l'Intercités Hendaye - Quimper et de l'Intercités de nuit Lyon - Quimper desservaient jusque dans les années 2010 la gare de la ville, construite en 1862. La ville est également desservie par les lignes 2 (Rennes-Quimper), 3 (Quimper-Nantes), 12 (Vannes-Lorient), 19 (Redon-Vannes) et 27 (Saint-Brieuc-Vannes-Lorient) du TER Bretagne.
Le TGV dessert Vannes sur la ligne Paris - Quimper. À partir de 2018, le parcours Paris - Vannes se fait en moyenne en 2 h 30.

#### Vélos
Vannes possède un réseau cyclable de 54 km. dont l'expansion et la modernisation est l'un des objectifs du plan de déplacements urbains. Par ailleurs, Vannes a été dotée, entre juin 2009 et juin 2017, d'un système de vélopartage baptisé Vélocéo et géré par Transdev pour le compte de la municipalité, remplacé en 2018, Vélocéo, un système de vélos en libre-service à assistance électrique, a été supprimé fin 2023 pour des raisons financières.

#### Transports aériens
Vannes dispose d'un aéroport situé dans la commune de Monterblanc. L'aéroport de Vannes officiellement appelé « Aéroport de Vannes - Golfe du Morbihan », est depuis janvier 2008 la propriété de la Golfe du Morbihan - Vannes Agglomération. La société d’exploitation de Vannes aéroport (SEVA) est le gestionnaire de l’aéroport de Vannes - Golfe du Morbihan depuis le 1er janvier 2007. La SEVA est une filiale du groupe canadien SNC-Lavalin qui gère deux autres aéroports en France.
L'aéroport qui est à usage civil, ouvert au trafic national et international (sur demande) a comme principales activités l'aviation d'affaires, l'aviation de tourisme et l'aviation de loisirs. L'aéroport accueille l'aéroclub de Vannes, le club ULM du Golfe et l'école de parachutisme de Vannes.

#### Transports en commun

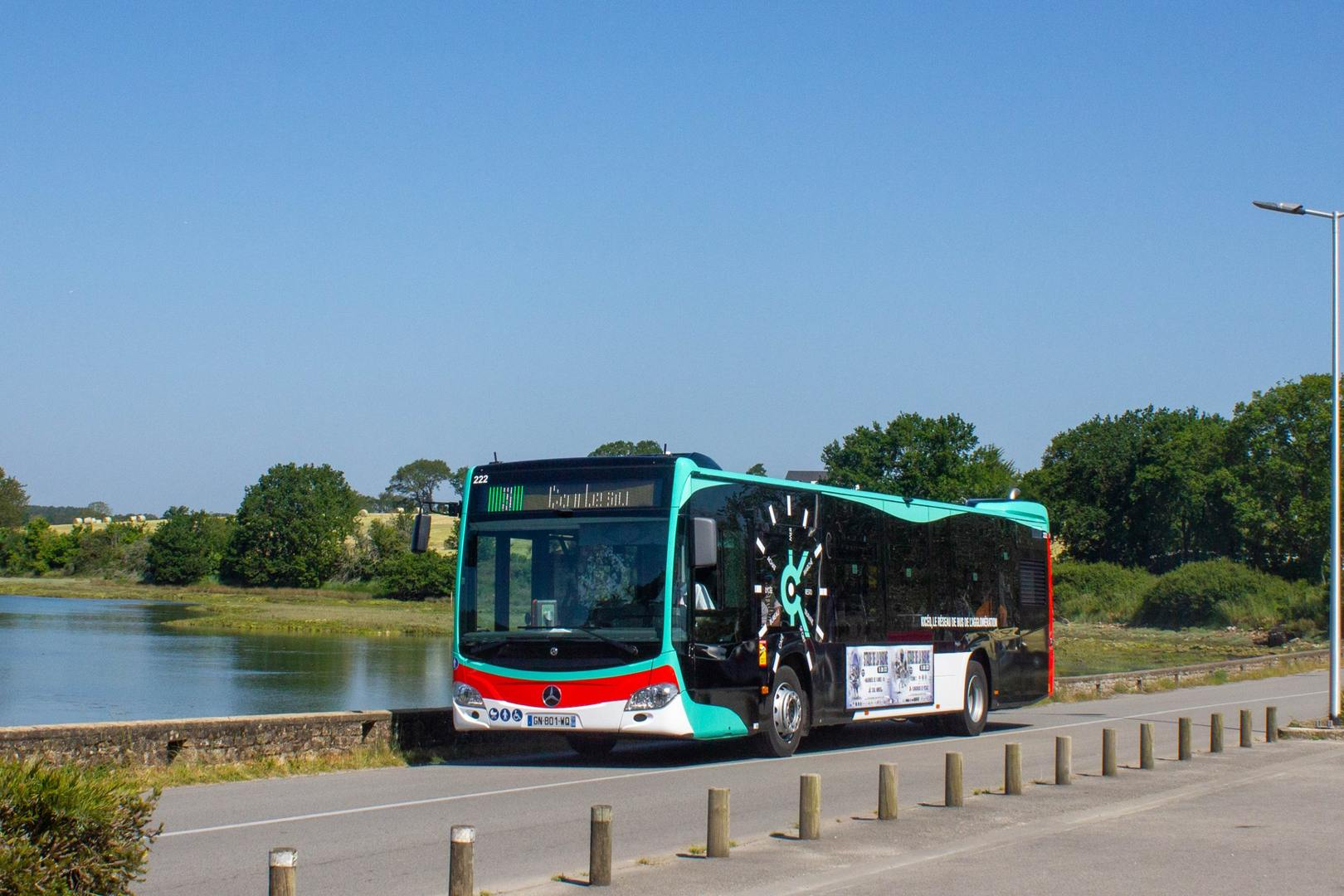
Bus de la ligne entre les arrêts Camping et Conleau.

Le réseau de transport collectif urbain et périurbain de la ville, nommé kicéo, est exploité par Transdev GMVA Mobilités, une entreprise filiale du groupe Transdev. Le réseau est composé de 30 lignes régulières : 17 lignes urbaines (dont une en soirée), 13 lignes périurbaines, un service de transport à la demande. Le réseau est organisé « en étoile », où presque toutes les lignes passent par le centre-ville de Vannes. L'autorité organisatrice de la mobilité, chargée du développement des transports collectifs et de leur financement à Vannes et son agglomération est la Golfe du Morbihan - Vannes agglomération.
Vannes est également desservie par 7 lignes d'autocar du réseau BreizhGo, le service de transports collectifs interurbains développé et financé par le conseil régional de Bretagne. Vannes compte deux gares routières, l'une située place de la Libération et l'autre à proximité de la gare ferroviaire.

## Urbanisme

### Typologie
Au 1er janvier 2024, Vannes est catégorisée grand centre urbain, selon la nouvelle grille communale de densité à sept niveaux définie par l'Insee en 2022.
Elle appartient à l'unité urbaine de Vannes, une agglomération intra-départementale regroupant quatre  communes, dont elle est ville-centre,,. Par ailleurs la commune fait partie de l'aire d'attraction de Vannes, dont elle est la commune-centre,. Cette aire, qui regroupe 47 communes, est catégorisée dans les aires de 50 000 à moins de 200 000 habitants,.
La commune, bordée par l'océan Atlantique, est également une commune littorale au sens de la loi du 3 janvier 1986, dite loi littoral. Des dispositions spécifiques d’urbanisme s’y appliquent dès lors afin de préserver les espaces naturels, les sites, les paysages et l’équilibre écologique du littoral, par exemple le principe d'inconstructibilité, en dehors des espaces urbanisés, sur la bande littorale des 100 mètres, ou plus si le plan local d’urbanisme le prévoit.

### Morphologie urbaine
Une enquête, dont l'objet est le recensement du patrimoine architectural de Vannes, est réalisée depuis 1997. Cette enquête est le fruit d'un partenariat entre l’État et la municipalité vannetaise et a permis le recensement des quartiers de la ville.
La notion de quartier prend plusieurs significations à Vannes. Dans le langage courant, un quartier désigne un espace urbain pourvu d'une identité commune sur le plan architectural, social et fonctionnel. De plus, la mise en place des conseils de quartier s'est basée sur un nouveau découpage de l'espace territorial vannetais.

### Occupation des sols

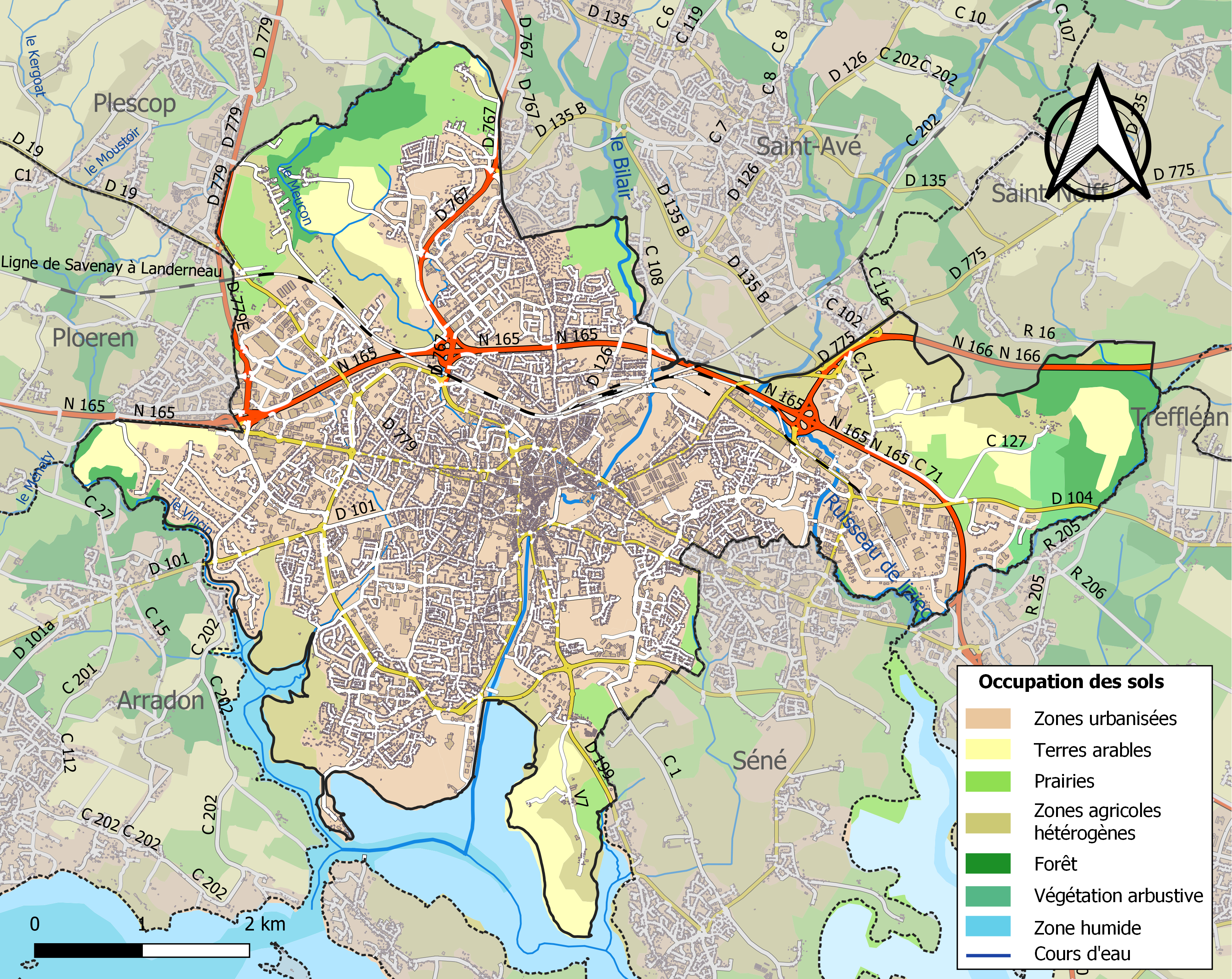
Carte des infrastructures et de l'occupation des sols de la commune en 2018 (CLC).

Le tableau ci-dessous présente l'occupation des sols de la commune en 2018, telle qu'elle ressort de la base de données européenne d’occupation biophysique des sols Corine Land Cover (CLC).
| Type d’occupation                                              | Pourcentage | Superficie (en hectares) |
| -------------------------------------------------------------- | ----------- | ------------------------ |
| Tissu urbain continu                                           | 1,4 %       | 47                       |
| Tissu urbain discontinu                                        | 41,6 %      | 1368                     |
| Zones industrielles ou commerciales et installations publiques | 19,4 %      | 638                      |
| Réseaux routier et ferroviaire et espaces associés             | 0,9 %       | 31                       |
| Espaces verts urbains                                          | 1,0 %       | 32                       |
| Équipements sportifs et de loisirs                             | 4,7 %       | 154                      |
| Terres arables hors périmètres d'irrigation                    | 7,1 %       | 232                      |
| Prairies et autres surfaces toujours en herbe                  | 7,2 %       | 238                      |
| Systèmes culturaux et parcellaires complexes                   | 10,4 %      | 342                      |
| Forêts de feuillus                                             | 0,3 %       | 10                       |
| Forêts mélangées                                               | 4,4 %       | 146                      |
| Landes et broussailles                                         | 1,2 %       | 38                       |
| Zones intertidales                                             | 0,2 %       | 5,5                      |
| Mers et océans                                                 | 0,1 %       | 3,5                      |
| Source : Corine Land Cover                                     |             |                          |

### Quartiers
- Albert Ier
- Beaupré
- Bernus
- Cliscouët
- Conleau
- Kercado
- La Gare
- La Madeleine
- Saint-Patern
- Route de Nantes
- Le Rohan
- Le Trussac
- Les Casernes
- La Retraite
- Le Pont Vert
- Le Bel Air
- Tohannic
- Le Jointo
- Le Mené
- Le Pargo
- Le Port
- Jeanne d'Arc
- Ménimur
- Intra-muros
- Lalande
- Bécel

### Logement
En 2006, on dénombrait à Vannes 29 176 logements : 26 449 résidences principales (soit 90,65 % de l'ensemble des logements), 858 résidences secondaires (soit 2,94 %), 181 logements occasionnels (soit 0,6 %) et 1 689 logements vacants (soit 5,79 %). Sur l'ensemble de ces logements, on dénombre 9 566 logements individuels soit 32,78 % et 19 424 logements dans un immeuble collectif soit 66,57 %.
Pour ce qui est des résidences principales, leur époque d'achèvement s'établit de la manière qui suit pour l'année 2004. Sur les 25 896 résidences, 4 229 datent d'avant 1949 soit une part de 16,33 % ; 8 392 datent d'une période comprise entre 1949 à 1974 soit 32,40 % ; 5 840 résidences principales datent de 1975 à 1989 soit 22,55 % et 7 435 datent de 1990 à 2004 soit 28,71 %. S'agissant du nombre de pièces des résidences principales en 2006, 3 006 en ont une soit 11,37 %, 5 020 en comptent deux soit 18,98 %, 5 280 en possèdent trois soit 19,96 % et 13 144 en possèdent quatre et plus soit une part de 49,7 %. Le confort de ces résidences principales n'est pas identique. En effet, cent-quatorze résidences n'ont pas de baignoire, ni douche soit 0,43 %, 26 202 ont un chauffage central soit près de 99 % des résidences, alors que 247 n'en ont pas soit 1 %, 17 240 bénéficient d'un garage ou d'un parking soit 65,18 %.
En 2007, le prix de l'immobilier à Vannes a dépassé celui de Rennes : le prix moyen au mètre carré de l'habitat ancien à Vannes (2 342 €) est nettement supérieur à celui de Lorient (1 606 €). Le prix moyen d'un appartement neuf à Vannes était d'environ (3 500 €/m2). Le centre-ville de Vannes est le quartier le plus cher, quant aux quartiers situés près du Golfe, ils connaissent une augmentation régulière du prix du logement.
Un quart des acquéreurs à Vannes sont des retraités et la ville présente la particularité d'avoir des acquéreurs âgés, 49 ans en moyenne. On peut noter qu'en 2007, 32 % des acquéreurs n'étaient pas originaires du Morbihan. Parmi les non-morbihannais, 9 % viennent d'Île-de-France et 6 % d'Ille-et-Vilaine. L'offre concerne pour 62 % des transactions des logements de 2 et 3 pièces. Les habitants d'Île-de-France représentent 25 % des acheteurs sur le littoral du Golfe du Morbihan.
De nombreux organismes d'attribution de logements sociaux sont présents dans la commune. On y trouve des offices publics de l'habitat (OPH) tels qu'Office Public Communal d'HLM Vannes Golfe Habitat ou encore l'office public départemental du Morbihan Bretagne Sud Habitat.

### Projets d’aménagement

#### Rive gauche
Une concertation a été initiée en 2017 en vue de l'aménagement de la rive gauche du port. Les décisions relatives à ce projet, initialement attendues en 2019, ont été reportées sine die après les élections.

## Toponymie

### Le nom deDarioritum

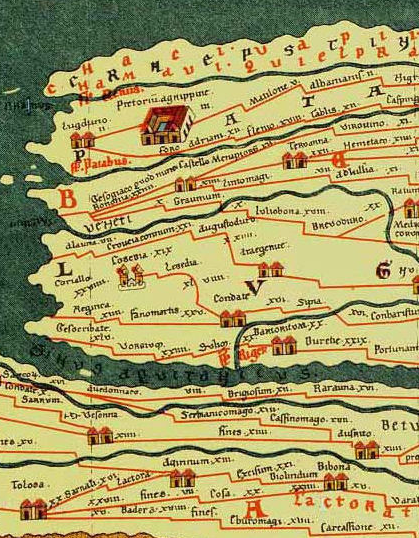
Table de Peutinger - Darioritum se situe au nord du Golfe d'Aquitaine, près de la Loire (Riger) et de Rennes (Condate).

Dans l'Antiquité, le peuple gaulois des Vénètes s'installe sur la rive sud de la péninsule Armoricaine. Jules César, dans ses Commentaires sur la guerre des Gaules, est le premier auteur à citer le peuple celte mais ne cite aucune capitale pour les Vénètes. Jusqu'au IIe siècle, les auteurs romains et grecs citent à de nombreuses reprises le peuple des Vénètes, mais il faut attendre le IIe siècle et la Géographie de Ptolémée pour mettre un nom sur la capitale sud-armoricaine : Δαριοριτον (var. Δαριοριγον), nom gaulois grécisé signifiant peut-être « gué des chênes ».
À l'époque gallo-romaine, ce nom est adapté et latinisé sous différentes formes : Darioritum (la forme la plus courante), Dariorigum, Dartorigum, etc. Darioritum se trouve également sur la Table de Peutinger, copie du XIIIe siècle d'une ancienne carte romaine où figurent les routes et les villes principales de l'Empire romain. Il est cependant remplacé par l'ethnonyme Veneti à partir du IIIe siècle.

### Le nom deVannes
Vannes apparaît sous le nom latin de Benetis dans le document administratif romain Notitia dignitatum datant de 400.
Le nom de Vannes provient du peuple des Vénètes qui eurent comme capitale Darioritum, nom antique de la ville pendant la période gallo-romaine. Le nom de Vénètes est commun à plusieurs peuples antiques dont l’un habitait le sud de l’Aremorica (celtique Veneti).
Sous le Bas Empire, lorsque les diocèses ont succédé aux circonscriptions romaines calquées sur les cités gauloises, les chefs-lieux ont pris le nom des peuples gaulois au génitif. César mentionne que le peuple gaulois établi dans le golfe du Morbihan était celui des Vénètes et l'évêché de Vannes est un des plus anciens d'Armorique. C'est pourquoi les linguistes font procéder Vannes du celtique armoricain Venetīi « cité des Vénètes ».
À la fin de l’Empire romain, la ville est couramment appelée civitas Venetum dans les textes, « la cité des Vénètes », d'après le nom du peuple dont sont issus ses premiers habitants. Ce phénomène (l'abandon de l'ancien nom gaulois et l'adoption d'une nouvelle appellation évoquant le nom des habitants) affecte vers le IVe siècle la plupart des anciennes cités gauloises de la moitié nord de la France : ainsi, Paris, ancien Lutetia, vient du nom des Parisii ; Nantes, ancien Condevincum , de celui des Namnètes. Ces mutations toponymiques sont caractéristiques du Bas-Empire romain.

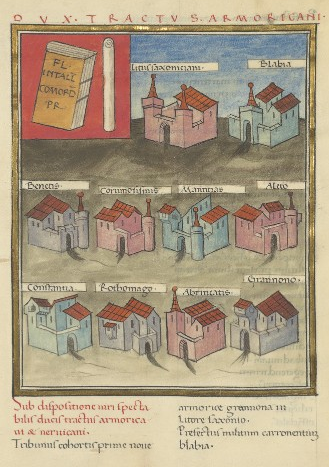
Feuillet du Notitia dignitatum - Dux tractus Armoricani et Nervicani.

Dans le Notitia Galliarum, compilation du IVe siècle des cités gauloises sous la Tétrarchie, l'auteur nomme la Cité des Vénètes située dans la gaule lyonnaise III : In provintiis gallicanis quæ ciuitates sint, Provintia Luddunensium Tertia : Ciuitas Venetum. Dans le Notitia dignitatum, compilation par un auteur anonyme du Ve siècle de toutes les dignités tant civiles que militaires de l'Empire romain, l'auteur nomme Benetis comme capitale du préfet militaire : Sous les ordres de l’honorable duc de la division Armoricani et Nervicani : - Le commandant des soldats maures chez les Vénètes, à Benetis.
Au cours du Moyen Âge, Venetis devient Vennes, par accentuation sur la première syllabe qui entraîne la disparition du [t]. Cette forme va subsister jusqu'au XVIIIe siècle, où les deux formes sont utilisées conjointement dans les écrits de l'époque. Durant cette période, le nom de la ville est également mentionné sous différentes formes : Veneda (en 818), Guéned ou Guenette, Vanes (vers 1300), etc.
Le nom de la ville est Guéned en breton (orthographe vannetaise traditionnelle) ou Gwened (orthographe peurunvan), prononcé [dzɥinˈjɛt] en breton vannetais ou [gɥinˈjɛt]) et Vann (en gallo). Il est mentionné sous la forme guenet dans le Catholicon.
Ce nom se prononce Djuened en breton et s'écrit Gwened ou Wened. Certains ont été tentés de traduire, de façon strictement littéraire, le nom breton de la ville en français, et l'ont interprété comme signifiant « blé blanc » (gwenn « blanc »; ed « blé »). En 2008, dans un communiqué du maire François Goulard, s'exprimant sur la culture bretonne, on retrouve aussi cette tentative d'y voir le mot breton gwenn, et de donner à Gwened la signification de « La Blanche ». Cette étymologie populaire est fantaisiste.
La forme bretonne du toponyme procède de l’ethnonyme gaulois Venet-, brittonisé tout à fait régulièrement en Gwened (par l'intermédiaire d'une forme vieux breton Wened). Par ailleurs, vindo- est la racine gauloise qui signifie « blanc, heureux », c'est le même mot que le celtique insulaire *vindā qui explique le vieux breton guinn « blanc, lumineux » (breton moderne gwenn), le vieux cornique guyn « blanc » et le gallois gwynn (féminin gwenn) « blanc ».
Une hypothèse mieux étayée sur le plan phonétique pour expliquer étymologiquement l'ethnonyme Veneti, dont dérive le nom de la ville, est qu'il repose sur la racine indo-européenne *wen « aimer, désirer » (sanskrit van-o-ti, vánati « il aime », van-a « charme »; latin ven-us et Venus, etc.), et signifier « les amis, les compatriotes ». Plus précisément, il s'agit de la forme allongée celtique et indo-européenne occidentale veni- (autrement écrite ueni-) qui désigne le « clan, famille, lignée » (cf. vieux breton guen « race, famille » > breton gouenn « race »; germanique commun *weniz « ami » > vieux norrois vinr, islandais vinur, norvégien venn), mais dont la suffixation en -et- implique le sens dérivé de « apparentés, amicaux » ou « marchands ». Dans cette hypothèse les Vénètes pourraient aussi être « les parents » ou « les marchands ».
Vannes est la forme en usage dans la majorité des langues utilisant les caractères latins, sauf dans les langues celtiques comme le gallois ou le gaélique qui privilégient la forme bretonne Gwened.

## Histoire

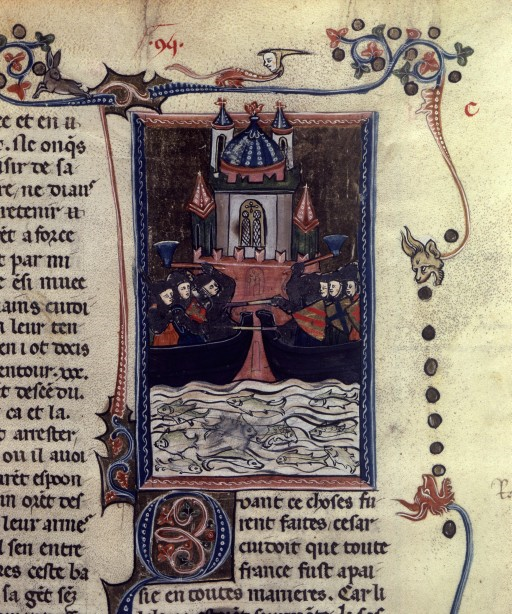
Bataille du Morbihan.

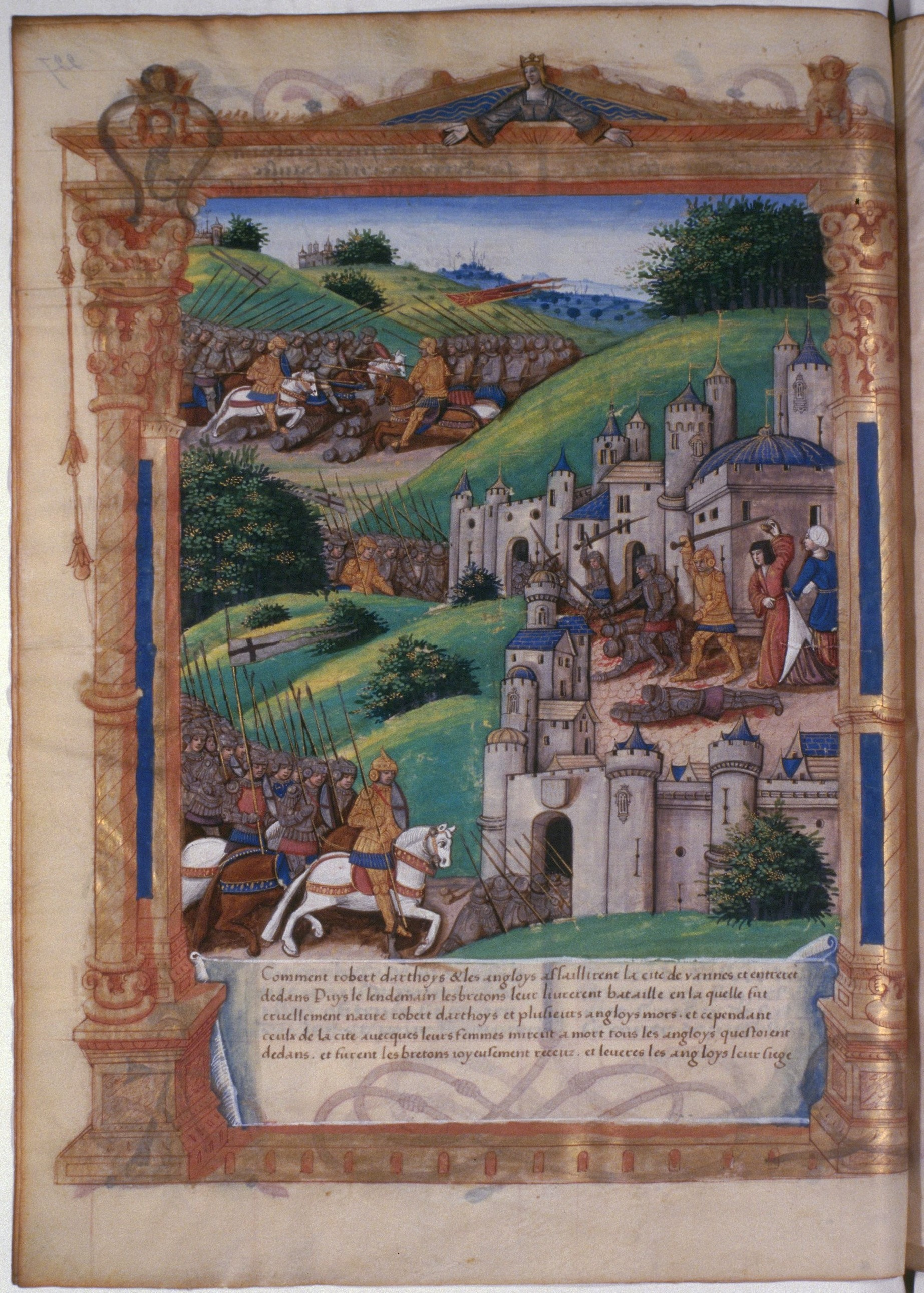
Prise de Vannes en 1342.

La ville de Vannes est fondée lors de la Conquête romaine de la Gaule. Le peuple des Vénètes est soumis par César en 56 av. J.-C.. Sous l’Empire romain, elle est appelée Darioritum, mais reprend le nom du peuple dont elle est la civitas à la fin de l’Empire. Des colons bretons (venus de l'actuelle Grande-Bretagne) ainsi que des soldats maures sont installés à cette époque pour protéger la région des pirates saxons. C'est aussi entre le IIIe et le Ve siècle que la ville se fortifie et se christianise.
Vers 465, un concile régional se tient à Vannes et consacre Saint Patern comme le premier évêque de la ville : c'est la naissance de l'évêché de Vannes. Conquise en 578 par Waroch, la ville devient la capitale du royaume du Broërec, avant d’être rattachée à la Bretagne en 851.
En 753, le roi des Francs Pépin le Bref vainc les Bretons et prend Vannes. Pour contenir les Bretons, il organise une zone-tampon sous administration militaire, la Marche de Bretagne composée du Vannetais, du Nantais, du Rennais et d'un bout du Maine. Vannes en est une des capitales. L'empereur Louis le Débonnaire réunit en septembre 818 son armée est assemblée à Vannes (alors souvent appelée Veneda ou Venedia) avant de la lancer à l'assaut des forces du roi Morvan Lez-Breizh qui l'avait défié.
Ville du missus Nominoë, Vannes est une des cités royales du royaume de Bretagne. En partie détruite lors des invasions vikings au Xe siècle, la ville connaît de nombreux sièges jusqu'à la fin de la guerre de Succession de Bretagne avant de devenir la résidence préférée des ducs Jean IV et Jean V.
La Chambre des comptes de Bretagne est créée à Vannes et y siège jusqu'en 1491-1499 ainsi que le parlement de Bretagne qui devient cour souveraine en 1485. Le Parlement reste à Vannes jusqu'en 1553, date à laquelle Nantes et Rennes se le disputent. Il y revient de 1675 à 1690, provoquant un afflux important d'une riche population, de sa domesticité et de ses fournisseurs. Vannes est la première capitale de l'État breton aux XIVe et XVe siècles, et le siège de son administration supérieure. La ville reste pourtant de taille modeste.
Lors de la Révolution française, la ville est partagée entre le parti de la Convention (les Républicains) et la Chouannerie.
Préfecture du Morbihan, Vannes continue son développement depuis le XIXe siècle malgré l'activité maritime qui s'effondre à la même époque. À partir des années 1870, la ville se dote de nouveaux bâtiments publics et connaît un regain d'activité avec l'arrivée du chemin de fer et l’installation de régiments.
Vannes était alors une ville de garnison (le 116e régiment d'infanterie, le 28e régiment d'artillerie et le 35e régiment d'artillerie y étaient basés) c'est désormais le 3e régiment d'infanterie de marine qui occupe la caserne depuis 1963.

## Politique et administration

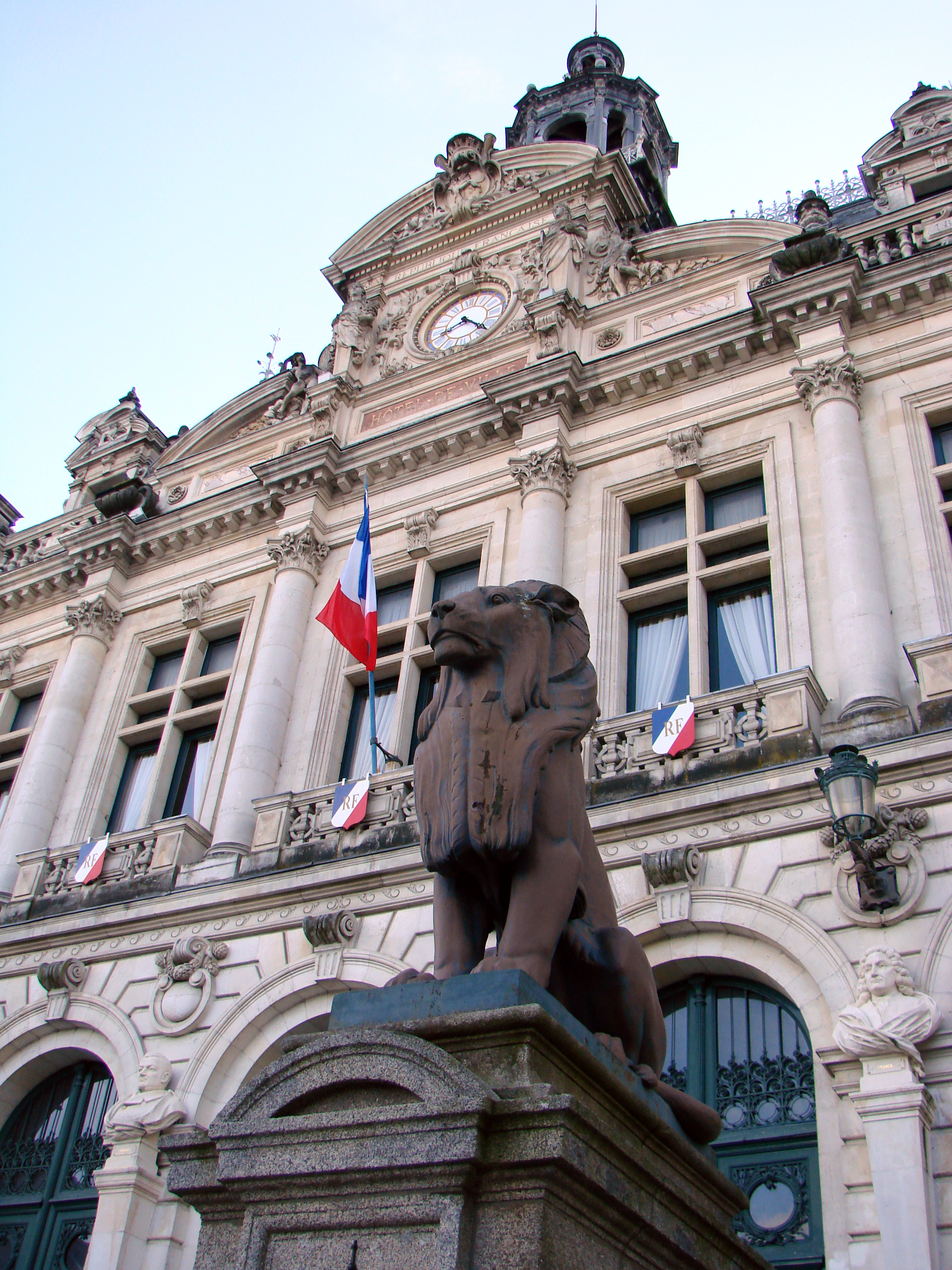
Hôtel de Ville de Vannes.

L'agglomération de Vannes s'est organisée en une communauté d'agglomération qui regroupe trente-quatre communes que sont Arradon, Arzon, Baden, Le Bono, Brandivy, Colpo, Elven, Grand-Champ, Le Hézo, Île-aux-Moines, Île-d'Arz, Larmor-Baden, Locmaria-Grand-Champ, Locqueltas, Meucon, Monterblanc, Plaudren, Plescop, Ploeren, Plougoumelen, Saint-Armel, Saint-Avé, Saint-Gildas-de-Rhuys, Saint-Nolff, Sarzeau, Séné, Sulniac, Surzur, Theix-Noyalo, Le Tour-du-Parc, Trédion, Treffléan, La Trinité-Surzur et Vannes.
De plus, du fait de son statut de chef-lieu de département et de canton, Vannes concentre les administrations. Elle est le siège de la préfecture du Morbihan, du Conseil départemental du Morbihan et de la trésorerie générale.

### Découpage administratif
De 1790 à 1982, Vannes est le chef-lieu du canton de Vannes-Est et, depuis 1982, chef-lieu de trois cantons.
| Code  | Canton   | Conseillers départementaux | Conseillers départementaux | Conseillers départementaux | Conseillers départementaux | Population (2022) |
| ----- | -------- | -------------------------- | -------------------------- | -------------------------- | -------------------------- | ----------------- |
| 56 19 | Vannes-1 | Les Républicains           | François Goulard           | UD                         | Christine Penhouët         | 33 190 habitants  |
| 56 20 | Vannes-2 | UD                         | Denis Bertholom            | UD                         | Nadine Frémont             | 41 270 habitants  |
| 56 21 | Vannes-3 | UDI                        | Gilles Dufeigneux          | UD                         | Gaëlle Favennec            | 35 469 habitants  |

Le nouveau découpage territorial entre en vigueur en 2015. Vannes reste le bureau centralisateur de 3 cantons redécoupés :
- le canton de Vannes-1 correspond au centre de la ville et compte 33 190 habitants en 2022 ;
- le canton de Vannes-2 compte 9 communes (Arradon, Baden, Le Bono, l'Île-aux-Moines, l'Île-d'Arz, Larmor-Baden, Plescop, Ploeren et Plougoumelen) ainsi que la fraction ouest de la commune de Vannes et compte 41 270 habitants en 2022 ;
- le canton de Vannes-3 compte 5 communes (Meucon, Monterblanc, Saint-Avé, Saint-Nolff et Treffléan) ainsi que la fraction est de la commune de Vannes et compte 35 469 habitants en 2022.

### Tendances politiques et résultats
On retient de Vannes sa qualité de ville bourgeoise, à l'opposé de sa voisine lorientaise plus ouvrière et positionnée à gauche de l'échiquier politique. La présence des ducs et des évêques a favorisé l'apparition des marchands et des artisans. C'est une ville de négoce et de marchés.
Politiquement, c'est une ville ancrée à droite. Le maire UMP David Robo est élu maire de la ville le 6 avril 2011 à la suite de l'accession de François Goulard à la tête du Conseil général du Morbihan. L'ancien député maire UMP François Goulard fut, au début de son premier mandat de maire de la ville en 2001, membre du RPR et à la tête d'une liste UDF-RPR. Cette liste, composée lors des municipales 2001, s'inscrivait dans la continuité des mandats précédents, une grande partie des conseillers de cette liste appartenant à la majorité municipale de Pierre Pavec, maire centriste de Vannes de 1983 à 2001.
Au référendum sur le traité constitutionnel pour l’Europe du 29 mai 2005, les Vannetais ont majoritairement voté pour la Constitution européenne, avec 62,73 % de Oui contre 37,27 % de Non avec un taux d’abstention de 27,22 % (France entière : Non à 54,67 % - Oui à 45,33 %). Ces chiffres ne sont pas conformes à la tendance nationale, celle-ci se trouvant en opposition.
Malgré l'ancrage de la ville à droite, lors des élections législatives de 2012 pour la 1re circonscription du Morbihan, le député UMP François Goulard (48,96 % soit 10 438 voix) est battu au second tour par le socialiste Hervé Pellois (51,04 % soit 10 882 voix). Ce résultat étant conforme à la tendance nationale.

### Administration municipale
| Période                          | Période       | Identité          | Étiquette                                 | Qualité |
| -------------------------------- | ------------- | ----------------- | ----------------------------------------- | --- |
| mai 1945                         | mars 1965     | Francis Decker    | MRP                                       | Photographe Conseiller général du canton de Vannes-Est (1951-1970) |
| mars 1965                        | mars 1977     | Raymond Marcellin | RI puis UDF-PR                            | Avocat et plusieurs fois ministre Sénateur du Morbihan (1974-1981) Conseiller général du canton de Sarzeau (1953-1998) Président du conseil général du Morbihan (1964-1998) |
| mars 1977                        | mars 1983     | Paul Chapel       | UDF-PR                                    | Professeur de lettres classiques Député de la 1re circonscription du Morbihan (1978-1981) Conseiller général du canton de Vannes-Ouest (1974-1979) |
| mars 1983                        | mars 2001     | Pierre Pavec      | UDF-PR puis DL                            | Conseiller général du canton de Vannes-Ouest (1985-1998) |
| mars 2001                        | mai 2004      | François Goulard  | DL (2001) UMP                             | Haut fonctionnaire Président du Conseil général puis départemental du Morbihan (2011-2021) Président de Vannes agglo (2000-2011) Député de la première circonscription du Morbihan (1997-2004 puis 2007-2012) Ministre délégué à l’Enseignement supérieur et à la Recherche (2005-2007) Secrétaire d'État aux Transports et à la Mer (2004-2005) Conseiller général puis départemental du Morbihan (1998-2001 puis 2011-2021) |
| mai 2004                         | décembre 2006 | Norbert Trochet   | UMP                                       | Cadre de l'industrie pharmaceutique |
| décembre 2006                    | avril 2011    | François Goulard  | UMP                                       | Haut fonctionnaire Président du Conseil général puis départemental du Morbihan (2011-2021) Président de Vannes agglo (2000-2011) Député de la première circonscription du Morbihan (1997-2004 puis 2007-2012) Ministre délégué à l’Enseignement supérieur et à la Recherche (2005-2007) Secrétaire d'État aux Transports et à la Mer (2004-2005) Conseiller général puis départemental du Morbihan (1998-2001 puis 2011-2021) |
| avril 2011 Réélu en 2014 et 2020 | En cours      | David Robo        | UMP-LR (2011-2017) puis DVD puis Horizons | Assistant social Président de Golfe du Morbihan - Vannes Agglomération Conseiller régional de Bretagne (2015-2021) |

Depuis le 6 avril 2011, le maire est David Robo qui succède à François Goulard, président du conseil général puis départemental du Morbihan, député et ancien secrétaire d'État aux Transports et à la Mer et ministre délégué à l'Enseignement supérieur et de la recherche. Le maire de Vannes est adhérent de la Fédération des maires des villes moyennes, la FMVM. Les services administratifs sont installés dans les locaux de l'hôtel de ville depuis 1886 et également dans les locaux du centre administratif municipal, situé à deux pas de celui-ci.
Le conseil municipal vannetais est composé d'un maire et de quarante-cinq conseillers municipaux. Parmi ces conseillers municipaux, on dénombre treize maires-adjoints. Il y a un seul groupe majoritaire contre deux groupes d'opposition « Votez pour Changer » (PS, Union démocratique bretonne, Verts, Parti radical de gauche) et « Vannes Projet Citoyens » (DVG) nés de la scission de la coalition « Votez pour Changer » créée lors du second tour des élections municipales de mars 2008.
Lors des élections municipales de mars 2008, la liste du maire sortant, François Goulard, tête de la liste « Vannes avec vous », a été élu avec une majorité absolue de 51,59 % soit 10 950 voix contre 48,41 % soit 10 275 voix pour Nicolas le Quintrec, tête de la liste « Votez pour changer - Vannes 2008, agir et vivre ensemble ».
Les élections municipales de 2014 à Vannes ont été marquées par un nombre important de listes (7), ce qui constitue par ailleurs le nombre le plus important de candidats recensés pour briguer la mairie. Malgré cela la liste « Vannes, c'est ensemble », menée par le maire sortant David Robo, a été élue dès le premier tour avec 52.77 % des suffrages exprimés. C'est la première fois depuis les années Raymond Marcellin qu'une élection municipale est remportée en un seul tour. Les sièges au sein du conseil municipal, élu le 23 mars 2014, se répartissent de la manière suivante :
Aux élections municipales tenues le 15 mars 2020, la liste conduite par David Robo obtient dès le premier tour la majorité des voix (50,92 %) mais dans un contexte de très faible participation (39.54 %). La pandémie du Covid 19 empêche l'installation immédiate du nouveau conseil municipal. Il faudra attendre le 25 mai pour que la nouvelle équipe soit installée et que David Robo soit élu maire. Les résultats en nombre de sièges sont :

### Instances judiciaires et administratives

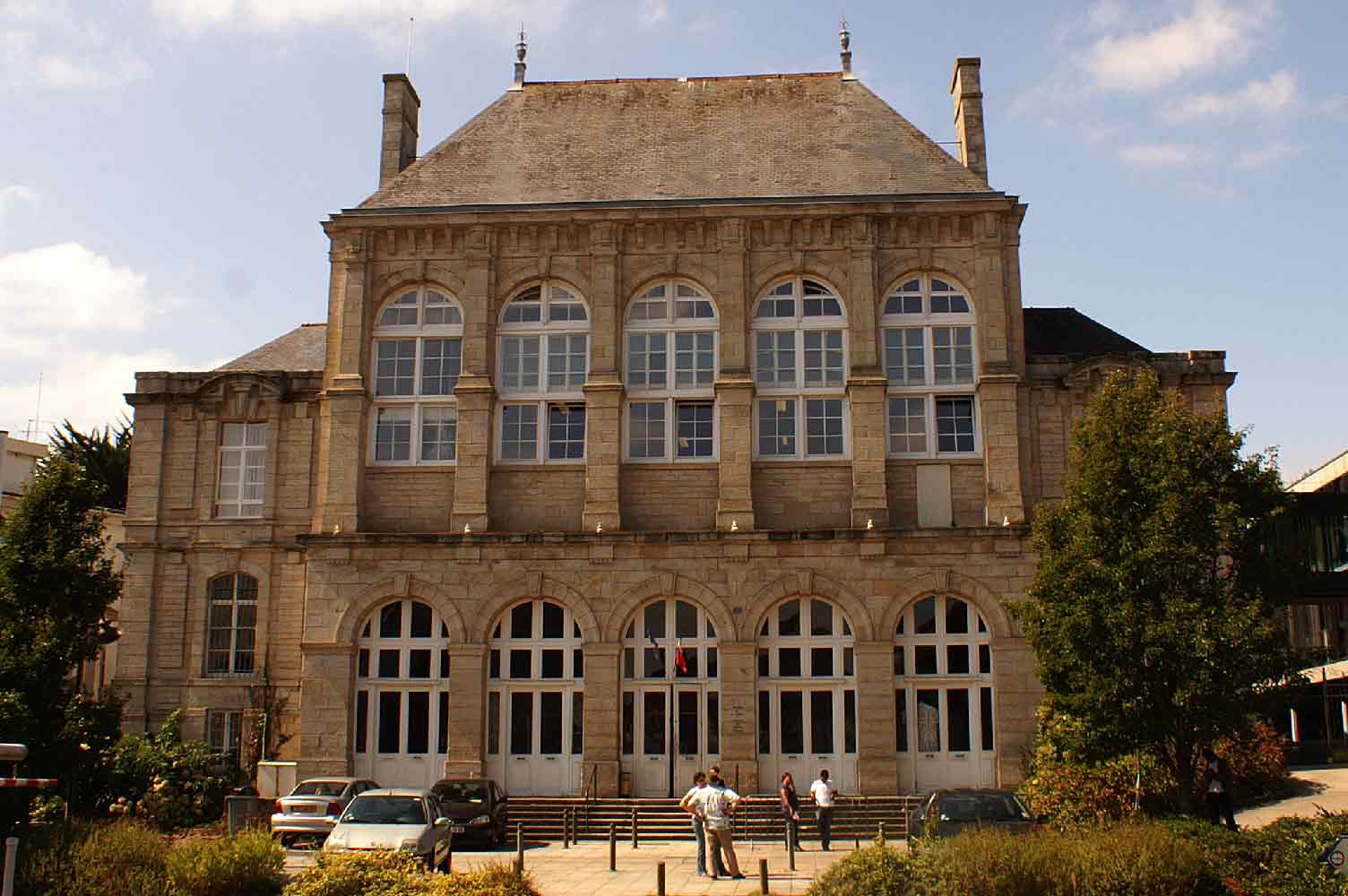
Palais de justice.

Vannes compte de nombreuses institutions administratives et judiciaires. La ville est administrativement la préfecture du Morbihan, siège du Conseil général du Morbihan et de la trésorerie générale. Elle possède un tribunal judiciaire, un tribunal de commerce, un conseil de prud'hommes. On y trouve aussi un ordre des avocats au barreau de Vannes. En tant que chef-lieu départemental, la commune abrite la chambre des huissiers du Morbihan, la chambre des notaires du Morbihan, la chambre de métiers et de l'artisanat du Morbihan ainsi qu'une délégation de la chambre de commerce et d'industrie du Morbihan. La ville dispose d'un commissariat de police, d'une maison d'arrêt et est le siège du groupement de gendarmerie départementale du Morbihan. On se doit également de signaler la présence d'administrations telles que la conservation des hypothèques et le centre des impôts.

### Défense
Depuis 1963, Vannes est la ville de garnison du 3e RIMa ainsi que d'un détachement du 2e régiment du matériel de Bruz.
Le 1er janvier 2011, à la suite de la création de la base de défense pilote de Coëtquidan le 1er janvier 2010, est créée la base de défense de Vannes-Coëtquidan, intégrant le 3e RIMa ainsi que les Écoles de Saint-Cyr Coëtquidan. Une base de Défense est une aire géographique qui regroupe dans son périmètre les formations du ministère de la Défense dont l'administration générale et le soutien commun sont mutualisés.

### Sécurité
Vannes rencontre les difficultés inhérentes aux villes qui supportent une croissance rapide : congestion des routes, trafics et délinquances. Selon des classements successifs établis par le magazine Le Point, Vannes est classée 11e ville la plus sûre de France en 2003, 15e en 2006 et 23e pour l'année 2008.

#### Services départementaux
La ville est le siège de l'état-major du Groupement de gendarmerie départementale du Morbihan, de la compagnie de gendarmerie départementale de Vannes qui couvre le sud-est du département et de l'escadron de gendarmerie mobile de Vannes qui a pour mission principale et spécifique la sécurité publique et le maintien de l'ordre.
Vannes est le siège de la Direction départementale de la Sécurité publique du Morbihan. La circonscription de sécurité publique de Vannes compte 136 fonctionnaires de police et 32 adjoints de sécurité soit un total de 168 personnels en janvier 2009, ainsi que trois structures recevant du public : l'hôtel de Police et ses deux commissariats de secteur (Kercado et Ménimur). Le Service départemental d'incendie et de secours (SDIS) du Morbihan siège également à Vannes. Le groupement de Vannes couvre l'ouest du département avec 26 centres d'incendie et de secours, 86 sapeurs-pompiers professionnels et 917 sapeurs-pompiers volontaires.

#### Vidéo surveillance
Depuis avril 2008, la municipalité vannetaise a mis en place, pour un coût de plus de 1 000 000 € un dispositif de vidéosurveillance de la voie publique. Composé de 108 caméras mobiles, et d'un centre de supervision urbaine (CSU) aménagé au sous-sol de l’hôtel de ville qui reçoit et enregistre en permanence les images filmées par les caméras, le système est contrôlé par des agents municipaux en journée et par les services de police la nuit. Les trois objectifs majeurs de ce dispositif sont : le renforcement des mesures de prévention contre les actes de violence urbaine, la protection des bâtiments publics et la régulation du trafic routier. Ce système est censé être contrôlé par un comité d'éthique composé d'avocats, de spécialistes du droit et d'élus. Conformément à sa charte, ce comité doit rendre un rapport annuel public. Or aucun rapport n'est disponible sur le site internet de la Ville pour les années 2008 à 2014 et depuis 2018.

### Jumelages et partenariats

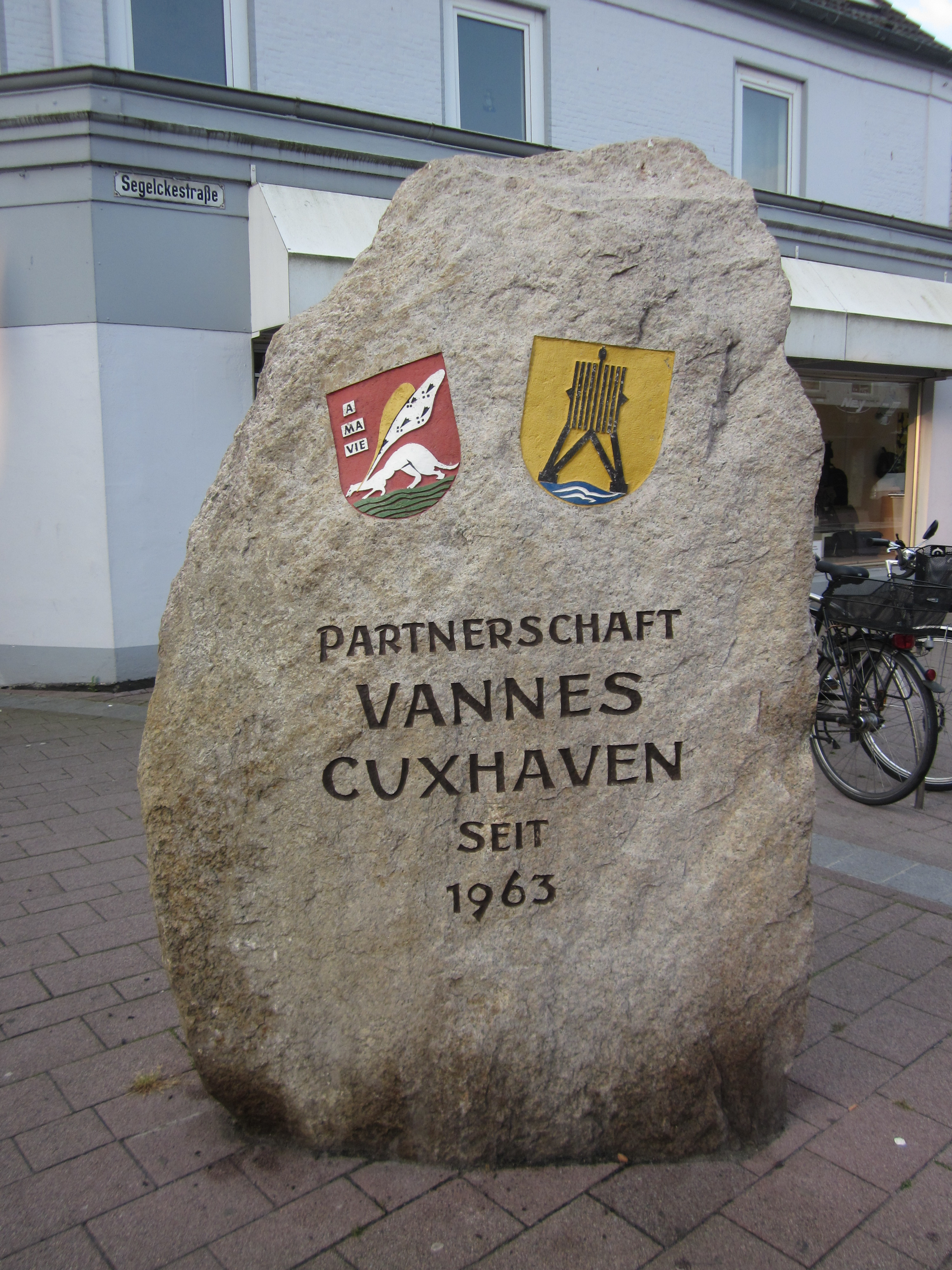
Stèle du jumelage à Cuxhaven.

La ville de Vannes est jumelée avec plusieurs villes européennes et entretient des relations de partenariat avec une ville malienne et une ville polonaise. Il faut rappeler que le jumelage est une relation établie entre deux villes de pays différents qui se concrétise par des échanges socio-culturels.
La ville de Vannes est jumelée avec :
| Ville | Ville    | Pays | Pays        |
| ----- | -------- | ---- | ----------- |
|       | Cuxhaven |      | Allemagne   |
|       | Fareham  |      | Royaume-Uni |
|       | Mons     |      | Belgique    |

Charte de partenariat :
- Barouéli (Mali) ;
- Wałbrzych (Pologne) depuis le 2 octobre 2001.

## Population et société

### Démographie
Au 1er janvier 2021, Vannes possède une population de 54 420 habitants, une aire urbaine de 79 217 habitants, une agglomération de 175 163 habitants ainsi qu'une population dans l'unité urbaine de 81 516 habitants. La ville est la deuxième plus peuplée du département après Lorient et la 5e de la région Bretagne.

#### Évolution démographique
L'évolution du nombre d'habitants est connue à travers les recensements de la population effectués dans la commune depuis 1793. Pour les communes de plus de 10 000 habitants les recensements ont lieu chaque année à la suite d'une enquête par sondage auprès d'un échantillon d'adresses représentant 8 % de leurs logements, contrairement aux autres communes qui ont un recensement réel tous les cinq ans,.

En 2022, la commune comptait 54 955 habitants, en évolution de +3,26 % par rapport à 2016 (Morbihan : +3,82 %, France hors Mayotte : +2,11 %).
| 1793  | 1800  | 1806   | 1821   | 1831   | 1836   | 1841   | 1846   | 1851   |
| ----- | ----- | ------ | ------ | ------ | ------ | ------ | ------ | ------ |
| 9 131 | 9 131 | 10 902 | 11 289 | 10 395 | 11 623 | 11 737 | 12 974 | 12 356 |

| 1856   | 1861   | 1866   | 1872   | 1876   | 1881   | 1886   | 1891   | 1896   |
| ------ | ------ | ------ | ------ | ------ | ------ | ------ | ------ | ------ |
| 14 329 | 14 564 | 14 560 | 14 690 | 17 946 | 19 284 | 20 036 | 21 504 | 22 189 |

| 1901   | 1906   | 1911   | 1921   | 1926   | 1931   | 1936   | 1946   | 1954   |
| ------ | ------ | ------ | ------ | ------ | ------ | ------ | ------ | ------ |
| 23 375 | 23 561 | 23 748 | 21 402 | 22 089 | 22 413 | 24 068 | 28 189 | 28 403 |

| 1962   | 1968   | 1975   | 1982   | 1990   | 1999   | 2006   | 2011   | 2016   |
| ------ | ------ | ------ | ------ | ------ | ------ | ------ | ------ | ------ |
| 30 411 | 36 576 | 40 359 | 42 178 | 45 644 | 51 759 | 53 079 | 52 784 | 53 218 |

| 2021   | 2022   | - | - | - | - | - | - | - |
| ------ | ------ | - | - | - | - | - | - | - |
| 54 420 | 54 955 | - | - | - | - | - | - | - |

#### Pyramide des âges
En 2021, le taux de personnes d'un âge inférieur à 30 ans s'élève à 34,6 %, soit au-dessus de la moyenne départementale (30,3 %). À l'inverse, le taux de personnes d'âge supérieur à 60 ans est de 33,1 % la même année, alors qu'il est de 32,7 % au niveau départemental.
En 2021, la commune comptait 25 383 hommes pour 29 037 femmes, soit un taux de 53,36 % de femmes, légèrement supérieur au taux départemental (51,49 %).
Les pyramides des âges de la commune et du département s'établissent comme suit :
| Hommes | Classe d’âge | Femmes |
| ------ | ------------ | ------ |
| 1,2    | 90 ou +      | 2,6    |
| 9,5    | 75-89 ans    | 13,8   |
| 17,3   | 60-74 ans    | 21,2   |
| 16,9   | 45-59 ans    | 17,5   |
| 16,3   | 30-44 ans    | 14,1   |
| 24,6   | 15-29 ans    | 19,2   |
| 14,4   | 0-14 ans     | 11,6   |

| Hommes | Classe d’âge | Femmes |
| ------ | ------------ | ------ |
| 0,8    | 90 ou +      | 2,2    |
| 8,5    | 75-89 ans    | 11,6   |
| 20,5   | 60-74 ans    | 21,6   |
| 20,6   | 45-59 ans    | 20     |
| 17     | 30-44 ans    | 16,3   |
| 15,5   | 15-29 ans    | 13     |
| 17,1   | 0-14 ans     | 15,2   |

#### Population immigrée
En 2006, 1 389 personnes immigrées étaient recensées dans la commune soit 2,6 % de la population, chiffre supérieur à la moyenne bretonne (1,69 %) mais inférieur à la moyenne nationale (5,77 %). Cette proportion est deux fois moins importante que pour une ville comme Rennes mais légèrement supérieure à Quimper. Parmi ces personnes, 15,33 % viennent de l'Union européenne, 14,6 % du Maghreb. Les nationalités les plus représentées sont les Turcs (524), puis les Algériens et enfin les Marocains
La communauté turque est particulièrement présente dans la vie associative de Vannes. L'association culturelle des Turcs de l’ouest créée à Vannes en 1983 a pour but de faire connaître et de transmettre la culture, la religion, les traditions, les coutumes turques, de créer des liens entre les communautés et de favoriser l’échange culturel, d'apporter une aide aux familles d’origine turque dans leurs démarches administratives, de donner une éducation religieuse par l’intermédiaire d’un imam envoyé par le ministère des affaires religieuses turc et de donner des informations sur la population turque de Vannes et son pays.

### Enseignement
Les écoles et lycées vannetais dépendent de l'académie de Rennes.

#### Enseignement primaire
On dénombre à Vannes, pour la rentrée 2008, 32 écoles (primaires et maternelle), dont vingt-deux écoles gérées par la commune (sept écoles maternelles, six écoles primaires, huit écoles élémentaires) et onze écoles privées.

#### Enseignement secondaire
Vannes compte sept collèges et neuf lycées dont trois lycées publics et six lycées privés.

#### Enseignement supérieur
Vannes représente le troisième pôle universitaire de Bretagne, après Rennes et Brest. Alors qu'en 1986, Vannes accueillait 1 500 étudiants, en 2000, ils étaient plus de 5 200 et fin 2006, près de 6 500. Outre les établissements et enseignements décrits ci-dessous, il ne faut pas oublier les multiples Brevets de Techniciens Supérieurs dispensés dans les lycées vannetais.
Composantes de l'Université de Bretagne Sud

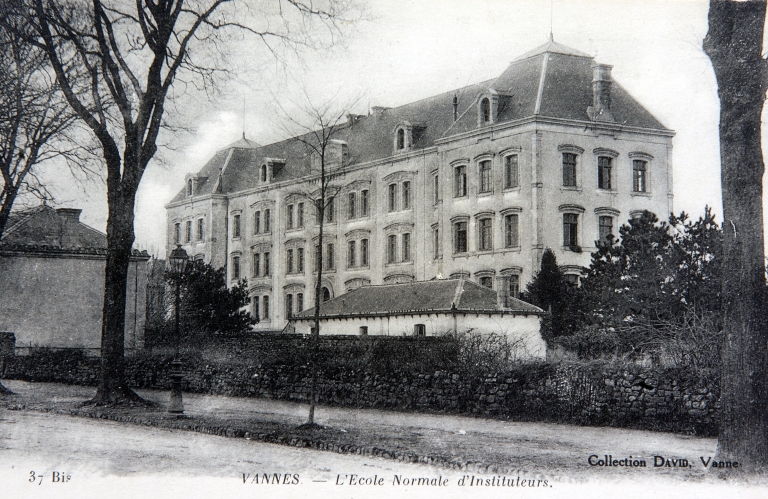
L’ESPE de Vannes, école interne de l’université de Bretagne-Occidentale avec laquelle travaille l’université pour la formation des enseignants du secondaire.

L'université de Bretagne-Sud, créée en février 1995, est implantée conjointement à Vannes, Lorient et Pontivy. L'université dispense de nombreux DUT, licences et maîtrises ainsi qu'une école d'ingénieur.
- La faculté de Droit, de sciences économiques et de gestion, située sur le campus de Tohannic.
- La faculté des Sciences et Sciences de l'Ingénieur située conjointement sur le campus de Tohannic à Vannes et sur le campus de Saint-Maudé à Lorient.
- L’Institut universitaire de technologie de Vannes, situé sur le campus de Kercado et qui propose des formations professionnalisantes au niveau bac + 2 et bac + 3, dans les domaines de la gestion, du commerce, de l'informatique, de la statistique et de l'informatique décisionnelle.
- L'École nationale supérieure d'ingénieurs de Bretagne Sud, école d'ingénieurs spécialisée en informatique est située sur le campus de Tohannic.

On peut également remarquer la présence d’établissements de recherche regroupant différents laboratoires tels que l’Institut de recherche sur les entreprises et les administrations, le centre de recherche Yves Coppens (situé sur le campus de Tohannic), le Laboratoire de Mathématiques et Applications des Mathématiques ainsi que le Laboratoire de Recherche en Informatique - Valoria.
Enseignement privé
L'Université Catholique de l'Ouest Bretagne Sud, située sur le territoire de la commune d'Arradon à l'ouest de la ville, propose des formations universitaires dans les domaines de l'information et de la communication, des sciences de l'éducation, des langues, de l'histoire, des lettres, du tourisme, du commerce, du breton et de la théologie.
Classes préparatoires aux grandes écoles
- Les classes préparatoires scientifiques du lycée Alain-René-Lesage (PTSI, PT, MPSI, MP)
- Les classes préparatoires littéraires (hypokhâgne et khâgne B-L) du lycée Saint-François-Xavier.

École d'ingénieurs
- L’ICAM Bretagne Groupe ICAM, école d'ingénieurs généralistes par la voie de l'alternance.

École de commerce
- Antenne de l'École supérieure de commerce de Bretagne. Les formations dispensées sont le programme ESC Cadre, programme en formation continue et le Bachelor en Management Programme Administration des Entreprises, cursus post bac en management.

École supérieure du professorat et de l'éducation
- L'École supérieure du professorat et de l'éducation de Vannes, composante de l'Université de Bretagne-Occidentale, est chargé de la formation des enseignants du premier et du second degrés.

École supérieure en architecture intérieure
- L'institut de formation artistique et technique de Vannes (IFAT) prépare à l'obtention du Diplôme d'études supérieures techniques pour le métier d'architecte d'intérieur et propose une année d'étude en classe préparatoire pour les concours des écoles d'art supérieures.

### Manifestations culturelles et festivités

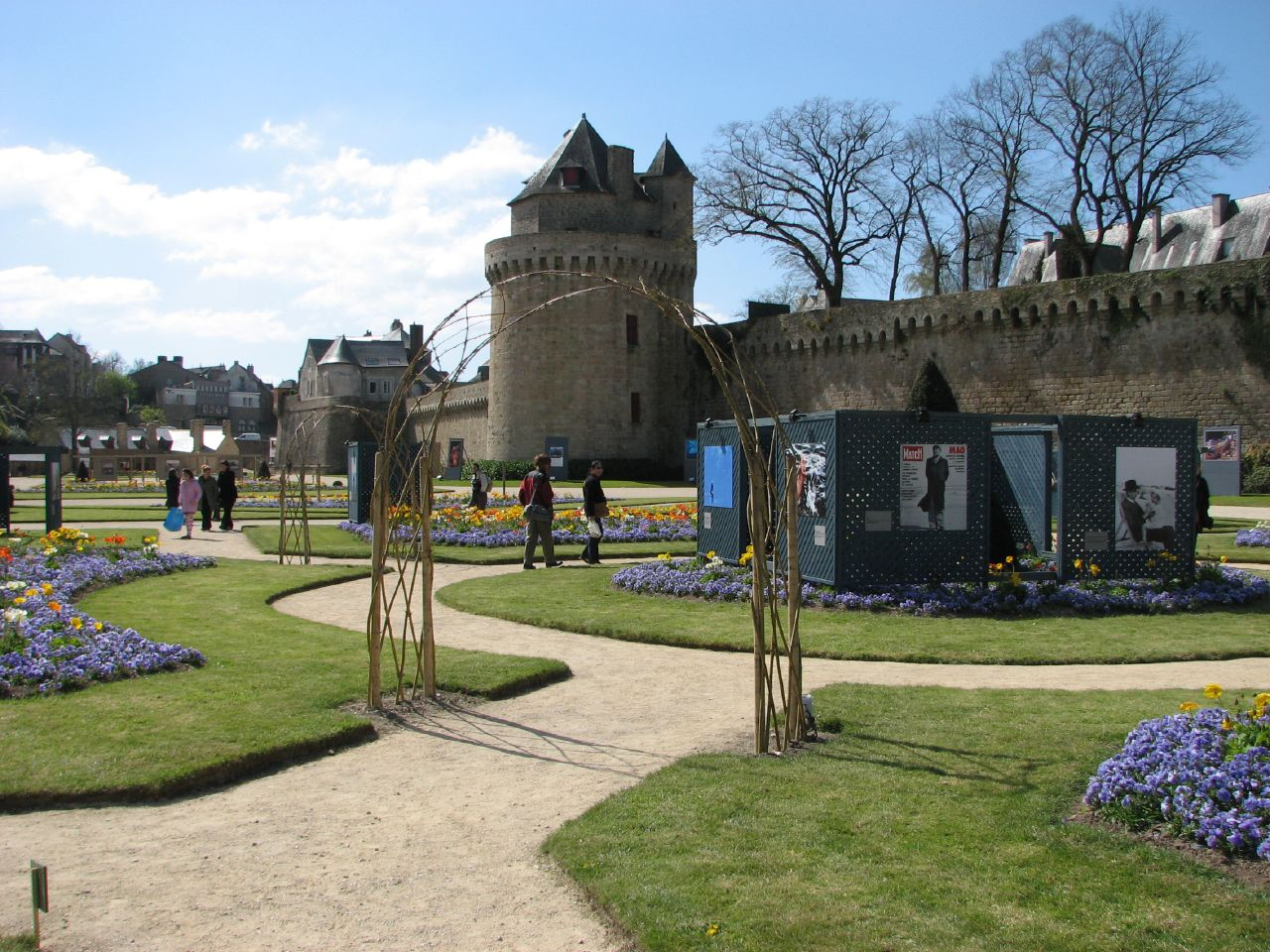
Le jardin des remparts pendant l'exposition Photo de mer.

La cité des Vénètes se base sur une histoire vieille de plus de 2 000 ans afin de faire vivre des événements culturels tout au long de l'année. Parmi ceux-ci, on peut trouver des événements consacrés à l'histoire de la ville et à son patrimoine ainsi que des festivals musicaux et des salons.

#### L’Éveil du boucan
Festival de musique fondé en 2002 sous le nom de Festi’ Vannes et rebaptisé L’Éveil du boucan en 2014. Ce festival de musique se déroule dans les bars du centre-ville de Vannes au mois d'avril, il est ouvert à tous les styles de musiques.

#### Tradi' deiz
En avril, Kendalc'h organise à Vannes une journée spéciale pour les cercles celtiques de toute la Bretagne, de la Loire-Atlantique et de l'Île-de-France, qui sont évalués dans des épreuves de danses traditionnelles ; un grand défilé se tient en fin de journée et tous se rejoignent au jardin des remparts pour les résultats des épreuves et une danse des mille.

#### Semaine du Golfe
Fête maritime se déroulant tous les deux ans avant la semaine de l'Ascension dans les communes littorales du golfe du Morbihan.

#### Salon du livre en Bretagne
En juin, le Salon du livre, créé en 2008, se situe dans les jardins des remparts.

#### Fêtes historiques de Vannes
Manifestation se déroulant à la mi-juillet et retraçant les grandes périodes de l'histoire de la ville.

#### Jazz en ville
En juillet/août, le festival de musique jazz créé en 2016 est l’héritier de Jazz à Vannes (1980-2015), il est organisé par la ville de Vannes.

#### Fêtes d’Arvor
En août, les Fêtes d’Arvor mettent en avant la culture bretonne.

#### Vannes Photos Festival
Créé en 2003 sous la forme d'un festival consacré aux photos maritimes, il s'ouvre à d'autre thématiques et change de nom à partir de 2017.

#### Jubilé de Saint Vincent Ferrier
Pour marquer les 600 ans de la prédication de saint Vincent Ferrier en Bretagne, l'évêque du diocèse de Vannes, Raymond Centène, a décidé d'organiser un jubilé entre le 4 mars 2018 et au 5 avril 2019, date anniversaire de la mort du prédicateur dominicain à Vannes.

### Santé
Le Centre hospitalier Bretagne Atlantique (hôpital P. Chubert) est situé Boulevard Maurice Guillaudot à proximité de la gare, au nord.
Il existe également plusieurs cliniques dans l'agglomération, dont la Clinique Océane, rue Joseph Audic.

### Sports

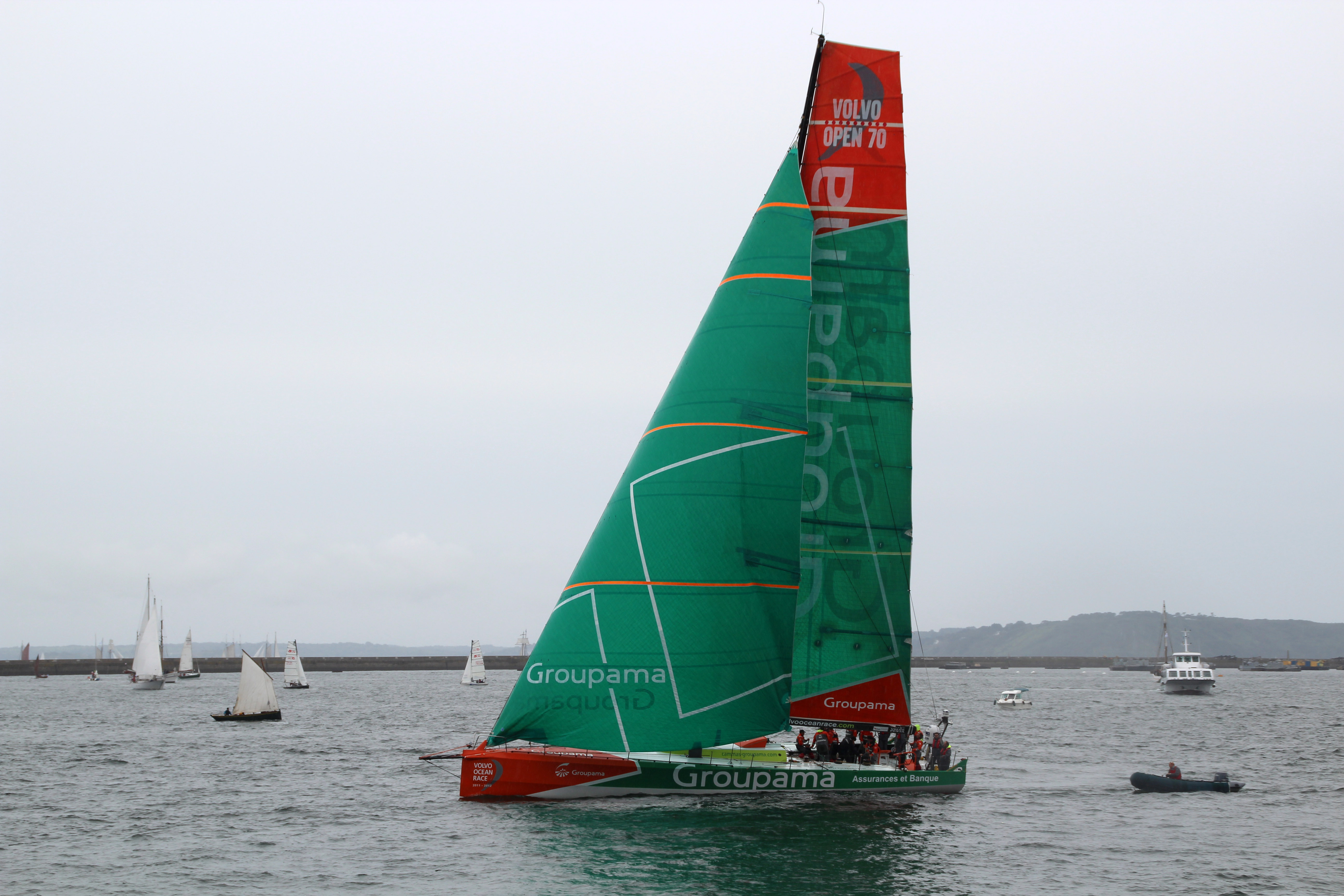
La ville est un des pôle de la Sailing Valley bretonne, des navires de course comme Groupama 4 y sont construits.

La pratique du sport dans l'agglomération vannetaise est diversifiée. La situation de la ville au bord du Golfe est propice aux activités nautiques, et attire beaucoup d'entreprises liées à la Sailing Valley. En outre, la municipalité souhaite encourager sa population à pratiquer toutes les disciplines grâce à l'existence de nombreux complexes sportifs.
Les équipements sportifs de la ville s'étendent sur 71 hectares dont 190 000 m2 de terrains gazonnés, 81 000 m2 de plateaux d’EPS, 40 000 m2 de surfaces bâties, ainsi que des équipements sportifs privés conventionnés : quatre terrains de football (22 000 m2) et sept salles de sports (1 700 m2).
Le Rugby club vannetais évolue depuis la saison 2016-2017 en Pro D2, une grande première pour un club breton depuis l'avènement du professionnalisme dans le rugby. Avec son titre de champion de Pro D2 pour la saison 2023-2024, le RCV accède à l´élite du Top 14.

#### Complexes polyvalents
- Complexe UCK-NEF du Bondon :

L'association UCK-NEF, née en 1922 de la fusion de L'Union Clisson Korrigan (1906) et des Nouvelles Équipes Féminines (1946), est installée dans son complexe omnisports de 3 300 m2 situé dans le quartier du Bondon au nord du centre ville. L'UCK-NEF compte huit associations sportives fédérées et environ 1 300 licenciés. Parmi les huit associations se trouve une section Volley-Ball qui propose des entraînements dans trois complexes vannetais : UCK-NEF, Kercado et Richemont. L'équipe masculine du Vannes Volley-Ball, née en 2006 de la fusion de l'UCK-NEF et du Véloce Vannetais, évolue la session 2008/2009 en National 3.
- Centre Sportif de Kercado :

Plus grand complexe sportif de Vannes, le Centre Sportif de Kercado est situé à l'ouest de la ville, accolé au lycée Alain-René Lesage et au campus de Kercado (IUT de Vannes). Le complexe est composé de trois salles de sports, une salle spécifique de gymnastique, une salle d'armes, un pas de tir à l'arc couvert, un terrain d'honneur de football, deux terrains stabilisés, un terrain gazonné de football en salle, une piste d'athlétisme en résisport, une piste d'athlétisme en enrobé, neuf courts de tennis extérieurs, un parcours sportif, cinq plateaux d'EPS, un stand de tir à l'arc, un skatepark et une aire de lancer d'athlétisme.
- Complexes de Tennis :

Il existe deux grands complexes consacrés au tennis. D'une part, le complexe de tennis du Pargo, comportant cinq courts couverts et deux courts extérieurs, qui est le siège du Tennis Club Vannetais. D'autre part, le complexe de tennis de Kérizac/Ménimur comportant deux courts couverts et deux courts extérieurs et dont le club résidant est le Vannes Ménimur Tennis Club.

#### Stades

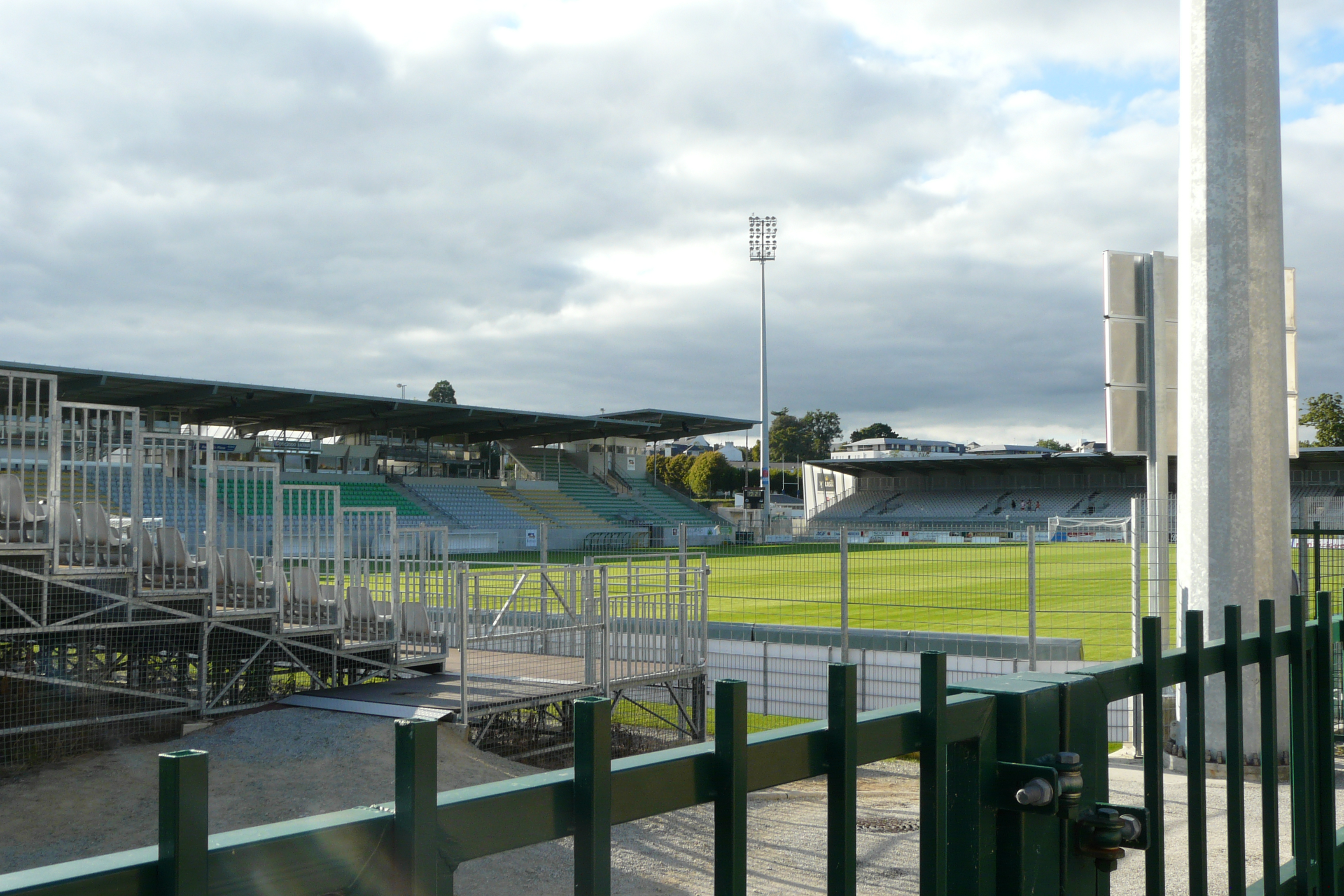
Le Stade de la Rabine.

- Stade de la Rabine, Complexe Sportif du Perenno et Stade du Foso

Le Stade de la Rabine, plus grand stade de football et de rugby de Vannes est le lieu des rencontres du Vannes Olympique Club, club fondé en 1998 par fusion du « Véloce Vannetais » et du « FC Vannes » (ex-UCK) et évoluant pour la saison 2009-2010 en Ligue 2 après avoir fini Champion de France de National lors de la saison 2007-2008. Le Rugby Club Vannetais utilise aussi le Stade de la Rabine. Le complexe sportif du Pérenno, siège du club situé dans la commune voisine de Theix, et le Stade du Foso, sont réservés aux entraînements des joueurs professionnels ainsi qu'aux autres équipes du club. Le complexe du Foso qui accueille l'équipe de football américain des Mariners de Vannes, comporte également une piste d'athlétisme en enrobé, trois plateaux d'EPS (basket-ball, handball et tennis), une structure artificielle d'escalade ainsi qu'un boulodrome.
- Stade Jo Courtel :

Le complexe Jo Courtel, composé d'un terrain d'honneur de rugby et de deux autres terrains de rugby, accueille les matchs et les entraînements du Rugby Club Vannetais, club de rugby à XV évoluant pendant la saison 2007-2008 en Fédérale 1 , depuis la saison 2016-2017 en ProD2, et à partir de la saison 2024-2025 en Top 14.

#### Autres installations

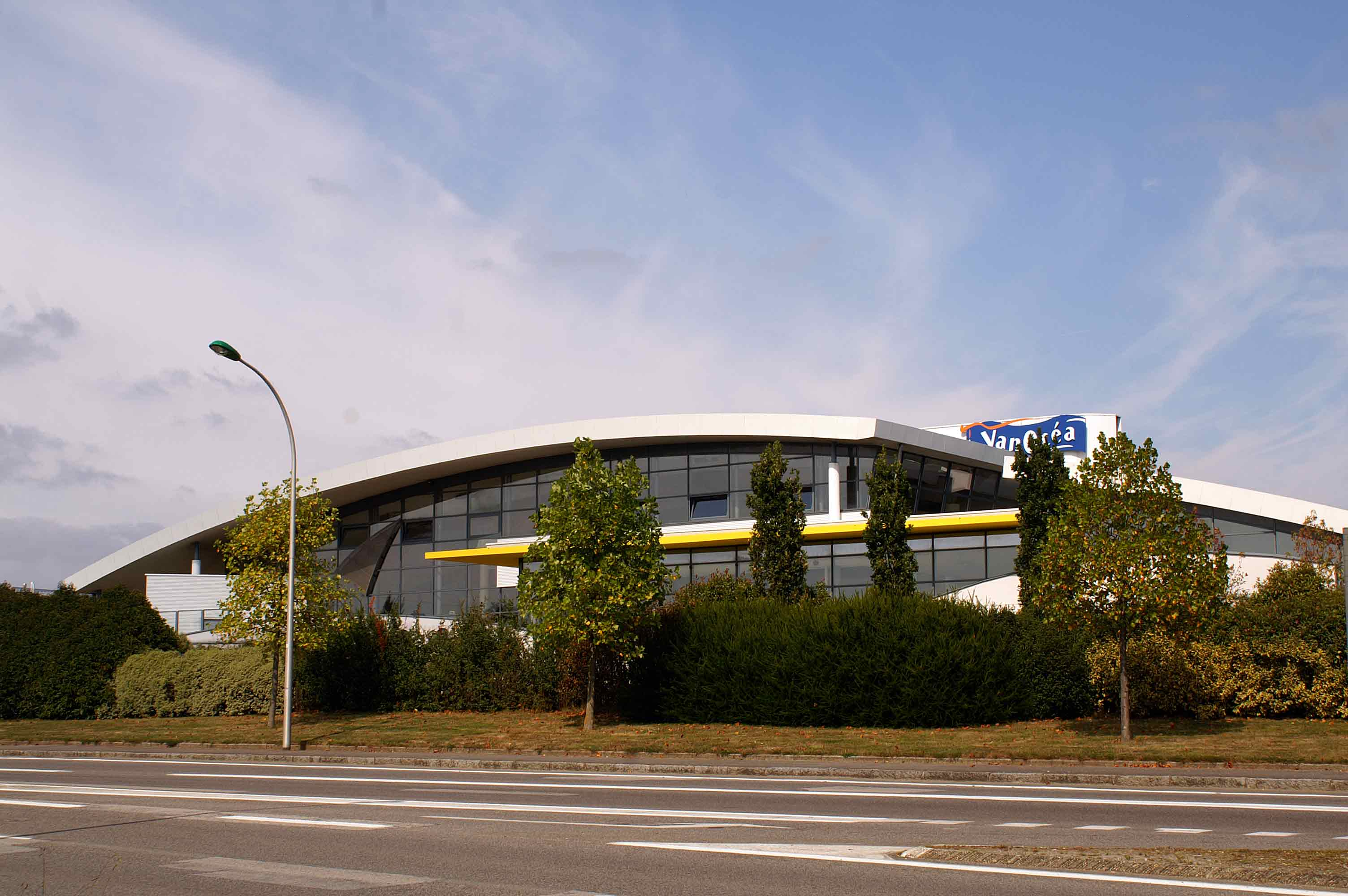
Piscine VanOcéa.
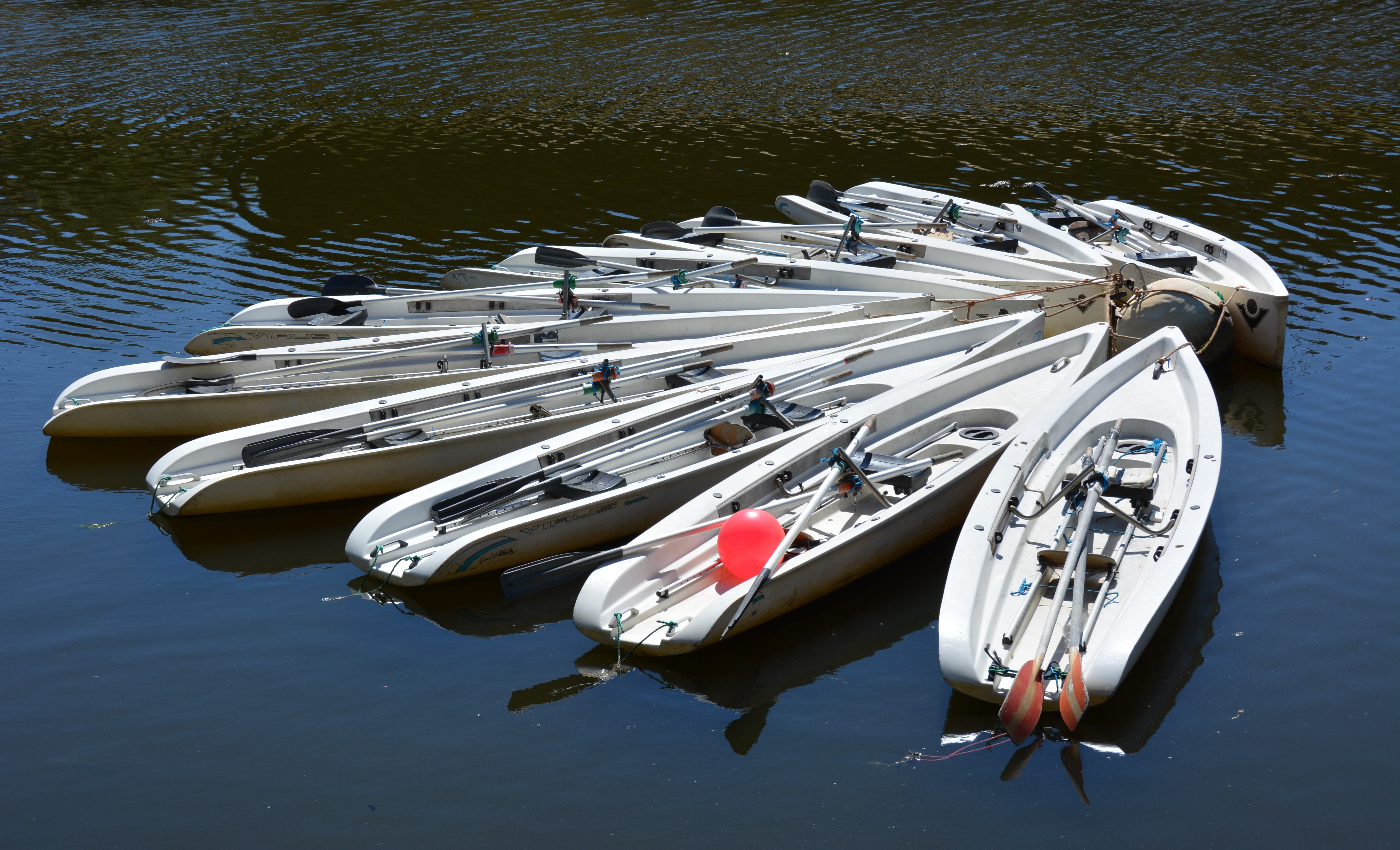
Aviron de mer

#### Événements sportifs
Athlétisme
- Semi-marathon Auray-Vannes[98] : Créée en 1975, cette épreuve de course à pied se dispute sur route sur une distance de 21,1 km entre les villes d'Auray et de Vannes au mois de septembre. Ce semi-marathon est labellisé international par la Fédération française d'athlétisme.
- Ultra Marin Raid Golfe du Morbihan[99] : Cet événement créé en 2005 consiste à faire le tour complet du Golfe du Morbihan soit 177 km en empruntant principalement des sentiers côtiers. Il est organisé au mois de juin, il y a plusieurs courses[100] :
  - le grand raid (177 km tour complet du Golfe avec passage en bateau entre Locmariaquer et Arzon) ;
  - le raid (87 km) ;
  - le trail (56 km) ;
  - la ronde des douaniers (36 km) ;
  - la marche nordique (28 km).
- Marathon de Vannes[101] : Créée en 2000, cette épreuve de course à pied se dispute sur route sur une distance de 42,195 km sur le territoire vannetais au mois d'octobre. Ce marathon est labellisé national par la Fédération française d'athlétisme.
- La Vannetaise : Cette course, créée en 2007, se dispute sur une distance de 6 km. Épreuve réservée aux femmes, les bénéfices sont intégralement versés à Faire Face Ensemble, association qui accompagne les personnes atteintes du cancer et leurs proches.
- Trail des Remparts de Vannes[102],[103] : Créées en 2010, deux courses urbaines sur 7 km et 15 km sont organisées le premier dimanche de juillet. De nombreuses animations pour les enfants font de cette course un événement festif.
- Corrida vannetaise[104] : Organisée le dernier dimanche de l'année par l'association Courir Auray-Vannes, cette course festive de 8 km permet à de nombreux coureurs d'exhiber leurs déguisements.

Aviron
Le Cercle d'aviron de Vannes organise chaque année depuis 2014 la Régate des Souris. Le départ et l'arrivée sont fixés au pont de Kérino et le circuit contourne les îles Logoden par le Sud.
Basket-ball
Vannes accueille, en juin 2013, des matchs du championnat d'Europe féminin. Douze matchs de premier tour se déroulent au complexe sportif de Kercado.
Cyclisme
- La ville accueillit à de nombreuses reprises des étapes du Tour de France. Elle fut ville d'arrivée ou/et de départ à douze reprises : 1925, 1927, 1928, 1929, 1930, 1931, 1947, 1954, 1985, 1993, 2000 et 2015 ; ce qui fait de Vannes, après Brest et Rennes, la ville bretonne où le tour a fait le plus de haltes.

Équitation
- Jump du Golfe[105] :

Concours indoor de saut d'obstacles créé en 1999. La compétition est classée Pro Élite, le plus haut niveau pour une compétition de ce type.
Football
La ville a accueilli, au sein du stade de la Rabine, plusieurs manifestations dans le monde du football féminin. Telle que la Coupe du monde de football militaire féminine en 2016 ou encore la finale de la Coupe de France féminine le 19 mai 2017, opposant le Paris Saint-Germain à l'Olympique lyonnais.
La ville de Vannes verra plusieurs matchs se dérouler chez elle, en août 2018, pendant la Coupe du monde féminine de football U20 (match d'ouverture, demi-finales, match pour la 3e place et finale).
Nautisme
- Régate Vannes-les Açores-Vannes :

Créée en 1988 à l'initiative de la Société des Régates de Vannes, cette course de voiliers Pogo est organisée entre Vannes et Horta. Disparue depuis 1994 après trois éditions, la course à la voile renaît en 2009 sur un parcours aller-retour de 2 400 miles et une régate dans la baie d'Horta, au cœur de l'archipel portugais.
L'épreuve, initialement réservée aux 6,50 m, est ouverte aux Pogo 8.50 et 10.50, et peut être disputée en solo ou en double.
- Course-Croisière Vannes-Fareham :

Course-croisière à la voile entre Vannes et la ville de Fareham dans le comté d'Hampshire en Angleterre. Créée en 2001, cette course se déroule tous les deux ans dans le cadre du jumelage entre les deux villes.
Roller
En 2013, 2014 et 2016, le Vannes Roller Marathon a été organisé par l'association GROL Vannes Agglo sur un circuit urbain avec plusieurs courses (dont semi-marathon et marathon). L'édition 2016 comptait pour la coupe de France de Roller
Rugby à XV
Vannes accueille, en juin 2013, le Championnat du monde junior. Les matchs de la poule B, les demi-finales et finale se déroulent au stade de la Rabine.
Vannes a en outre accueilli le 18 mars 2016 dans le cadre du Tournoi des Six Nations 2016 le match France - Angleterre des équipes féminines ou encore le test match Fidji - Japon le 26 novembre 2016 au stade de la Rabine.
Divers
- Tournoi des Vénètes :

Créées en 1988, ces joutes nautiques se déroulent dans le port de plaisance où se confrontent les équipes des villes du Pays de Vannes. Les joutes sont organisées par le Kiwanis Club de Vannes.

### Médias

#### Presse
Outre la presse quotidienne nationale française, la presse de Vannes et sa région est représentée essentiellement par les deux journaux quotidiens régionaux présents en Bretagne : Le Télégramme et Ouest-France.
D'autres magazines locaux permettent de suivre l'actualité généraliste ou régionaliste sur papier ou via leur site internet : Mensuel du Golfe du Morbihan, Bretagne Magazine... On peut également citer « Vannes Mag », le magazine municipal vannetais, ainsi que « Morbihan Magazine », le magazine du conseil général du Morbihan. L'Agence Bretagne Presse actif sur tout le territoire breton, édite sur son site internet des publications qui proviennent de diverses associations culturelles, de syndicats et de mouvements politiques actifs en Bretagne (environ un millier de structures accréditées), et d'un réseau de correspondants. « Le P'tit Zappeur », d'origine vannetaise, est le 1er réseau français de magazines TV gratuits.
En matière de presse économique, on note la présence du mensuel Le Journal des entreprises présent en Morbihan.

#### Radios locales
La ville est couverte par des antennes locales de radios :
- RMS sur 89.6 FM, la radio associative du sud du Morbihan
- RCF Sud Bretagne Vannes sur 90.2 FM, la radio chrétienne du Diocèse de Vannes.
- Virgin Radio Vannes sur 92.4 FM, elle émet le programme national de Virgin Radio et des décrochages locaux.
- Radio Bro Gwened sur 94.8 FM, la radio associative de Pontivy qui propose des émissions en breton et d'autres en français. Elle remplace la fréquence vannetaise de Radio Korrigans.
- Alouette sur 96.7 FM, la radio vendéenne émettant sur le Sud de la Bretagne[107] ainsi que sur les Pays de la Loire, une partie du Centre, le Poitou-Charentes et le Limousin[108]. Ses studios se trouvent en Vendée, aux Herbiers.
- Radio Caroline sur 99.5 FM, elle est une radio locale commerciale émettant sur l'Armorique. Ses studios se trouvent à Rennes, sur l'avenue Chardonnet.
- France Bleu Armorique sur 101.3 FM, elle est la radio locale publique basée à Rennes. Elle bénéficie d'une large couverture sur le Morbihan grâce à cette fréquence, qui émet depuis la tour hertzienne TDF de Moustoir-Ac.
- Hit West Vannes sur 107.1 FM, elle est la radio régionale du Grand Ouest français. Elle appartient au groupe Précom tout comme les régies publicitaires de Virgin Radio en Bretagne et dans les Pays de la Loire.
- Radio Korrigans est diffusée sur son site internet[109]. Elle diffusait ses programmes sur le 94.8 FM jusqu'en 2006, année du non-renouvellement de son autorisation d'émettre.
- LaRG’ (La Radio du Golfe), radio associative sur 89.2 FM[110].

#### Télévisions locales
- France 3 Bretagne est présente sur Vannes et propose des éditions du 12/13 et du 19/20 en langue bretonne. Elle est diffusée sur Vannes et tout le Morbihan grâce à la tour hertzienne TDF du Moustoir-Ac.
- Enfin, la chaîne de télévision locale TébéSud (anciennement Ty Télé) diffuse des émissions sur le Morbihan et un décrochage d'une heure par jour permet de s'informer de la vie locale du bassin vannetais et du reste du département. Elle est basée à Lorient.

### Cultes et lieux de culte

#### Culte catholique
Vannes est le siège du diocèse de Vannes depuis le Ve siècle et rattachée à la province ecclésiastique de Rennes. Le 29 novembre 1801, les diocèses bretons sont réorganisés. Le diocèse de Vannes se voit rattaché une partie du diocèse de Saint-Malo. L'évêque actuel est Raymond Centène qui a choisi de s'entourer de trois prêtres au service de la mise en œuvre du projet diocésain pastoral et missionnaire dans le diocèse de Vannes pour les années 2009-2015: le père Maurice Roger, vicaire général; le père Jean-Pierre Penhouet, vicaire épiscopal chargé du projet diocésain et délégué diocésain à l’apostolat des laïcs et le père Gaétan Lucas, vicaire épiscopal chargé des prêtres, des diacres et des laïcs ayant une lettre de mission. Il remplace à cette fonction François-Mathurin Gourvès, évêque de Vannes de 1991 à 2005. La ville compte six paroisses en 2009. Parmi les lieux de pèlerinage, les deux principaux sont la cathédrale Saint-Pierre où repose le tombeau de saint Vincent Ferrier et l'Église Saint-Patern dédiée à l'un des saints fondateurs de Bretagne qui est une étape du Tro Breiz. Les églises Saint-Pie-X, Saint-Vincent-Ferrier, Saint-Guen et Notre-Dame-de-Lourdes sont les autres églises de Vannes, siège d'une paroisse et fondée après le XIXe siècle.
La Fraternité Sacerdotale Saint Pie X dispose avec la chapelle Sainte-Anne d'un lieu de culte à Vannes.

#### Culte orthodoxe
La paroisse Saint-Gildas-le-Sage-et-Sainte-Claire-la-Samaritaine célèbre ses offices au sein de la chapelle de l'espace Montcalm .

#### Protestantisme
- L'Église protestante unie de France a une paroisse « Vannes-Morbihan est »[c 5]. Les cultes hebdomadaires et cérémonies religieuses ont lieu au temple de Vannes, situé entre l'hôtel de ville et le Palais des arts et des congrès.

#### Autres cultes
- Islam : Actuellement[Quand ?], la ville dispose de deux salles de prières pour les fidèles musulmans, un projet de mosquée est en cours[c 6],[c 7].
- Judaïsme : La ville ne possède pas de synagogue, les juifs de Vannes sont rattachés au rabbin de Nantes : Consistoire israélite de Nantes.
- Bouddhisme : Le Centre bouddhique zen Sōtō de Vannes est le plus grand centre bouddhique zen de l'Ouest de la France[c 8].

### Langue bretonne

#### Ya d'ar brezhoneg
L’adhésion à la charte Ya d'ar brezhoneg a été votée par le Conseil municipal le 12 octobre 2007.
La commune a reçu le label de niveau 1 de la charte le 8 décembre 2007.

#### Enseignement
À la rentrée 2018, 560 élèves étaient scolarisés à Diwan et dans les filières bilingues publiques et catholiques.
L'école Diwan scolarise 112 élèves à la rentrée 2018 en maternelle et primaire. Le collège Diwan accueille 129 collégiens en 2018.

#### Petite enfance
La première crèche par immersion « Babigoù Breizh » a été créée à Vannes en 2011.

#### Emglev Bro Gwened

Logo de Ti ar Vro Bro Gwened.

« L'Entente du pays de Vannes » regroupe des associations culturelles bretonnes afin de pourvoir ensemble à la défense, la promotion et la diffusion de la culture bretonne sous toutes ses formes, y compris linguistique, de favoriser l’entraide, la communication et la coopération entre ses adhérents.
La « maison de pays » Ti ar Vro est située rue de la Loi à Vannes et rayonne sur le pays Vannetais.

## Économie
Si on l'estime en termes d'emplois, l'économie du pays vannetais est surtout basée sur le tertiaire. L'industrie est essentiellement un tissu de PMI, les secteurs les plus importants étant l'agroalimentaire (160 entreprises, 1 900 salariés), la production de produits intermédiaires (390 entreprises, 4 000 salariés) et le nautisme (80 entreprises, 500 emplois). Arrive ensuite la construction et, finalement, l'agriculture et les produits de la mer. La recherche est essentiellement publique, via l'université de Bretagne-Sud, néanmoins quelques PME de recherche se sont développées en biochimie et en informatique. La ville en tant que préfecture du Morbihan abrite une multitude d'organismes économiques et financiers. Elle est le siège de la Chambre de métiers et de l'artisanat du Morbihan et d'une délégation de la Chambre de commerce et d'industrie du Morbihan. On peut citer le Tribunal de commerce. L'économie locale bénéficie également du tourisme grâce au Golfe du Morbihan et à ses monuments historiques.

### Revenus de la population et fiscalité
Le revenu fiscal médian par ménage était en 2006 de 17 564 €, ce qui place Vannes au 8 890e rang parmi les 30 687 communes de plus de 50 ménages en métropole. En 2001, le revenu moyen étant de 16 679 €/an ce qui est légèrement supérieur à la moyenne nationale de 15 027 €/an,. Au niveau de la fiscalité, on dénombre 435 Vannetais redevables de l'impôt sur la fortune (ISF). L'impôt moyen sur la fortune à Vannes est de 4 841 €/an contre 5 683 €/an pour la moyenne nationale. Le patrimoine moyen des Vannetais redevables de l'ISF est estimé à environ 1 414 111 €/an.
Le taux de fiscalité directe locale de la commune pour l'année 2008 est le suivant. Ce taux regroupe le taux de la taxe d'habitation, le taux foncier bâti, le taux non foncier bâti et le taux de la taxe professionnelle.
Le taux de la taxe d'habitation s'élève, au niveau communal à 14,92 %, au niveau intercommunal à 0 %, et au niveau départemental à 7,51 %. Le taux foncier bâti se monte au niveau communal à 18,42 %, au niveau intercommunal à 0 %, au niveau départemental à 11,25 % et au niveau régional à 2,97 %. Le taux foncier non bâti se chiffre, au niveau communal à 48,67 %, au niveau intercommunal à 0 %, au niveau départemental à 25,64 % et au niveau régional à 4,13 %. Pour ce qui est du taux de la taxe professionnelle, au niveau communal à 0 %, au niveau intercommunal à 15,56 %, au niveau départemental à 7,33 % et au niveau régional à 3,13 %.
Pour l'année 2001, en comparaison de Rennes, à Vannes, 60 % des revenus déclarés sont d'origine salariale contre 68 % à Rennes. Les revenus des professions indépendantes ont un poids plus grand, comme les retraites. Les cadres sont proportionnellement moins nombreux à Vannes qu'à Rennes mais un peu plus d'ouvriers et surtout plus d'employés. Les artisans, commerçants, chefs d'entreprise et les retraités - aisés ou modestes - sont plus présents.
Le quartier de Tohannic dans le sud-est de la ville connaît le revenu médian le plus élevé avec 20 600 €. Quatre autres quartiers, si l'on exclut les quartiers peu peuplés, dépassent 17 000 € : Bernus-Kergypt-Keruzen-Campen, Rive Gauche du Port, Trussac, Le Pargo-Bois de Vincin. De l'autre côté de l'échelle des revenus, six quartiers n'atteignent pas 13 000 € : Ménimur-1 et 2, Kercado-1 et 2, Caserne-Centre Hospitalier, Cliscouet. Les quartiers prioritaires de Ménimur-1 et Kercado-1 sont les plus défavorisés avec un revenu médian de 6 500 € seulement.

### Emploi
Au recensement de 2006, la ville comptait 39 812 emplois dont environ 92 % de salariés et 8 % de non salariés. Ces emplois se répartissaient très majoritairement (86,35 %) dans le secteur tertiaire (administration, enseignement, santé, commerce, services, transports, immobilier). Cette répartition reflète le développement touristique de la station balnéaire.
|                             | Agriculture | Industrie | Construction | Tertiaire | dont Commerce | dont Services |
| --------------------------- | ----------- | --------- | ------------ | --------- | ------------- | ------------- |
| Vannes                      | 0,69 %      | 8,34 %    | 4,62 %       | 86,35 %   | 13,7 %        | 72,65 %       |
| Moyenne nationale           | 3,51 %      | 15,2 %    | 6,4 %        | 74,84 %   | 13,3 %        | 61,54 %       |
| Sources des données : INSEE |             |           |              |           |               |               |

La population active comptait 23 824 personnes, soit un taux d'activité de 67,9 %. Parmi celles-ci, 20 975 avait un emploi et 2 849 étaient en chômage, soit un taux d'emploi de 59,7 % et un taux de chômage de 8,1 %, inférieur de 0,2 point au taux national et supérieur de 1,3 points par rapport à la moyenne départementale égale à 6,8 %. Parmi les personnes ayant un emploi, 68 % travaillaient dans la commune et 27,1 % dans d'autres communes du département. Les transports domicile-travail se faisaient très majoritairement (73,22 %) en voitures particulières.
|                             | Agriculteurs | Artisans, commerçants, chefs d'entreprise | Cadres, professions intellectuelles | Professions intermédiaires | Employés | Ouvriers |
| --------------------------- | ------------ | ----------------------------------------- | ----------------------------------- | -------------------------- | -------- | -------- |
| Vannes                      | 0,3 %        | 4,3 %                                     | 14,38 %                             | 29 %                       | 34,1 %   | 17,9 %   |
| Moyenne nationale           | 0,2 %        | 5,9 %                                     | 15,39 %                             | 24,6 %                     | 28,7 %   | 23,17 %  |
| Sources des données : INSEE |              |                                           |                                     |                            |          |          |

### La technopole
La ville de Vannes et son pays est une technopole représentée par la société VIPE (Vannes Innovation Promotion Expansion). Quatre axes stratégiques de développement ont été définis : la valorisation des produits naturels (technologies d’extraction, de purification, de retraitement), le traitement de l’information (création logicielle, systèmes de gestion logistique), la santé et bien-être (télémédecine, instrumentation, produits de bien-être) ainsi que les loisirs et le nautisme (engins de loisirs en milieu naturel, ingénierie nautique). Les entreprises technopolitaines sont réparties sur l’ensemble du territoire du Pays de Vannes mais tout particulièrement sur le Parc d’Innovation Bretagne Sud (PIBS) épicentre du technopôle, situé au sud-est de la ville.
Vannes est une ville internet et a obtenu le label @@@ en 2005, le label @@@@ en 2006, puis le label @@@@@ depuis 2007,,,. Ce label récompense les villes les plus dynamiques en matière de nouvelles technologies. La ville a également été primée deux fois aux Trophées de la communication 2008. Le concours national « Les Trophées de la communication », organisé par l’association Wexcom récompense chaque année les meilleurs outils, acteurs ou actions de communication de l’année. Vannes concourait à ces Trophées 2008 dans deux catégories distinctes; elle se classe à la 3e place de ce concours pour son site Internet et à la 2e pour le Vannes Mag, le bulletin d'information municipale de la ville.

### Démographie des entreprises
Le nombre total d'entreprises et d'établissements, hors agriculture, au 31 décembre 2007 était de 4 551 et 432 entreprises ont été créées en 2007. Ces entreprises appartiennent très majoritairement aux secteurs « services » (3 072 entreprises, soit 67,5 %) et « commerce et réparations » (990 entreprises, soit 21,8 %). Les entreprises sans personnel salarié, soit 2 136 entreprises, représentent 46,9 % du total. On dénombre 566 entreprises de plus de dix salariés, toutefois ces dernières emploient 83,75 % des salariés. Entre 1998 et 2004, le taux d'évolution du nombre de créations d'entreprises est de 28,5 %, soit le plus haut taux de la région Bretagne.
Les trois principales entreprises en chiffre d'affaires présentes dans la commune de Vannes, agglomération incluse, sont le groupe CECAB avec un chiffre d'affaires de 1,3 milliard d'euros en 2008, Evialis avec un chiffre d'affaires de 758 millions d'euros en 2007 et le groupe Diana Ingrédients avec un chiffre d'affaires de 318 millions d'euros en 2008. L'association VIPE a défini une liste d'entreprises qui forment la tête de proue de l'économie de l'agglomération vannetaise. On trouve parmi celles-ci Michelin, Groupama, Crédit agricole du Morbihan, Carrefour, Intermarché, les Transports frigorifiques européens, Saupiquet, le groupe Isatech, Wind River Systems, le groupe Saur, Aserti Electronic, Archimex, etc.
En novembre 2024, Michelin annonce la fermeture en 2026 du site de Vannes (et de celui de Cholet). Le site de Vannes emploie 300 personnes en 2024,.
Nautisme

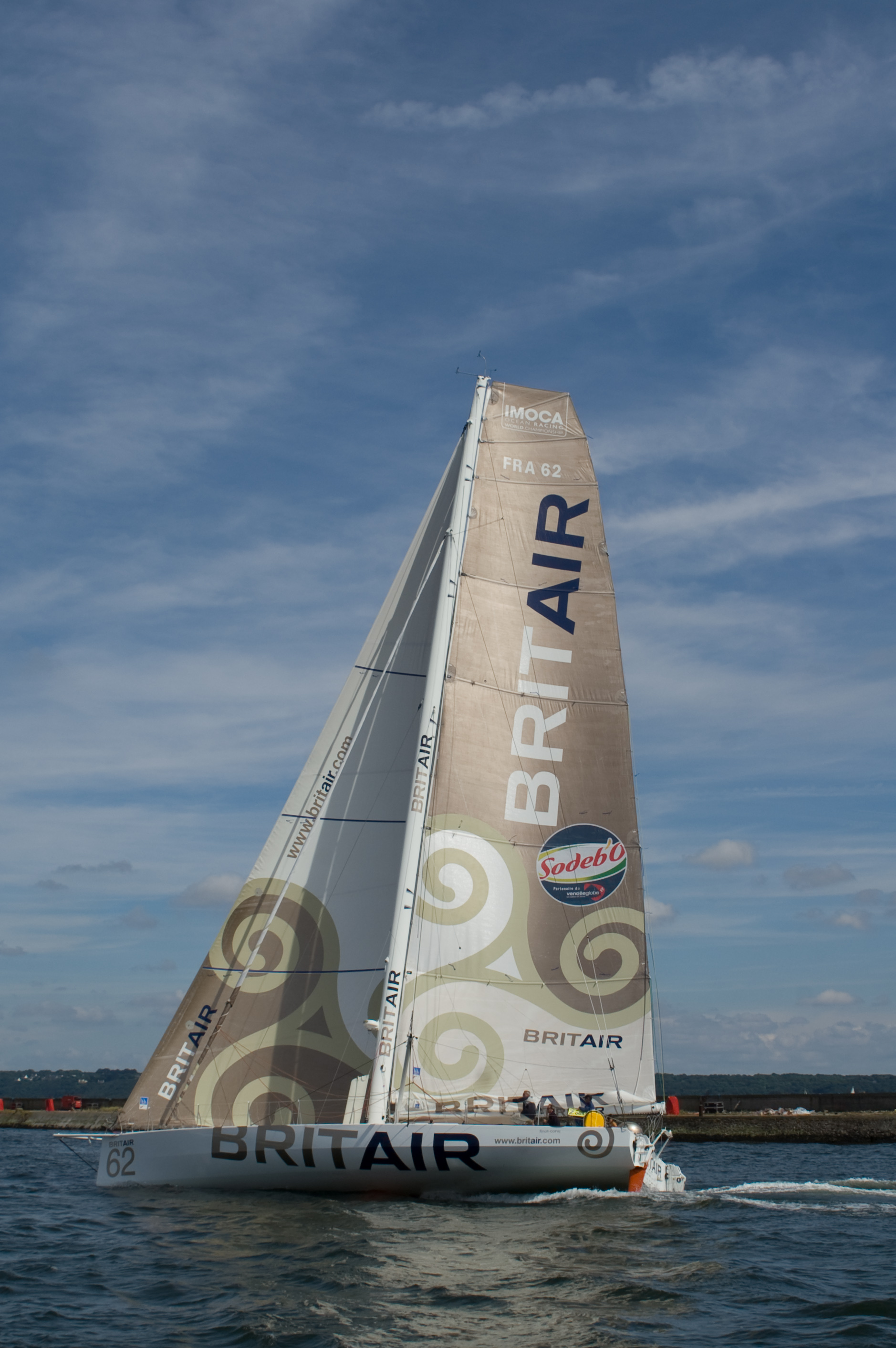
Brit Air, monocoque d'Armel Le Cléac'h construit aux chantiers Multiplast.

La présence du secteur nautique est très marquée à Vannes. Un pôle d'excellence dans la conception et la construction nautique consacré à la compétition a été créé au sein du Parc du Golfe, un parc d'activité situé sur la rive droite du port de la ville. Parmi les entreprises implantées à Vannes, on peut noter la présence de Multiplast dont plusieurs réalisations détiennent des records mondiaux à la voile : les catamarans Orange I-II et Groupama III, le trimaran Géronimo, le monocoque Brit Air, etc.
D'autres leaders sont également présents à Vannes : Bic Sport, leader mondial de la planche à voile et du surf ; Plasmor, leader français du kayak de mer (en procédure collective depuis le 24 octobre 2018) et Seagull, leader mondial du char à voile. Vannes est également le siège français du plus grand voilier au monde, North Sails, ainsi que de nombreux cabinets d'architectes navals. Sur le Pays de Vannes, plus de 80 entreprises représentant près de 500 emplois appartiennent au secteur du nautisme.

### Marchés et commerces
En semaine, deux halles sont ouvertes au public : les Halles des Lices et la Halle aux Poissons. Chaque mercredi et samedi a lieu un marché dans le centre-ville de Vannes. Dans le quartier de Ménimur, un marché alimentaire a également lieu le mardi et le vendredi matin.
Halles des Lices
Le bâtiment dans lequel se situe les Halles des Lices date de 1912. Implanté sur le site de l’ancien hôtel de Rosmadec (XVIIe siècle), sa construction avait alors suscité de vives réactions parmi les Vannetais. Il a été restructuré au printemps 2001 pour offrir un meilleur cadre de travail aux commerçants. Il était nécessaire qu'il soit mis en conformité avec les règles sanitaires.
Dans la rédaction du cahier des charges d’appel à candidatures pour le projet architectural, le conseil municipal a laissé une large place à la créativité et la possibilité éventuelle de conservation des éléments anciens. Sur les 4 projets réceptionnés, le jury de concours et le conseil ont retenu celui du cabinet Peiffer, Freycenon, Plays.

## Culture et patrimoine

### Lieux et monuments
Vannes est classée Ville d'Art et d'Histoire et abrite de nombreux monuments et lieux culturels de premier ordre. Des guides-conférenciers organisent des visites à la découverte de l'intra-muros et du Vieux Vannes, de son patrimoine et de son histoire. L'agglomération vannetaise compte trois édifices distingués par l’attribution du label patrimoine du XXe siècle. Vannes compte 272 monuments et objets classés ou inscrits aux monuments historiques.
La commune est une ville fleurie ayant obtenu quatre fleurs en 2008 et la distinction Grand Prix au palmarès 2007 du concours des villes et villages fleuris et est détentrice de deux étoiles au guide Vert Michelin.

#### Patrimoine civil

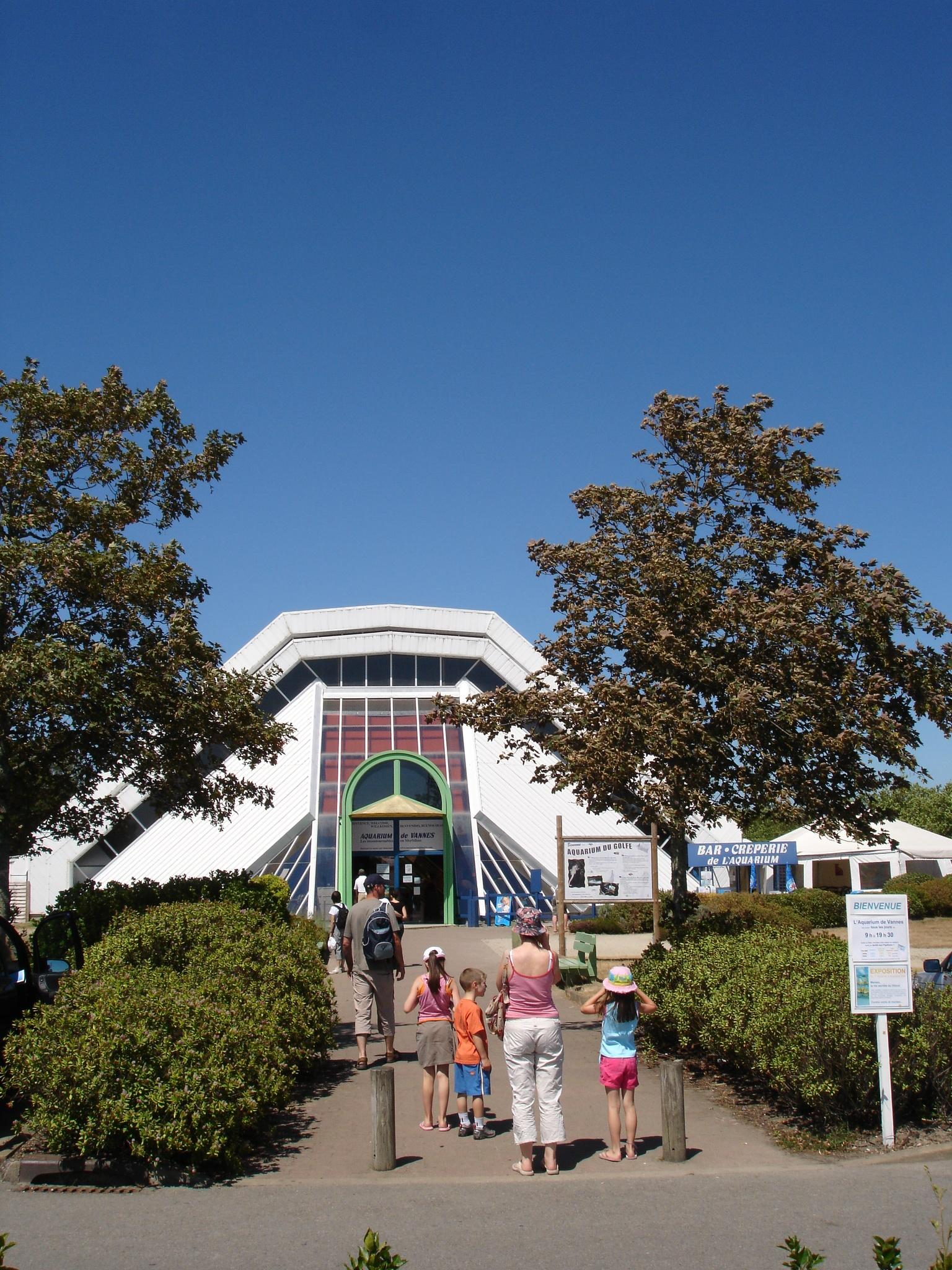
Aquarium de Vannes ouvert en 1984, fermé en 2020 en raison de la pandémie de Covid-19[130].
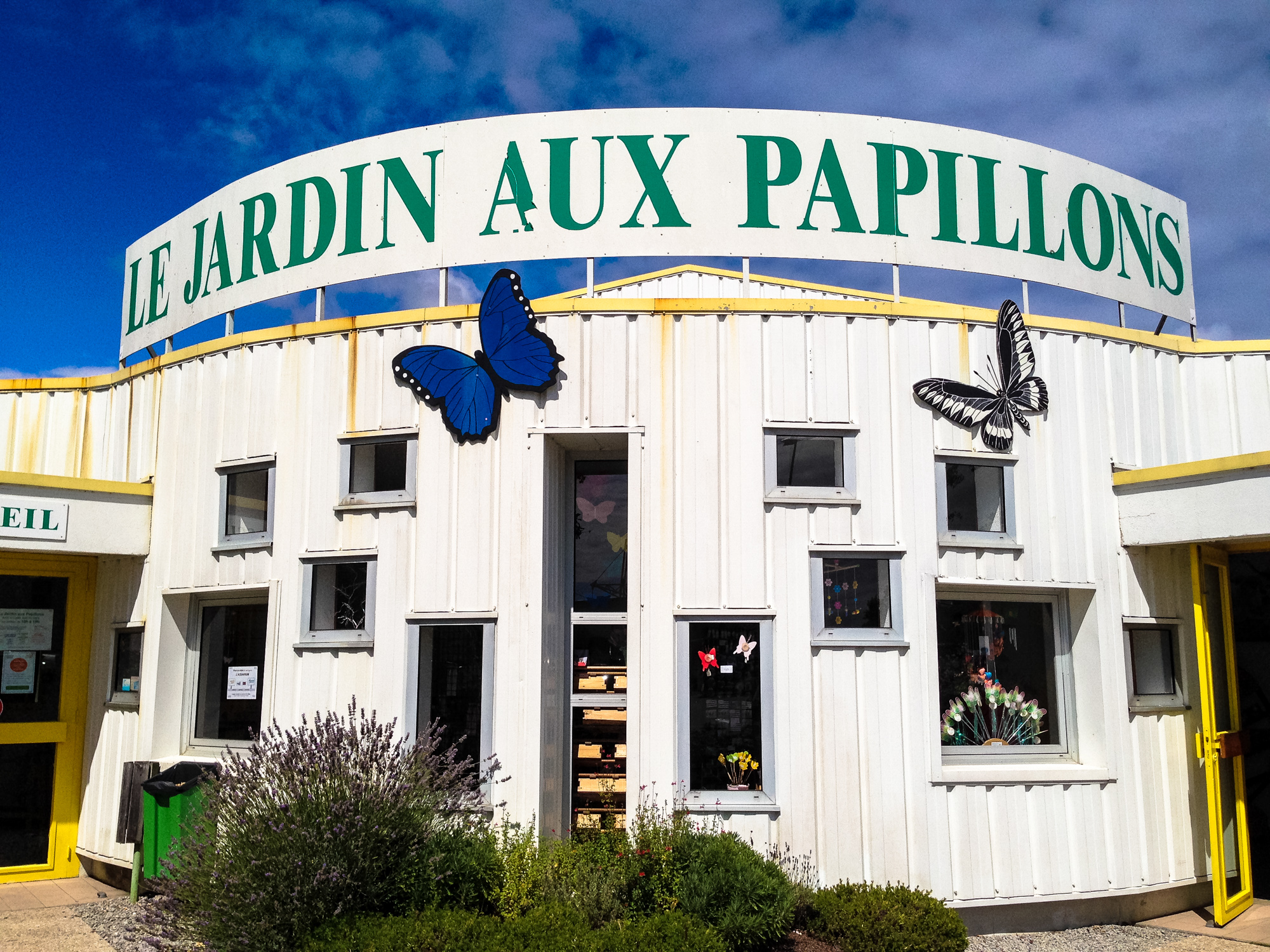
Le Jardin aux papillons, papillonneraie ouverte à la fin des années 1990, fermée en 2022[131].

##### Patrimoine fortifié

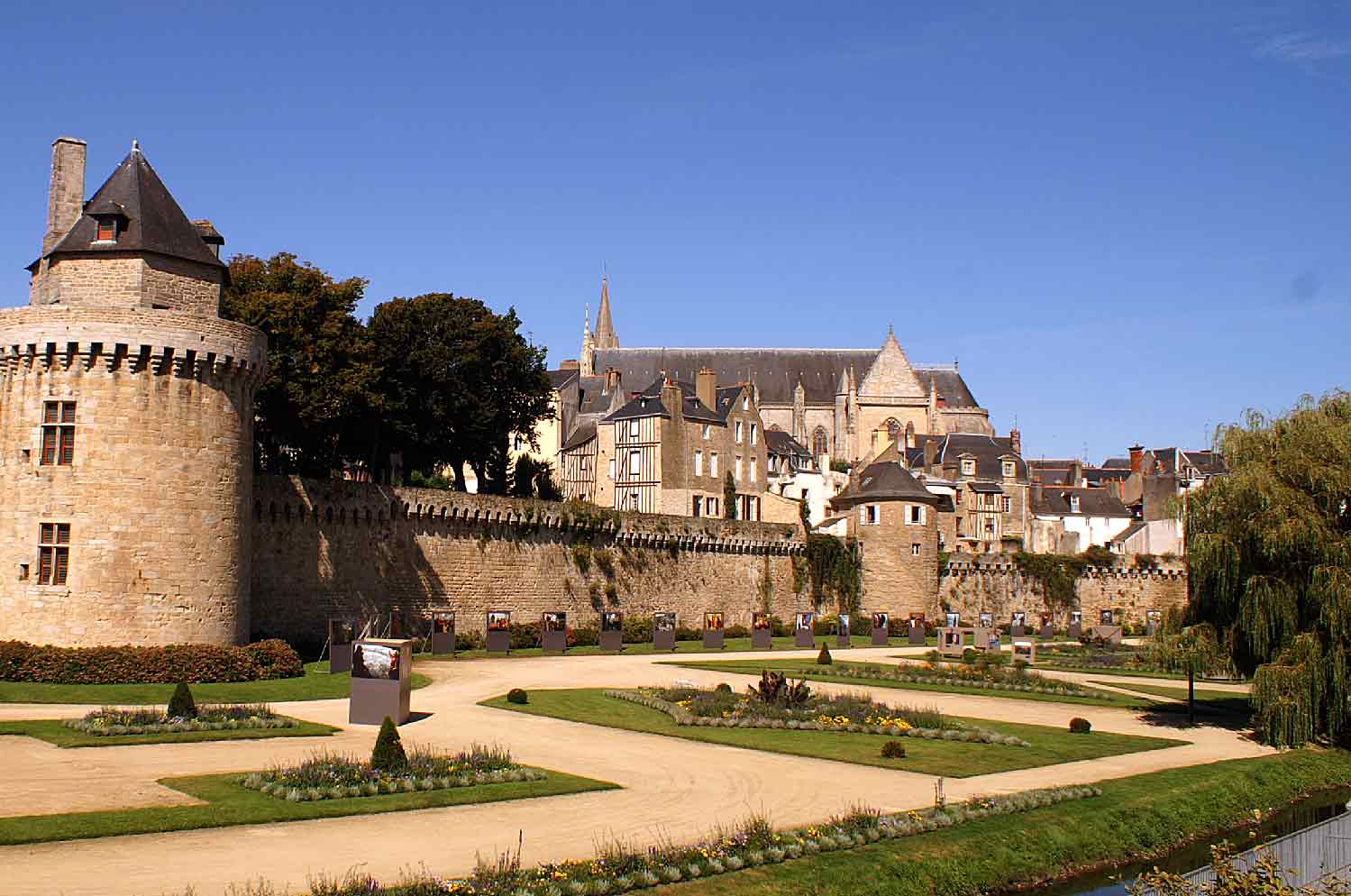
Les remparts vus des jardins.

Les remparts de Vannes sont le système de fortifications érigées entre les IIIe et XVIIe siècles, sur des vestiges gallo-romains, pour protéger la cité des pillards et des armées ennemies. Fondée par les Romains à la fin du Ier siècle av. J.-C. sous le règne d’Auguste, la civitas Venetorum se voit contrainte de se protéger derrière un castrum à la fin du IIIe siècle, alors même qu'une crise majeure secoue l’Empire romain. Cette première enceinte demeure la seule protection de la cité pendant plus d’un millénaire. C’est à l’époque du duc Jean IV de Bretagne, à la fin du XIVe siècle, que l’enceinte de la ville est réédifiée et étendue vers le sud pour protéger les nouveaux quartiers. Le duc veut faire de Vannes non seulement un lieu de résidence mais également une place forte sur laquelle il peut s’appuyer en cas de conflit. La superficie de la ville intra-muros est doublée et le duc adjoint à la nouvelle enceinte sa forteresse de l’Hermine.
Les guerres de la Ligue de la fin du XVIe siècle obligent la ville à se doter de plusieurs bastions polygonaux (Gréguennic, Haute-Folie, Brozilay, Notre-Dame). L’éperon de la Garenne est le dernier ouvrage défensif construit à Vannes vers 1630. À partir de 1670, le roi Louis XIV vend morceau par morceau les éléments des remparts afin de financer ses guerres. L'événement le plus significatif est, en 1697, le don à la ville de Vannes des ruines du château de l'Hermine, qui servent alors au réaménagement du port et à l'entretien des bâtiments municipaux.

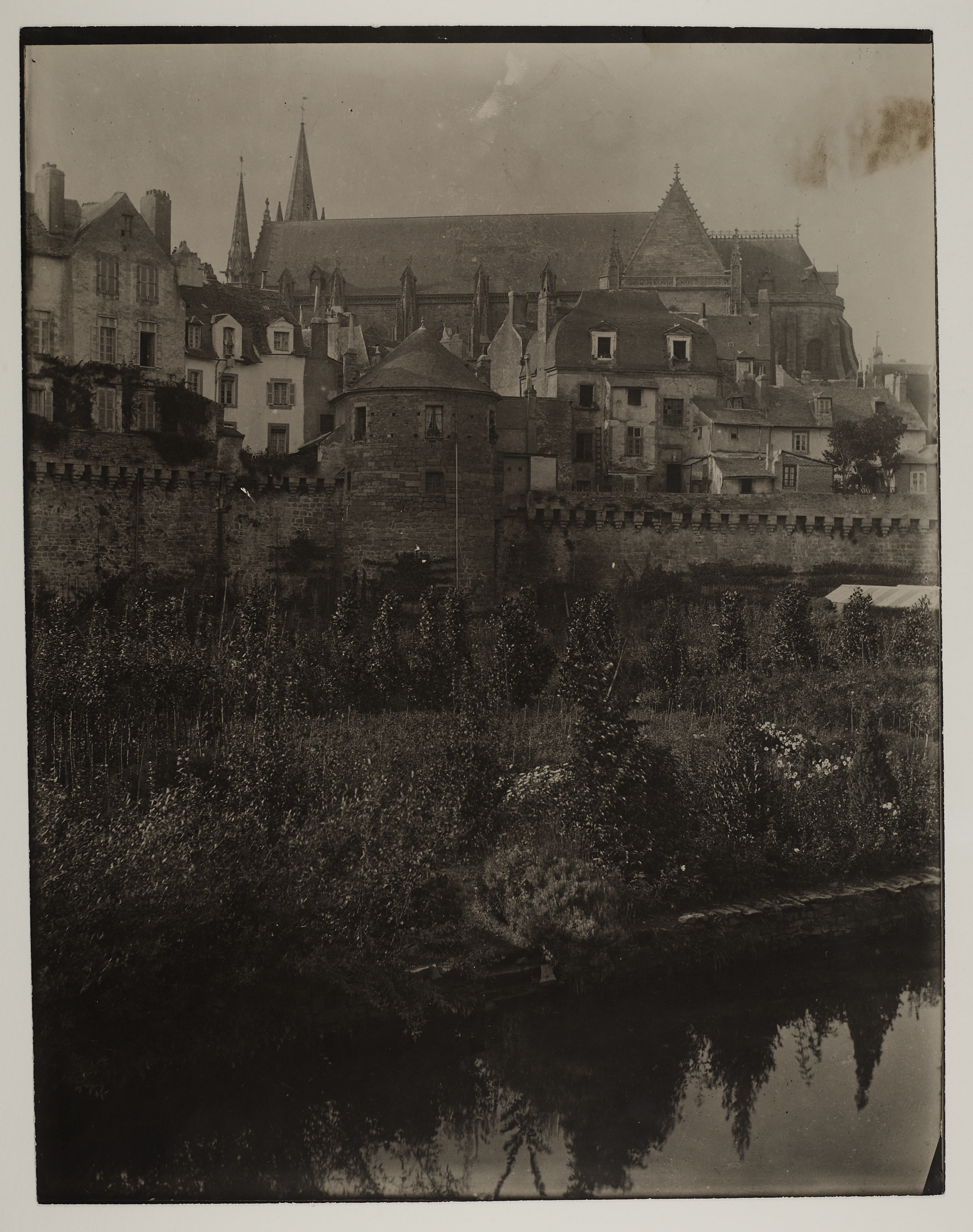
Vieux remparts de Vannes vers 1900.

Les aménagements urbains du XIXe siècle ont pour conséquence la démolition de plusieurs segments de la muraille nord et ouest. Il faut attendre la destruction partielle en 1886 de la porte Prison, un des plus vieux accès à la vieille ville, pour voir des vannetais attachés à leur patrimoine se réunir pour former une association de défense du patrimoine en 1911. S’ensuit la mise en place progressive de la protection des remparts au titre des monuments historiques entre 1912 et 1958. Depuis plusieurs décennies, la ville entreprend la remise en état et la mise en valeur des parties des remparts dont elle est propriétaire. Clé de voûte du patrimoine vannetais et élément touristique par excellence, les remparts de Vannes comptent parmi les rares fortifications urbaines qui subsistent encore en Bretagne.

##### Patrimoine médiéval
- Enseigne Vannes et sa femme

Sur une maison à colombages datant du XVIe siècle ayant appartenu à Gilles de Bretagne et inscrite monument historique, à l'angle des rues Noé et Pierre-René Rogue dans l'intra-muros, se trouve un des emblèmes de la ville. L'enseigne Vannes et sa femme, surmontée des bustes d'un couple en pierre peinte sans mains, est un des symboles de la ville dont on ne sait pas l'origine. Cette sculpture pourrait être une enseigne commerciale, probablement l'enseigne d'un cabaret. Cette enseigne joviale est voisine du château Gaillard, hôtel particulier, ancien siège du Parlement de Bretagne et aujourd'hui musée d'archéologie.
- Maisons à pans de bois

La ville possède un important patrimoine de maisons à pans de bois — près de 220, — plaçant la ville au deuxième rang par leur nombre en Bretagne, derrière Rennes. Les plus anciennes de ces maisons à colombage datent du XVe siècle. Les plus remarquables, du fait des couleurs employées, des décors et des encorbellements, datent du XVIe siècle. On retrouve ces maisons typiques dans l’intra-muros près de la cathédrale ainsi que dans le quartier Saint-Patern et sur la rive droite du port. Les rez-de-chaussée sont occupés depuis l’origine par des boutiques, ainsi on retrouve certaines enseignes originales sur les murs de ces maisons colorées au charme indéniable.
- Manoir de Kerino bâti vers 1560[136],[137].

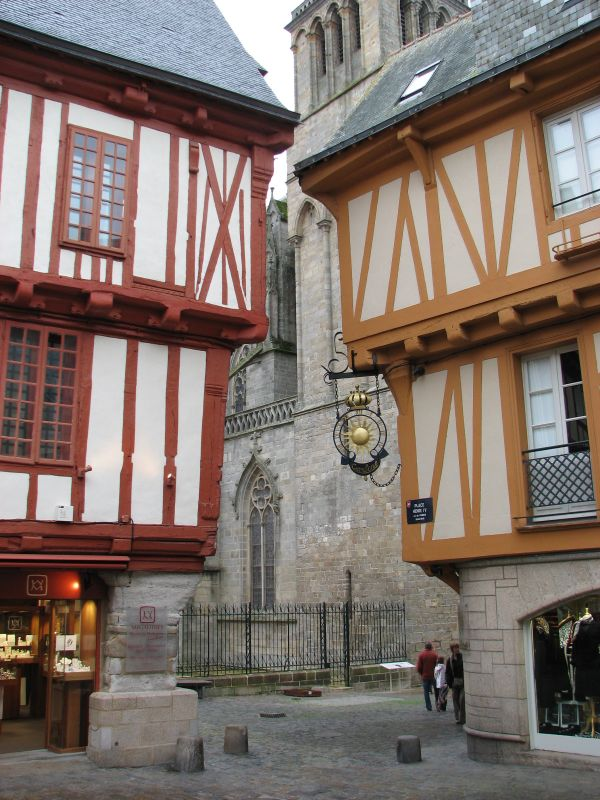
Place Henri-IV.
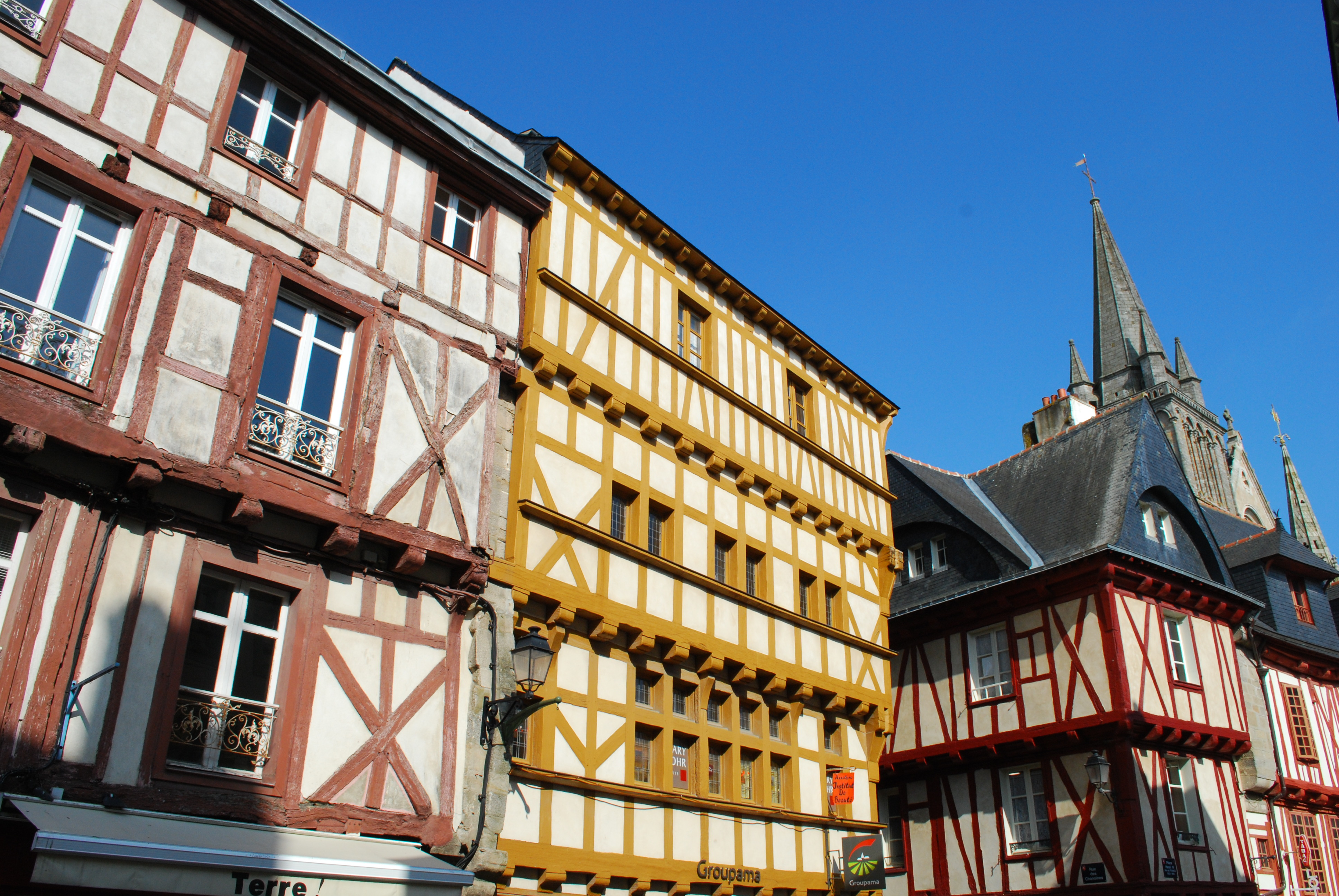
Intra Muros.
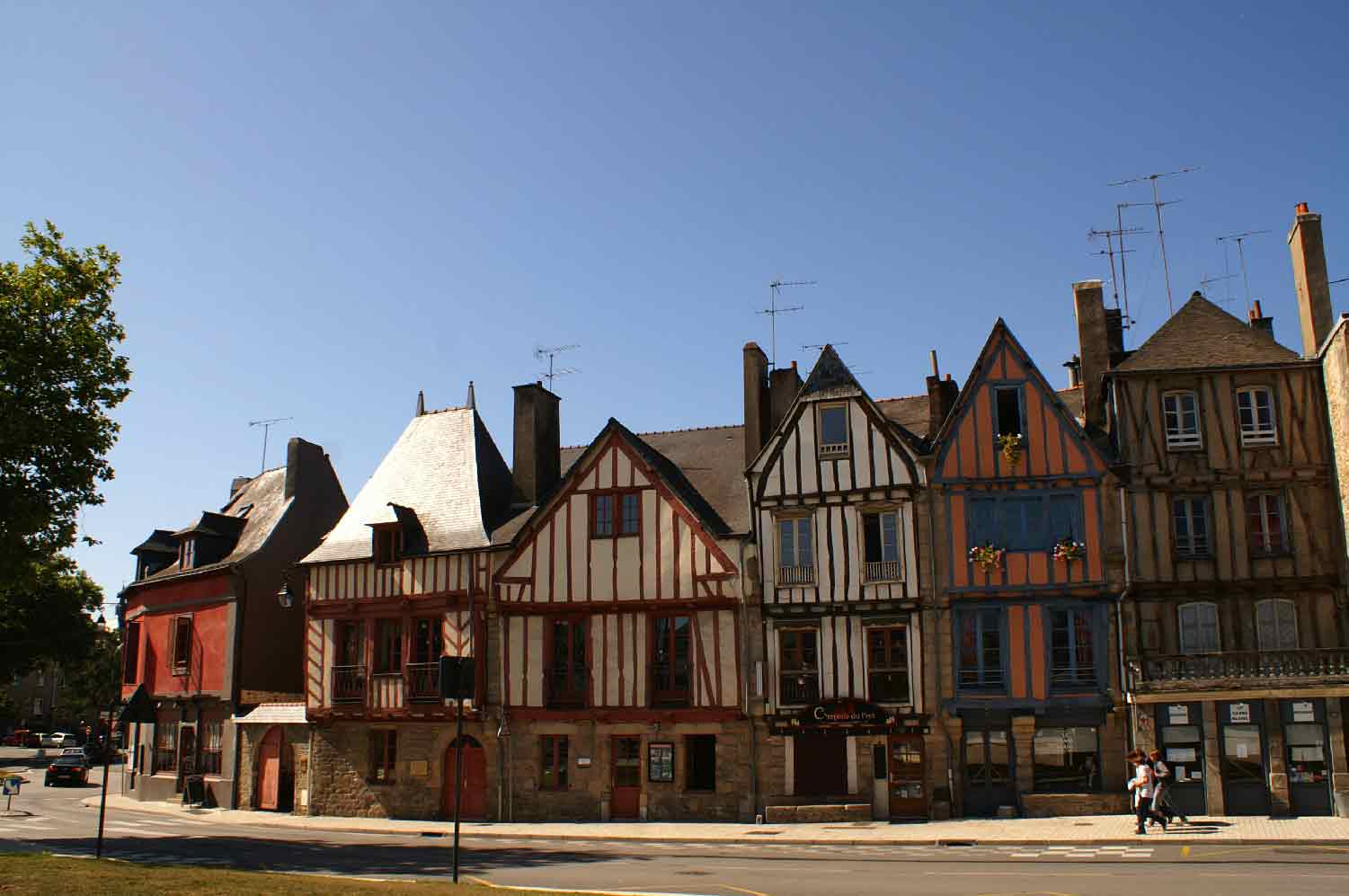
Rive droite du port.
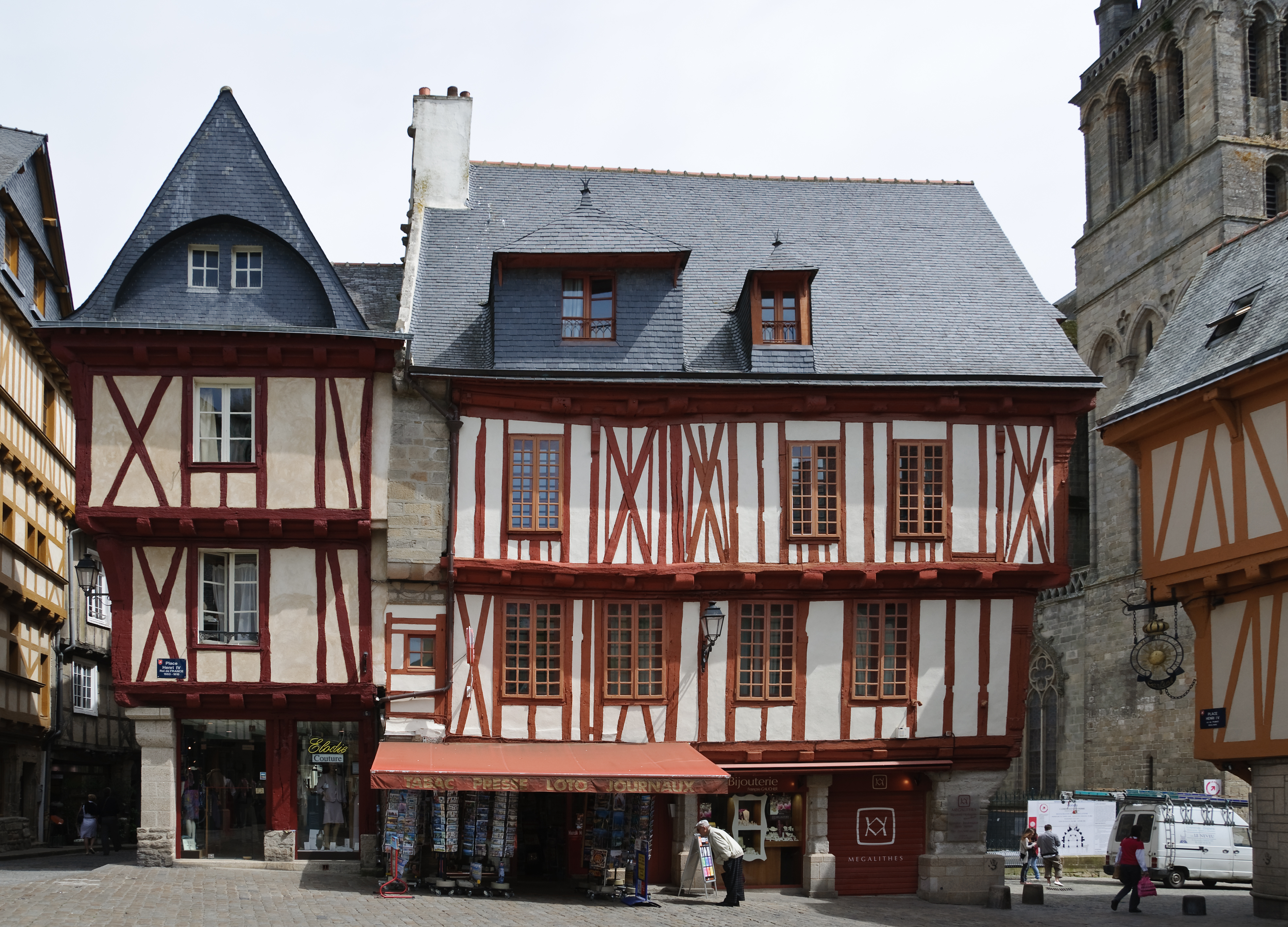
Place Henri-IV.

- Musée des Beaux-Arts La Cohue de Vannes

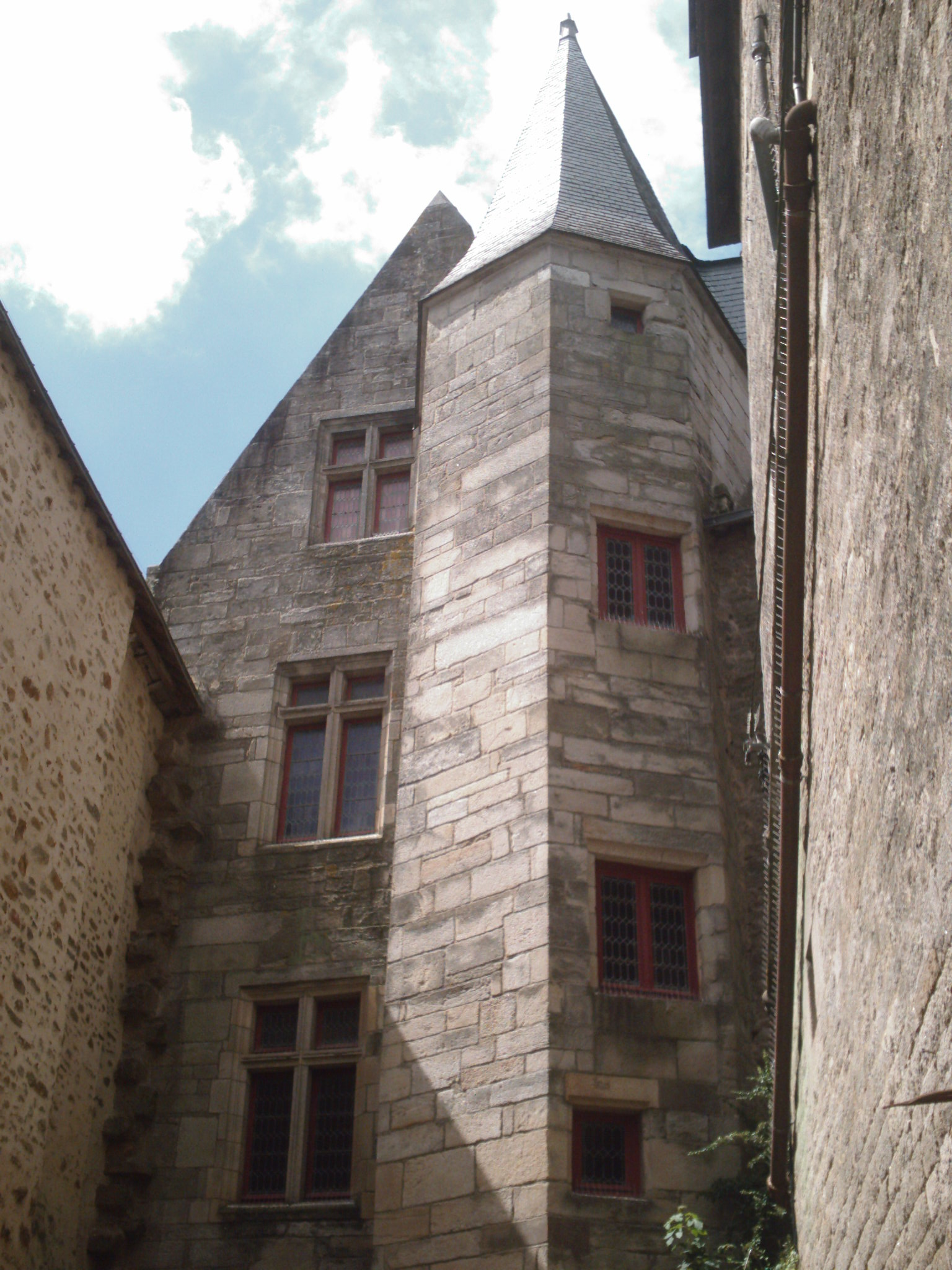
La tour polygonale du Château-Gaillard.

Musée des Beaux-Arts de la ville depuis 1982, la Cohue, mot d'origine bretonne (coc'hug signifiant halles) utilisé au Moyen Âge pour désigner les lieux de marché dans les villes, appartient au duc de Bretagne. Sa partie la plus ancienne remonte au XIIIe siècle et l'édifice est agrandi aux XIVe et XVIIe siècles. Situé en plein cœur de la ville face à la cathédrale Saint-Pierre, le lieu fut le siège du palais de la justice ducale jusqu'en 1796. À partir de 1675, le parlement de Bretagne exilé à Vannes y tint séances. La Cohue accueille les États de Bretagne à dix reprises de 1431 à 1703. En 1532, ce fut dans cet édifice que l'acte d'Union de la Bretagne à la France fut signé.
- Château-Gaillard

Construite en 1410 par Jean de Malestroit, évêque de Saint-Brieuc et de Nantes, chancelier de Jean V depuis 1408, cette demeure médiévale est rachetée en 1457 par le duc de Bretagne qui y installe les États de Bretagne. C'est dans cette cour souveraine que les vassaux du duc votent les impôts. En 1485, François II confie le rôle des États dans les contentieux à une cour de justice, le Parlement de Bretagne qui siège également à Vannes.
En 1554, alors que le Parlement s'installe à Rennes, le roi de France Henri II vend l'Hôtel. Au XVIIe siècle, l'hôtel appartient à Pierre de Sérent, Président du Présidial de Vannes, qui commandite la réalisation du cabinet des Pères du désert composé de soixante-six panneaux de bois représentant de tous les pays et de toutes les époques d'après des gravures reproduisant l'œuvre du peintre Maarten de Vos. En 1912, la Société polymathique du Morbihan rachète le Château Gaillard et le confie à la municipalité vannetaise en 2000 afin de créer un musée d'Histoire et d'Archéologie qui permet la conservation et la présentation au public de ses collections.
- Quartier Saint-Patern

##### Autre patrimoine civil

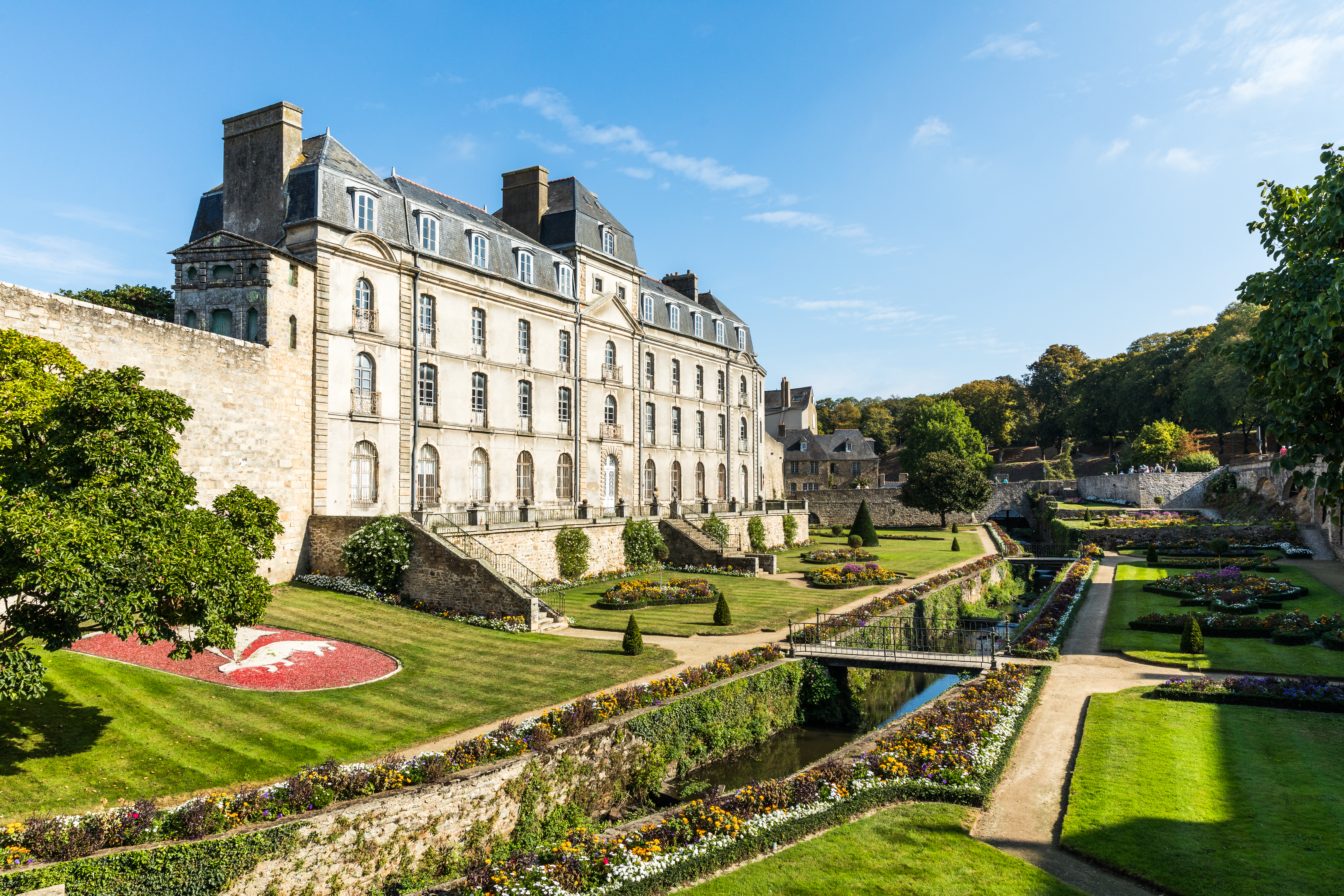
Château de l'Hermine.

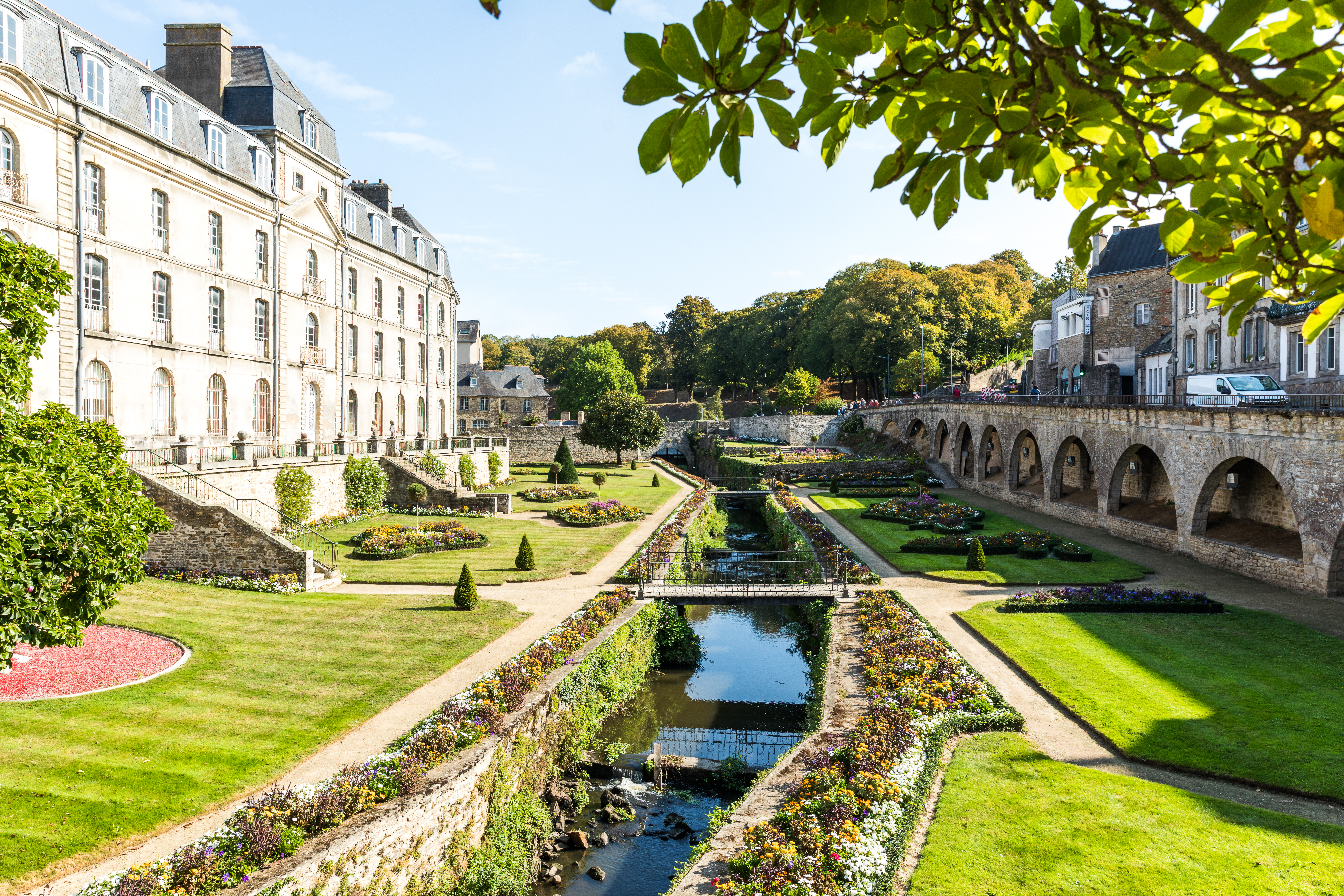
Jardin du château de l'Hermine.

- Château de l’Hermine (ou hôtel Lagorce)

Le bâtiment actuel date de 1785 et n’a plus rien à voir avec la forteresse qu’évoque Bertrand d’Argentré dans son Histoire de Bretagne de 1582. Le château tire son nom de la forteresse construite entre 1380 et 1385 par le duc Jean IV afin de renforcer l’enceinte de Vannes et y avoir une résidence. La forteresse est adjointe de vastes dépendances où il crée un parc, le terrain s’étendant de la Garenne à l’étang au Duc. Sous Louis XIII, le château à l’abandon est partiellement détruit et c’est Louis XIV qui en fait donation à la ville de Vannes en 1697. Les pierres du château servent alors aux réparations des bâtiments dont la ville avait la charge, ainsi qu'à la construction des quais du port. La forteresse est pratiquement en ruine lorsque la ville vend son emplacement et ses soubassements à Julien Lagorce, un traiteur, qui en fait l’hôtel actuel. Par la suite, la demeure devint successivement une école d’artillerie en 1874 puis le siège de la Trésorerie Générale jusqu’en 1974, date à laquelle la ville de Vannes en fait l’acquisition pour y installer l’école de droit du Morbihan. Aujourd’hui, le château de l’Hermine est le siège de l’Institut culturel de Bretagne.

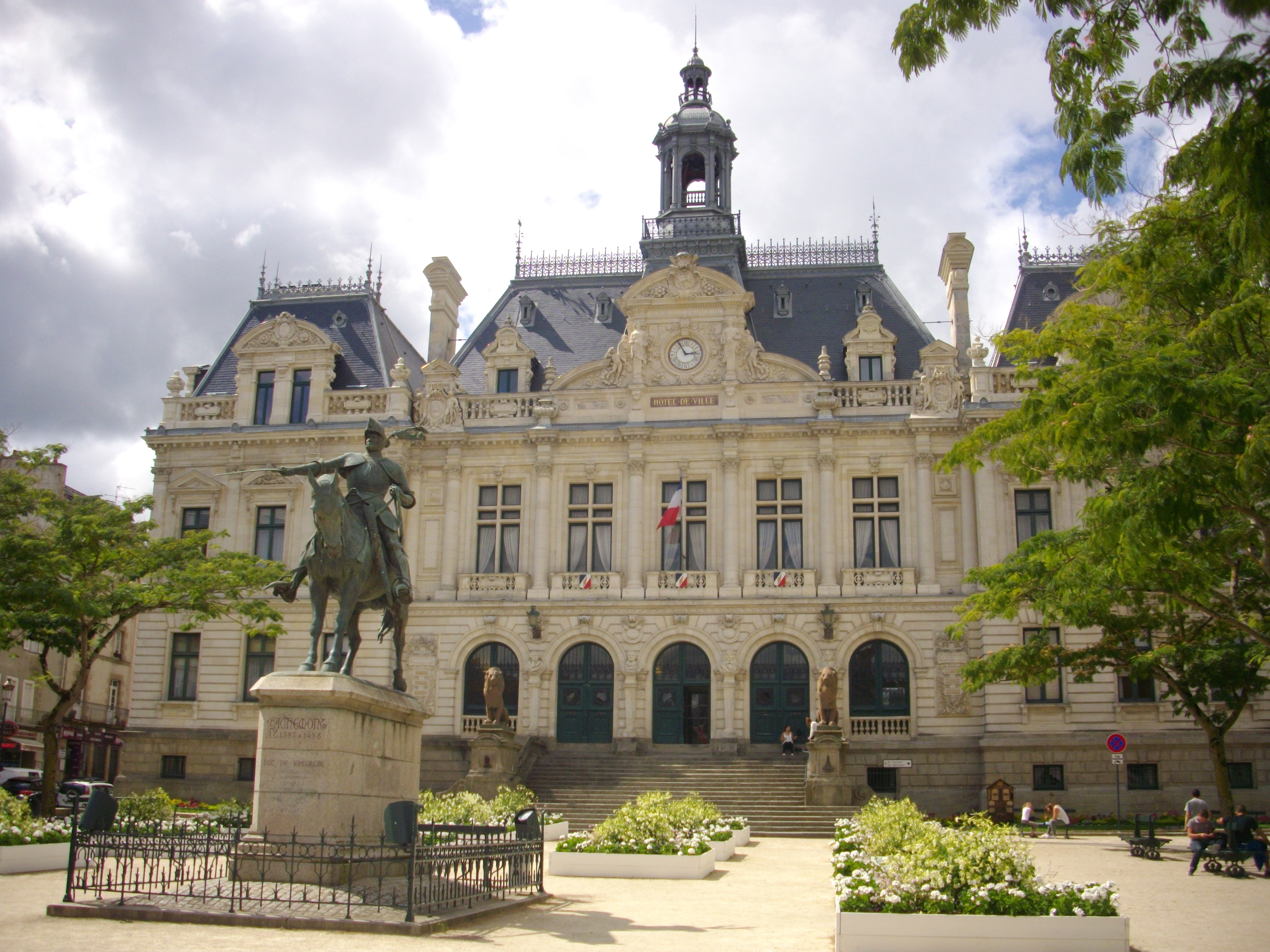
L'hôtel de Ville, avec la statue du connétable de Richemont par Arthur Le Duc.

- Hôtel de ville

Remplaçant une mairie ancienne et en mauvais état, l'hôtel de ville de Vannes est un projet du maire républicain Émile Burgault qui en 1847 établit les premiers fondements. C'est quarante ans plus tard que celui-ci sera réalisé. Érigé sur la place du marché, cet hôtel de ville voulu par les républicains après leur victoire sur les monarchistes en 1878 est le triomphe des idées républicaines. Bâti sur les plans de l'architecte Amand Charier, fils de Marius Charier, l'hôtel de ville de style de la Renaissance italienne est encadré par deux pavillons. Sa façade principale s'orne d'un frontispice comportant une horloge, et, au fronton, le blason de la ville. Un grand campanile à carillon le surmonte, rappel du beffroi d'autrefois. La façade est particulièrement travaillée : grands pilastres des pavillons et colonnes engagées, à chapiteaux corinthiens, frontons alternativement triangulaires et cintrés, cartouches et bustes, supports du frontispice, volutes. L'édifice est inauguré par le ministre des Postes Félix Granet le 11 juillet 1886, mais il coûte plus de 800 000 francs soit deux fois le montant du devis initial fixé en 1880. Ce monument fait l’objet d’une inscription au titre des monuments historiques depuis le 2 décembre 1992.
- Hôtel et jardins de la Préfecture

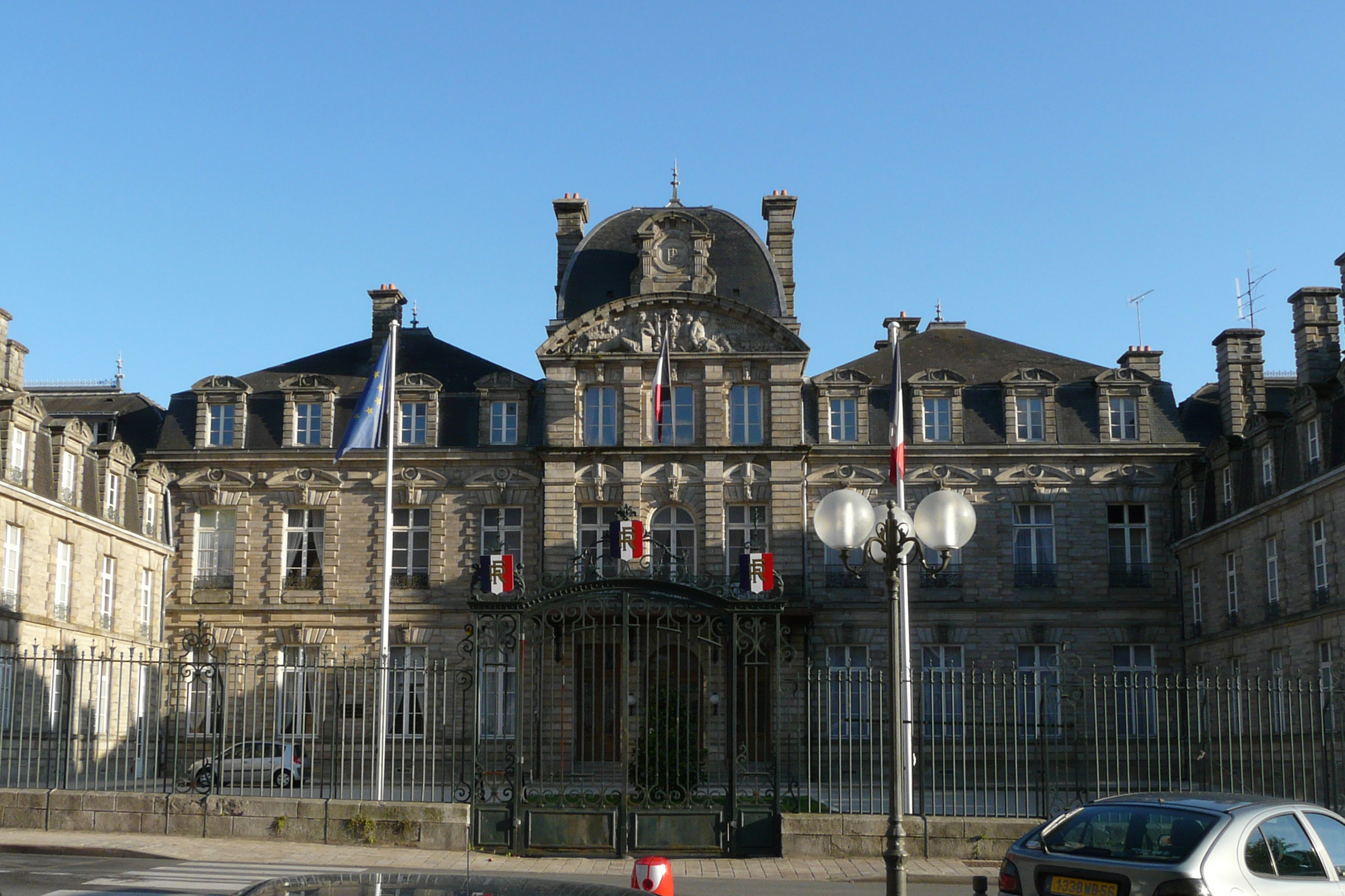
L'hôtel de préfecture du Morbihan.

Inaugurée le 23 août 1865 sous Napoléon III, la nouvelle préfecture du Morbihan est construite par l'architecte départemental Émile Amé sur le site de l'ancien couvent des jacobins tout près du quartier Saint-Patern. Cet édifice, bâti sur un plan en « U », s'apparente au style Louis XIII avec son corps de 30 mètres de large. Le décor du fronton fait référence à l'Empire (aigle impérial) et à l'histoire bretonne avec les représentations de Nominoé, comte de Vannes et d'Alain Barbe-Torte, deux héros de l'indépendance bretonne.
L'hôtel de la préfecture est entouré d'un parc de cinq hectares. La plus grande partie est composée d'un jardin à l'anglaise dessiné en 1862 par Louis-Sulpice Varé, architecte-paysagiste de Paris, auteur du bois de Boulogne. Placé en contrebas de l'aile des archives, un jardin à la française de 5 000 m2 fut redessiné en 1975.
- Hôtel et jardins de Limur

Cet hôtel particulier en forme de « L », a sa façade principale sur la rue et une aile en retour au sud. Un jardin à la française occupe les arrières de l'hôtel. Il fut construit vers 1685 par Raymond le Doulx, chanoine de la cathédrale de Vannes originaire de Bordeaux. À la Révolution, il est saisi à Armand de Gouvello, parti en émigration, et, en 1795, l'hôtel de Limur est le siège d'une commission militaire chargée de juger les prisonniers du débarquement de Quiberon. L'hôtel est ensuite la propriété de Mahé de Villeneuve, maire sous le Consulat et l'Empire, puis de Joseph-François Danet, receveur général du département. En 1820, la ville projette d'en faire sa mairie mais le projet est avorté. Jusqu'en 1947, la famille de Limur demeure dans l'Hôtel, date à laquelle la ville de Vannes en devient propriétaire. Le musée des Beaux-Arts aujourd'hui situé à La Cohue y emménage de 1955 à 1968. Classé monument historique en 1993, l'Hôtel de Limur connaît une restauration complète depuis 1996. Elle accueille entre ses murs des concerts et des expositions.

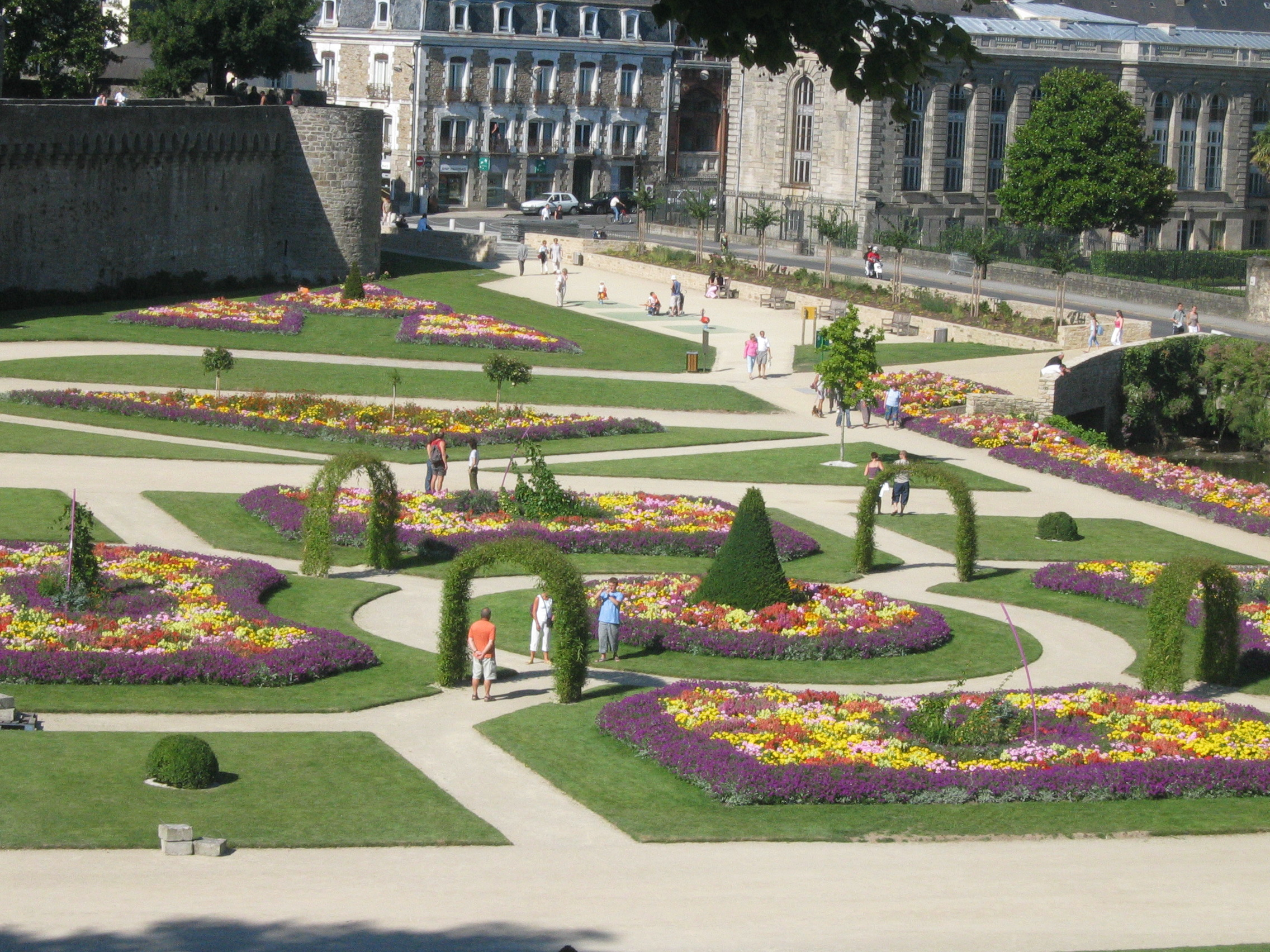
Jardins des Remparts.
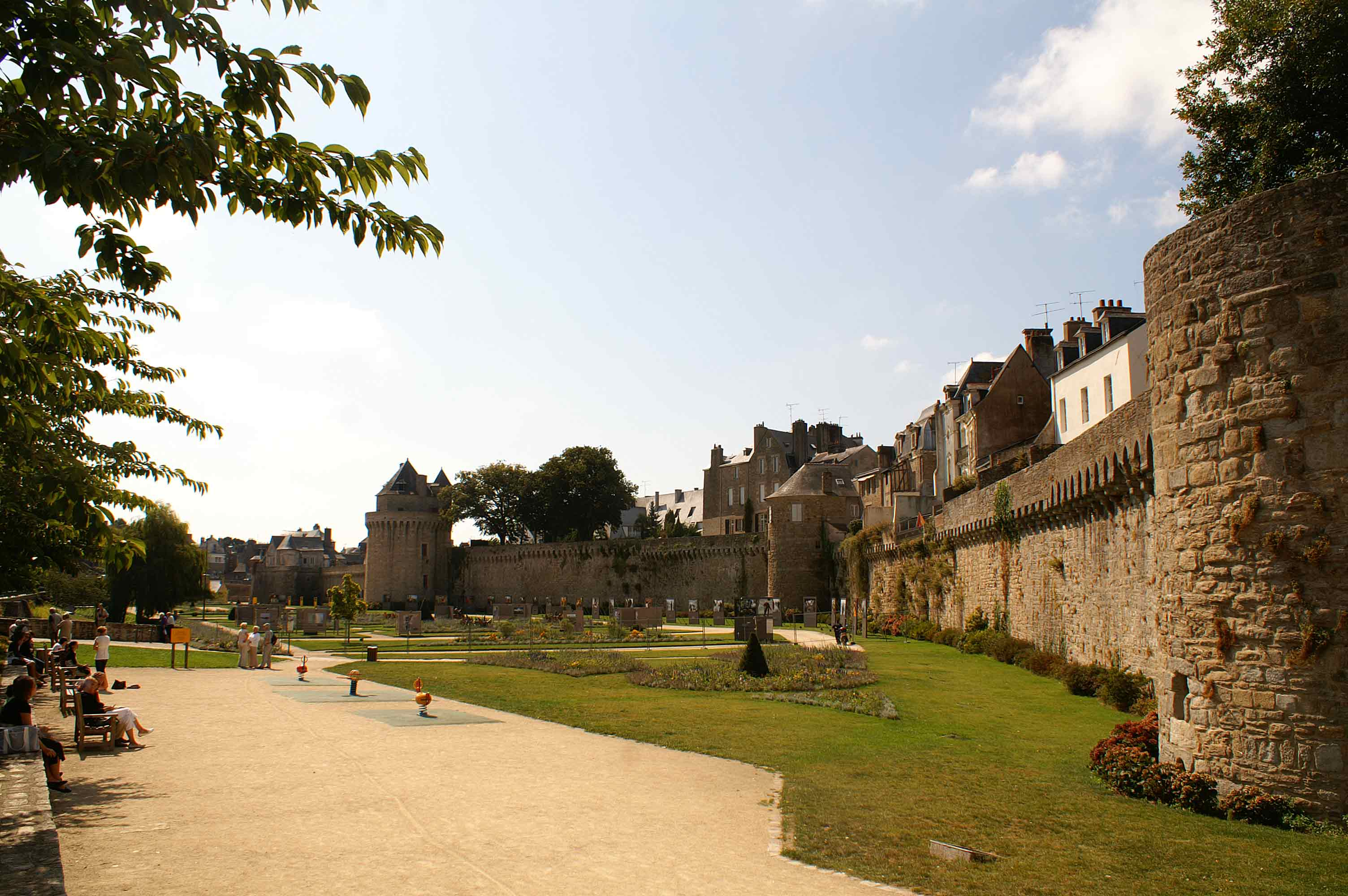
Remparts et jardin.
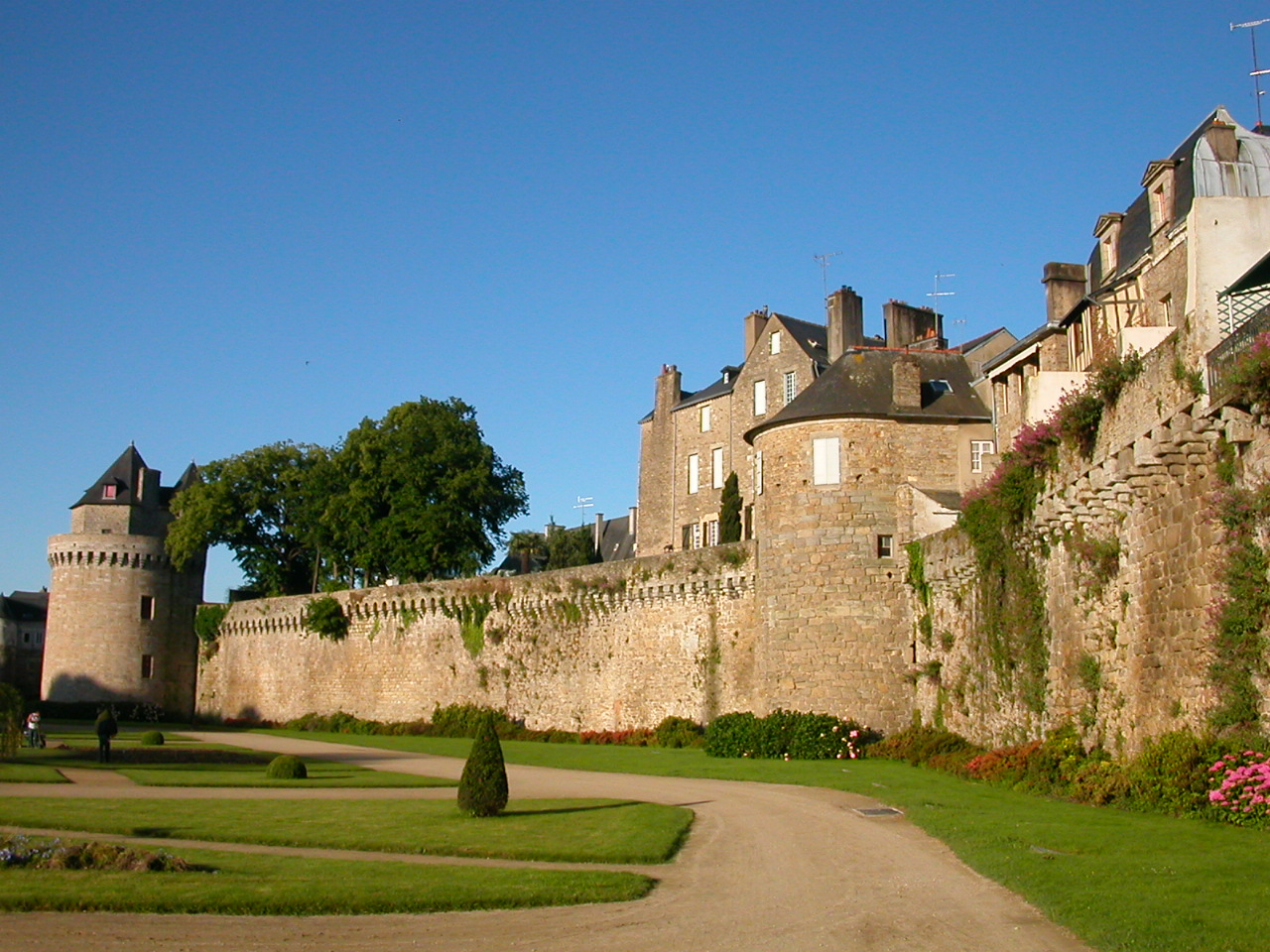
Tour du Connétable, remparts et jardins.
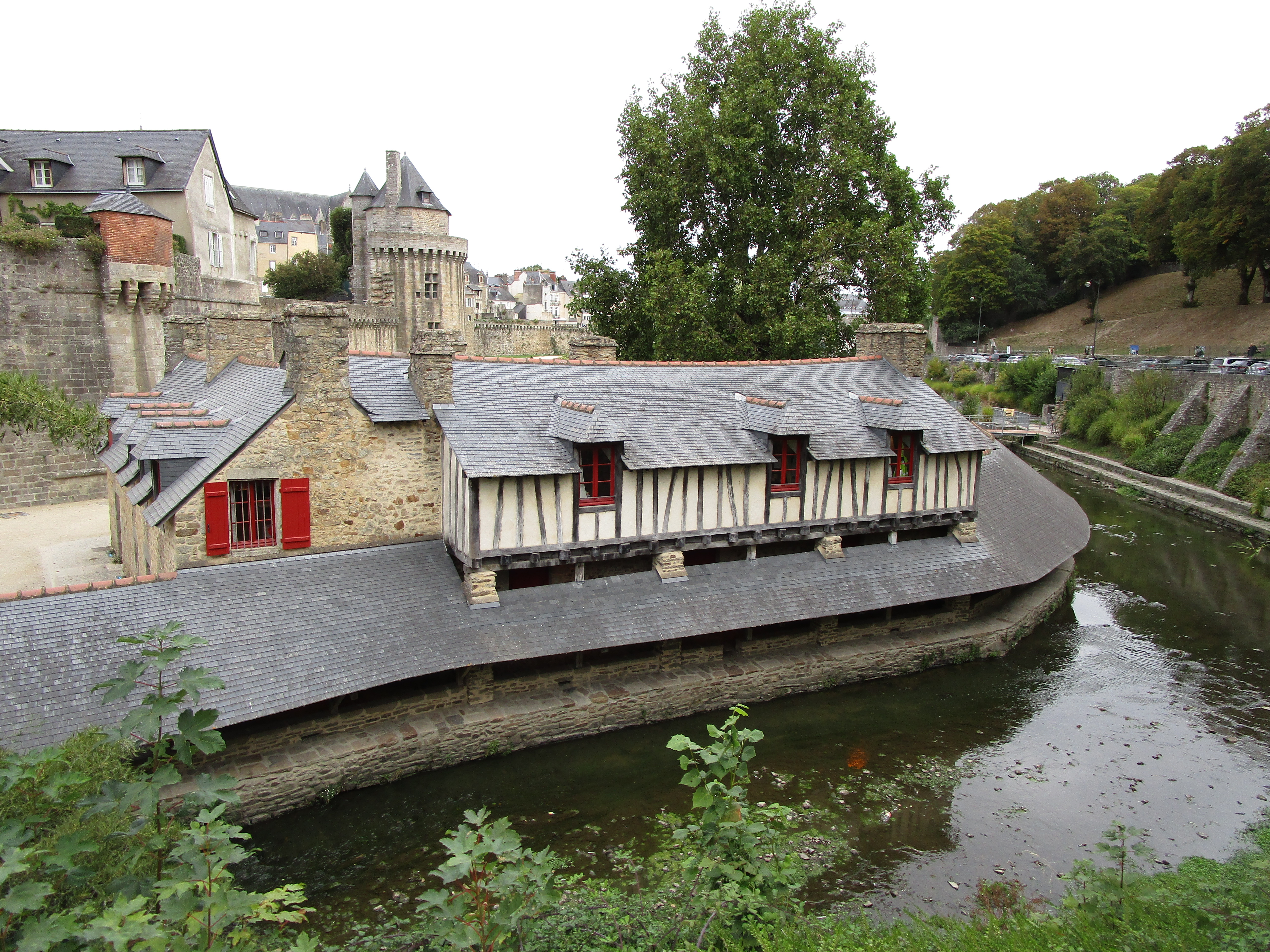
Lavoirs sur la Marle.
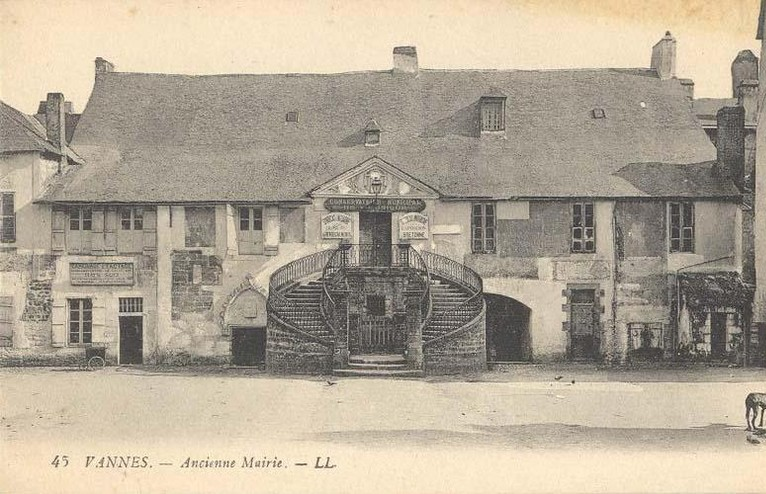
Ancienne mairie de Vannes.

- Lavoirs de la Garenne sur la Marle

Ces lavoirs en galerie couverte ont été construits entre 1817 et 1821 et restaurés en 2006.
- Cimetière de Boismoreau

Plusieurs jardins sont à signaler :
- jardin de la Garenne ;
- jardin des remparts ;
- jardin de collection florale des Salines de Conleau.

#### Patrimoine religieux
- Cathédrale Saint-Pierre de Vannes.

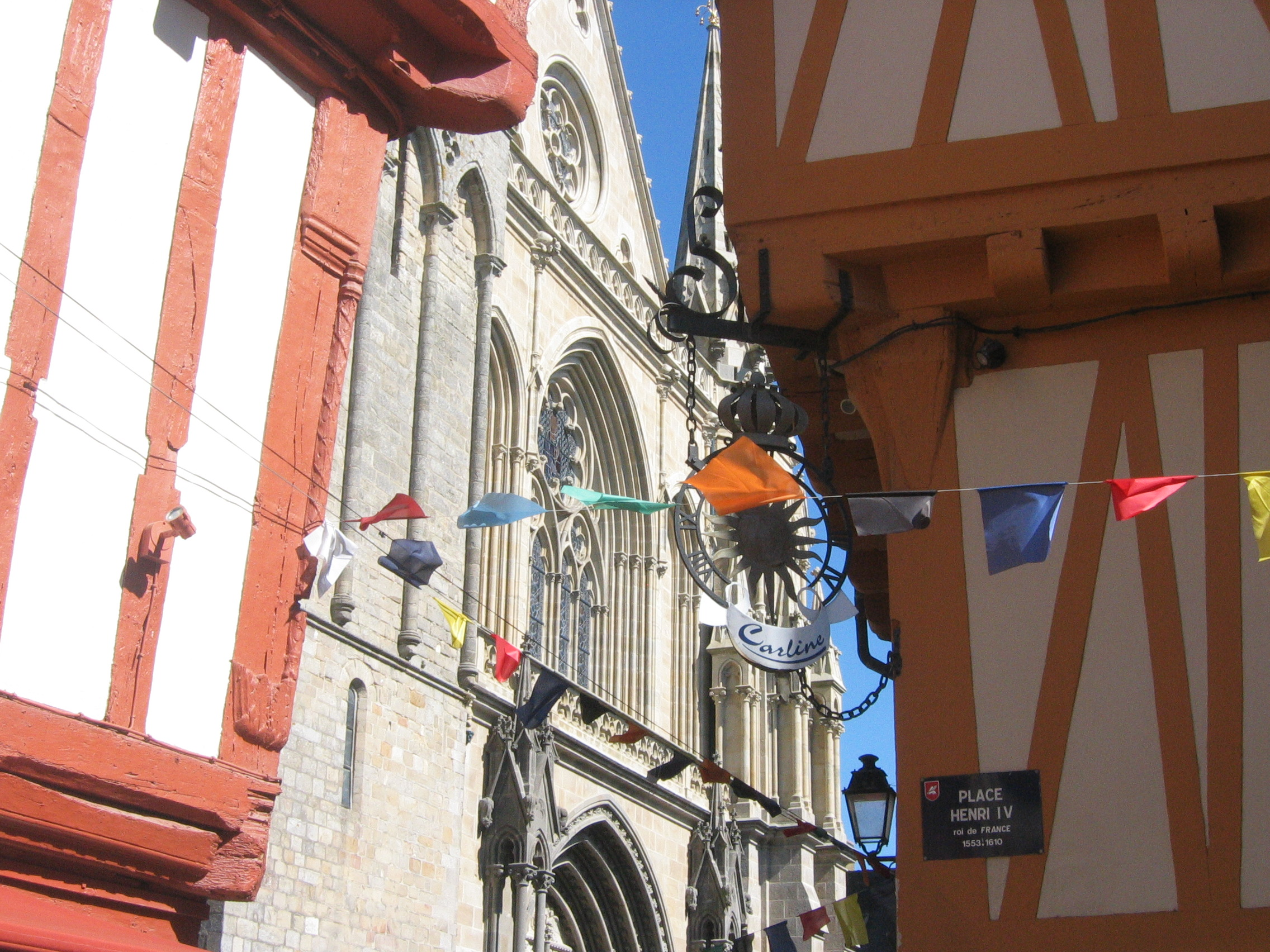
Façade de la cathédrale.

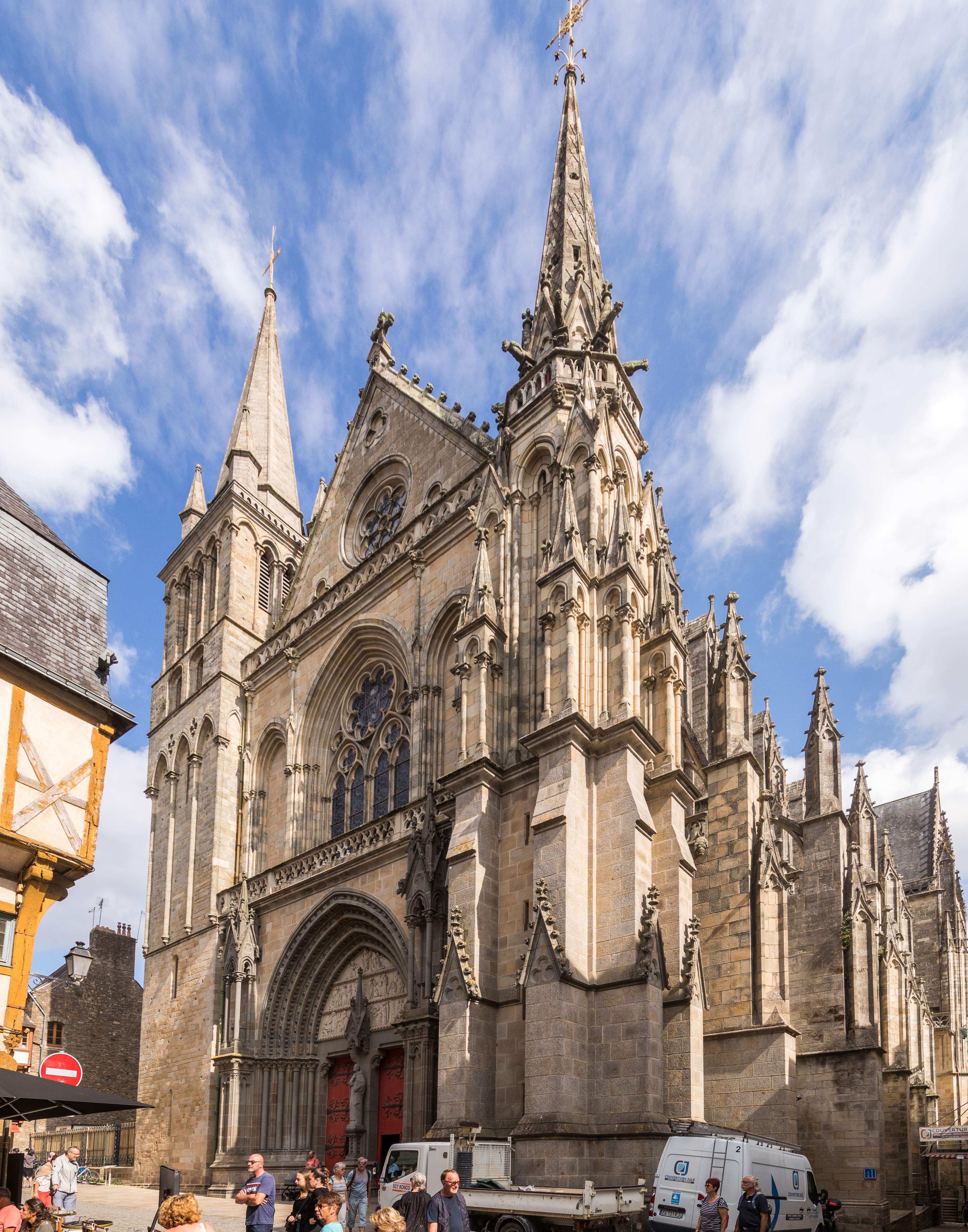
Façade de la cathédrale Saint-Pierre de Vannes.

La première cathédrale de Vannes fut détruite en 919 lors des raids vikings en Bretagne. Une nouvelle cathédrale fut construite vers 1020 par l'évêque Judicaël et son frère Geoffroi Ier, duc de Bretagne, dans un style roman mais on ignore si c'est au même emplacement. Faite de granit et continuellement modifiée par l'addition de nouvelles structures, la cathédrale est un édifice extrêmement composite. À la fin du XIIe ou au début du XIIIe siècle, les évêques Rouaud et Guéthenoc réédifient une nouvelle cathédrale dont subsistent la base du clocher et quelques pans du chœur. La reconstruction en style gothique, décidée par l'évêque Yves de Pontsal, se fit aux XVe et XVIe siècles, entre 1454 et 1520. Elle fut rendue nécessaire du fait que l'ancien sanctuaire était devenu trop petit pour faire face à l'affluence des pèlerins qui se pressaient autour du tombeau de saint Vincent Ferrier, mort à Vannes en 1419 et enterré dans le chœur de la cathédrale. Elle est édifiée grâce aux offrandes des pèlerins venus se recueillir sur le tombeau du saint que le pape Calixte III vient de canoniser. De cette époque datent la nef, le transept et le porche du croisillon nord. Ce porche comprend, suivant la coutume bretonne, douze niches destinées à recevoir les statues des douze apôtres. Au XVIe siècle fut également construite une chapelle ronde à étage, la chapelle du Saint-Sacrement, petit joyau de style Renaissance, accolée à la façade nord du transept, au niveau de la cinquième travée. La tour nord est la principale structure héritée de l'ancienne construction romane. Les voûtes et le chœur ne furent construits qu'au XVIIIe siècle entre 1771 et 1774. Enfin, la tour sud et la façade occidentale avec son porche datent du milieu du XIXe siècle. Ce monument fait l’objet d’un classement au titre des monuments historiques depuis le 30 octobre 1906.

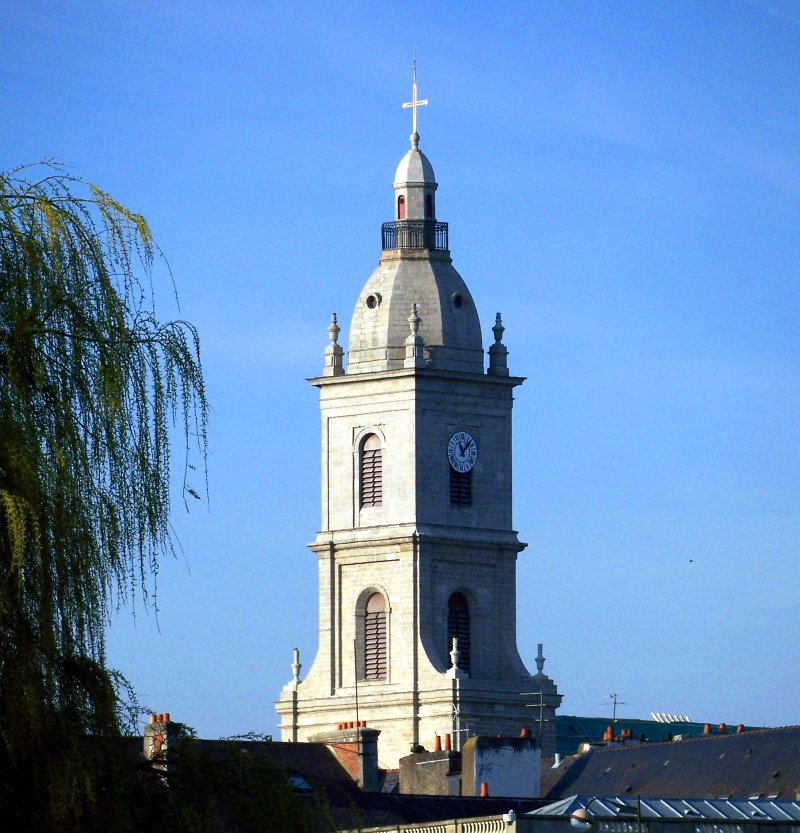
Clocher de l'église Saint-Patern.

- Église Saint-Patern

Tout comme pour la cathédrale de Vannes, l'église Saint-Patern fut détruite au Xe siècle lors des invasions normandes en Bretagne. L'édifice est reconstruit au siècle suivant et est pendant tout le Moyen Âge une importante étape de pèlerinage. Saint Patern, premier évêque attesté de l'évêché de Vannes est un des sept saints fondateurs de Bretagne. Ses reliques, conservées à Vannes, attirent la foule des pèlerins du Tro Breiz. Le pèlerinage crée de grands troubles dans la ville au XIVe siècle. Le clergé de Saint-Patern et les chanoines de la cathédrale se disputent le droit de présenter les reliques, de recevoir les vénérations, et donc les offrandes. Les fidèles de la paroisse de Saint-Patern défendent leurs droits contre les chanoines aidés par des sergents du duc. Les paroissiens font le guet et s'enferment dans l'église à l'arrivée des partisans des chanoines. Le clergé recommande cependant aux fidèles de jeter les offrandes par les fenêtres de l'église. L'affaire est réglée par l'intervention du clergé de Rome. Au XVe siècle, le pèlerinage fut en partie délaissé après le passage et la prédication de saint Vincent Ferrier, qui fit de l'ombre au saint fondateur. L'église romane fut victime des tempêtes en 1721-1726. L'édifice actuel a été reconstruit dès 1727 sur les plans de l'architecte vannetais Olivier Delourme. Le grand escalier, la tour de granit et sa lanterne sont commencés en 1769, mais la flèche ne peut être achevée qu'en 1826. De janvier 2007 à mars 2008, l'église connaît une restauration complète dans le style baroque d'origine : toiture, charpente et voûte en lambris, enduits, étanchéité, installations électriques, consolidation du clocher, réfection complète du dallage avec intégration d'un plancher chauffant, ré-aménagement du chœur avec la pose d'un ensemble de stalles de chœur en chêne massif sculpté datant de 1695, ayant été initialement installées aux Carmes de Ploërmel, puis ayant transité par la chapelle des Ursulines de Saint-Pol-de-Léon.

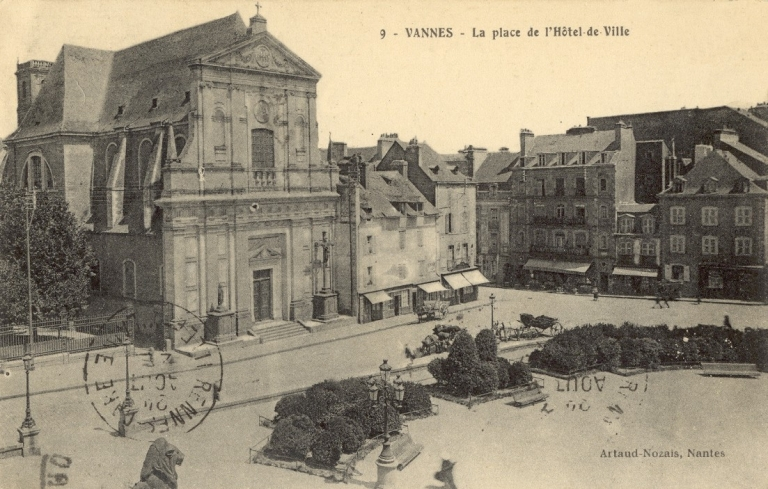
Place de l'Hôtel de Ville et chapelle Saint-Yves.

- Chapelle Saint-Yves

Inscrite aux monuments historiques depuis le 29 septembre 1975, la chapelle, dépendant du collège Jules-Simon, fut construite de 1661 à 1685 sur les plans du frère Charles Turmel, architecte de la Compagnie de Jésus. La chapelle est inspirée des modèles baroques italiens et représentative du style jésuite de l'époque. Élevée alors que la ville connaît un important essor religieux avec l'installation de nombreuses communautés et la construction de couvents, maisons de retraite ou chapelles, la chapelle Saint-Yves est édifiée sur un soubassement en granit. Les deux niveaux sont coiffés d'un haut fronton, dans lequel est gravé le monogramme des Jésuites IHS (Jesus Hominum Salvator). Les volumes de cette chapelle sont simples, une nef unique, un chœur réduit. Catherine de Francheville, mécène, fait inscrire sur le linteau du portail Fundavit eam Altissimus (C'est le Très Haut qui a construit cette chapelle). Le gouverneur de Vannes, Claude de Lannion, fait don de 3 000 livres pour la confection d'un retable réalisé par le retablier nantais Jean Boffrand. Ce retable aux colonnes de marbre noir à chapiteaux corinthiens est doté d'ailes dont les niches sont meublées de deux statues. Le tableau au cœur du retable est consacré au triomphe de saint Ignace de Loyola. La chapelle est en cours de réhabilitation.

#### Port de plaisance

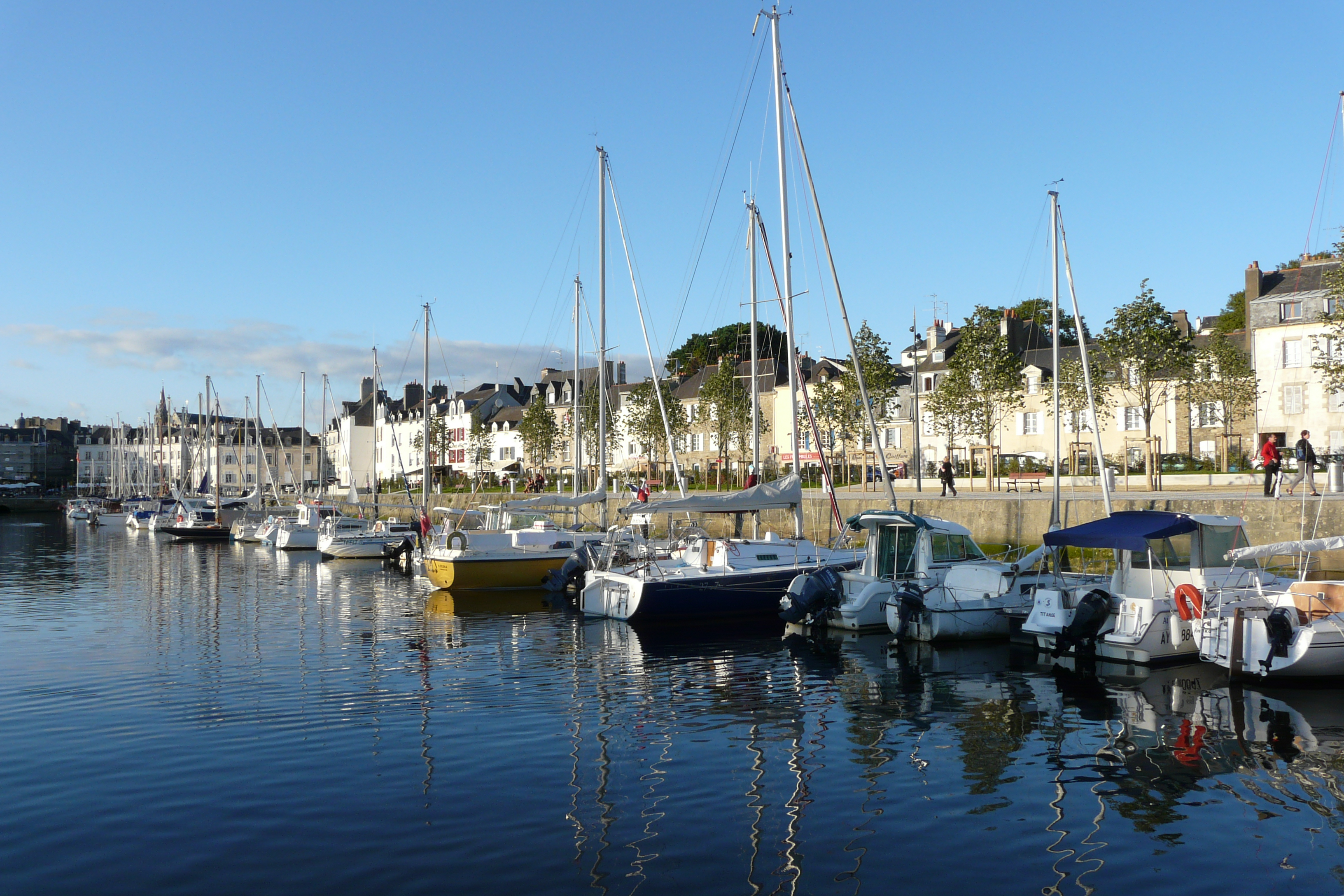
Rive gauche du port.

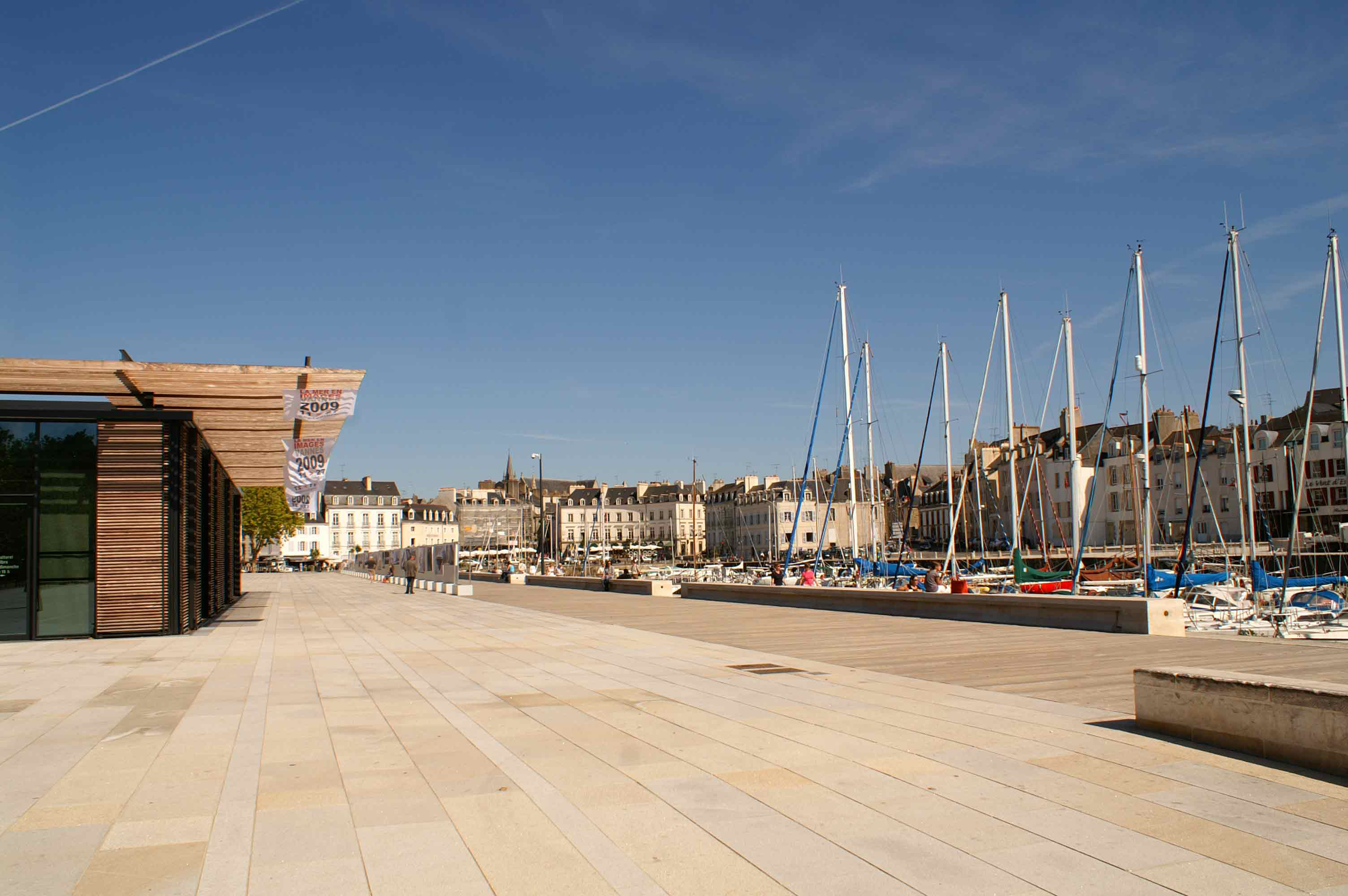
La nouvelle esplanade du port de Plaisance.

Afin de faciliter le traitement de l'information sous une forme automatisée, on utilise pour Vannes la chaîne de caractères codifiées « VA », selon la liste des quartiers maritimes.
- Le Corbeau des mers

Ce bateau dont le nom fait référence au grand cormoran, est un navire de pêche de type caseyeur spécialisé dans le ramassage des langoustes. C'est un voilier en bois de type sloop construit en 1931 au chantier Belbehoc'h de Crozon pour un patron-pêcheur de l'île de Sein. Le Corbeau des mers s'est rendu célèbre pour avoir répondu, ainsi que le Rouanez-ar-Péoc'h et le Maris Stella, à l’appel du 18 Juin 1940 du général De Gaulle. C'est ainsi que, le 26 juin 1940, Pierre Couillandre et vingt-sept Sénans s'embarquent pour l'Angleterre. Île-de-Sein recevra pour son attitude durant cette période la médaille de la libération. En 1981, il est racheté par le Musée de la résistance bretonne de Saint-Marcel. Après sa restauration en 1987, il obtient son classement aux monuments historiques en 1991. Géré par une association loi de 1901, il organise des voyages en mer dans un but éducatif. Son port d'attache reste Vannes bien que son immatriculation soit alréenne (AY 1684).
- Les Trois Frères

Ce bateau est un sinago, dernier bateau de pêche de ce type construit en 1943. Il appartient à l'association Les Amis du Sinagot de Vannes depuis 1985. Construit en 1943 au chantier Querrien au Bono, il a été lancé sous le nom de Solveig. Le sinago est une chaloupe de pêche à deux mâts, appelé avant chaloupe de Séné (commune du golfe du Morbihan). Il porte deux voiles au tiers, couleur rouge brique. Sa coque est en chêne, passée au coaltar. Il a subi une première restauration en 1988, au chantier Michelet à Conleau, et une seconde, en 1992, au chantier du Guip à l’île aux Moines.

### Patrimoine culturel

#### Langue et culture bretonne
Pendant longtemps, Vannes a été considérée comme étant une enclave française en terre bretonne. Aujourd'hui, la culture bretonne s'exprime pleinement dans la cité. Lors de l'émigration des Bretons en Armorique, Vannes constituait un îlot gallo-romain, qui influença localement le breton par un petit nombre d'emprunts au roman. Par la suite, elle se bretonnisa à la fin du haut Moyen Âge et demeura longtemps un bastion du breton alors que Saint-Brieuc par exemple, basculait au français et influençait progressivement ses environs.

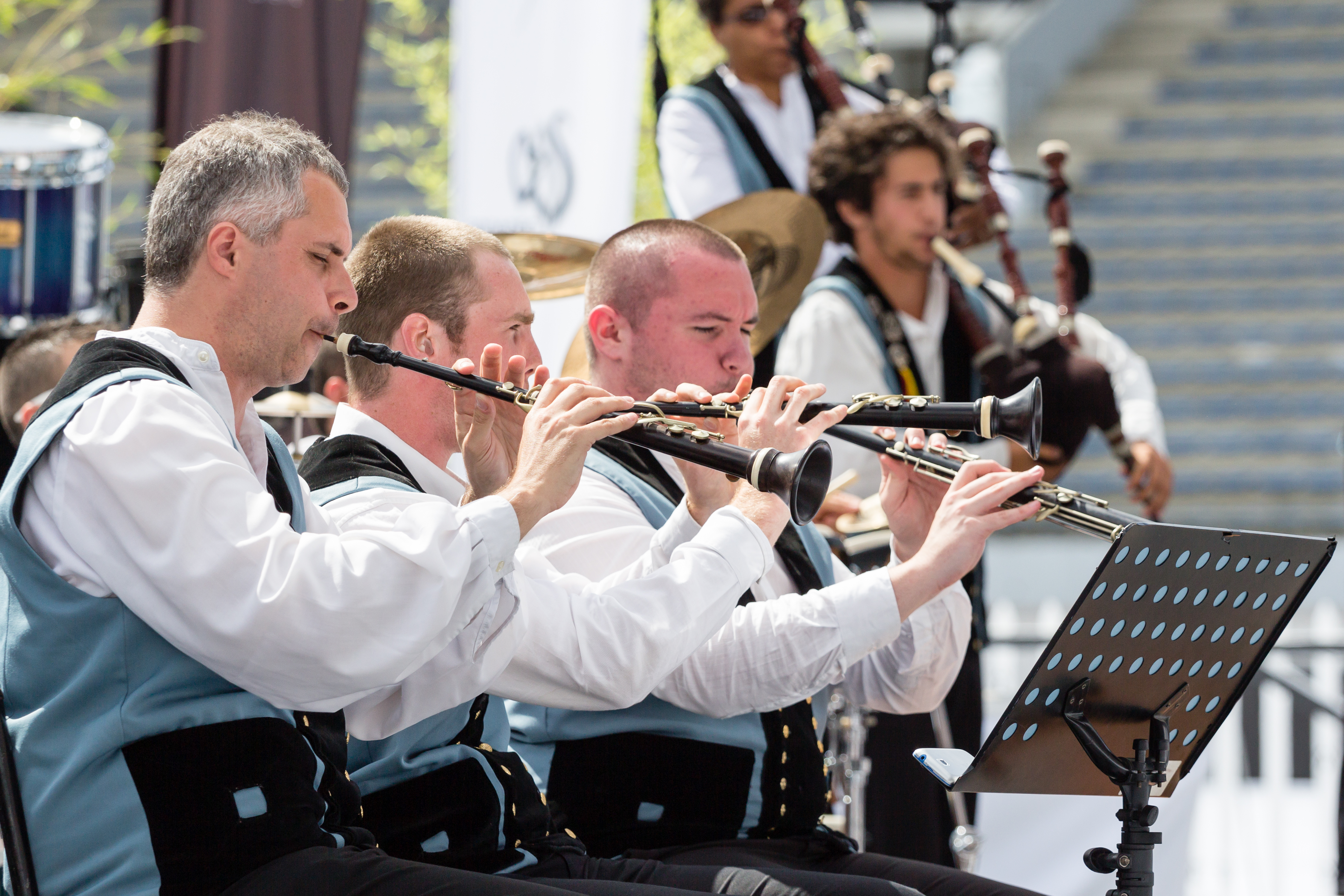
Le Bagad Melinerion évolue en première catégorie du championnat national des bagadoù.

Lors de la réouverture du Palais des Arts, la ville a symboliquement dénommé le théâtre : Théâtre Anne-de-Bretagne et Vannes accueille également un bagad, le Bagad Melinerion (bagad de 1re catégorie).
Vannes est une ville pionnière dans le renouveau de la culture bretonne. Ainsi, un département de musique traditionnelle a été créé au sein du conservatoire et le 8 décembre 2007, Vannes a signé la charte de l’office public de la langue bretonne Ya d'ar brezhoneg. À la rentrée 2007, 1 137 enfants étaient inscrits dans des écoles primaires bilingues de la commune.

#### Musées
Vannes dispose au sein de son centre historique de deux musées classés musées de France. Le musée d'archéologie du Morbihan, situé dans un hôtel du XVe siècle est installé dans l'ancien hôtel du Parlement de Bretagne dit le Château-Gaillard. Ce musée consacré à l'histoire du Morbihan accueille les collections de la Société polymathique du Morbihan, collections remontant à la préhistoire. Le musée est très riche en objets préhistoriques provenant, pour la plupart, des premières fouilles des mégalithes du Morbihan : Carnac, Locmariaquer, presqu'île de Rhuys, qui permirent de mettre au jour de très belles pièces. L'autre musée de la ville est la Cohue située en face de la Cathédrale Saint-Pierre et présente des œuvres d'horizons divers : peintures contemporaines, figuratives, d'artistes bretons (notamment une collection d'œuvres de Geneviève Asse), etc.

#### Théâtres et salles de spectacle
Le principal complexe accueillant les concerts, les salons et les congrès, se nomme le Chorus. Situé sur un terrain de six hectares au sein du parc du Golfe, un parc d'activité du sud-ouest de la ville, le Chorus est un complexe pluri-fonctionnel. Un autre complexe, l'Échonova, lieu de musiques actuelles de l'agglomération vannetaise inauguré en 2010, est situé sur le territoire de la ville voisine de Saint-Avé.
Les concerts de musique classique et de musiques du monde sont joués à l’auditorium des Carmes, composante du conservatoire de musique de Vannes situé rive droite du port de plaisance. Les pièces théâtrales, quant à elles, sont représentées au théâtre Anne de Bretagne, théâtre localisé dans le Palais des Arts et des Congrès.
Différents collectifs proposent également des concerts de musiques alternatives dans des bars pour compléter l'offre culturelle, comme le collectif By The Kids For The Kids.
Enfin, Vannes accueille le siège de l'association Motocultor Fest Prod, qui organise divers concerts à vannes même, et surtout chaque mois d'août le Motocultor Festival dans des communes limitrophes de Vannes (par manque de terrains disponibles dans la commune de Vannes).
Depuis 2016, Le Ker, un parc à thème a ouvert. Ce musée se consacre à l'histoire bretonne à partir de la Préhistoire et jusqu'à la bataille des Vénètes qui opposa les Celtes aux armées de Jules César.

#### Cinéma
Le cinéma apparaît dès 1901 à Vannes. Les premières projections des films produits par les frères Lumière se font sous chapiteau ou bien alors au théâtre de la Cohue et dans les locaux du patronage Saint-François qui deviendra le cinéma de la Garenne.
En 2009, Vannes dispose de deux cinémas pour un total de quatorze salles de cinéma dont :
- le « cinéville la Garenne » (12 Bis Rue Alexandre Le Pontois), construit en 1925 (cinq salles) et classé cinéma d'art et d'essai ;
- le « cinéville Parc-lann » (Rue Aristide Boucicaut), construit en 2005 (neuf salles).

Histoire des cinémas vannetais

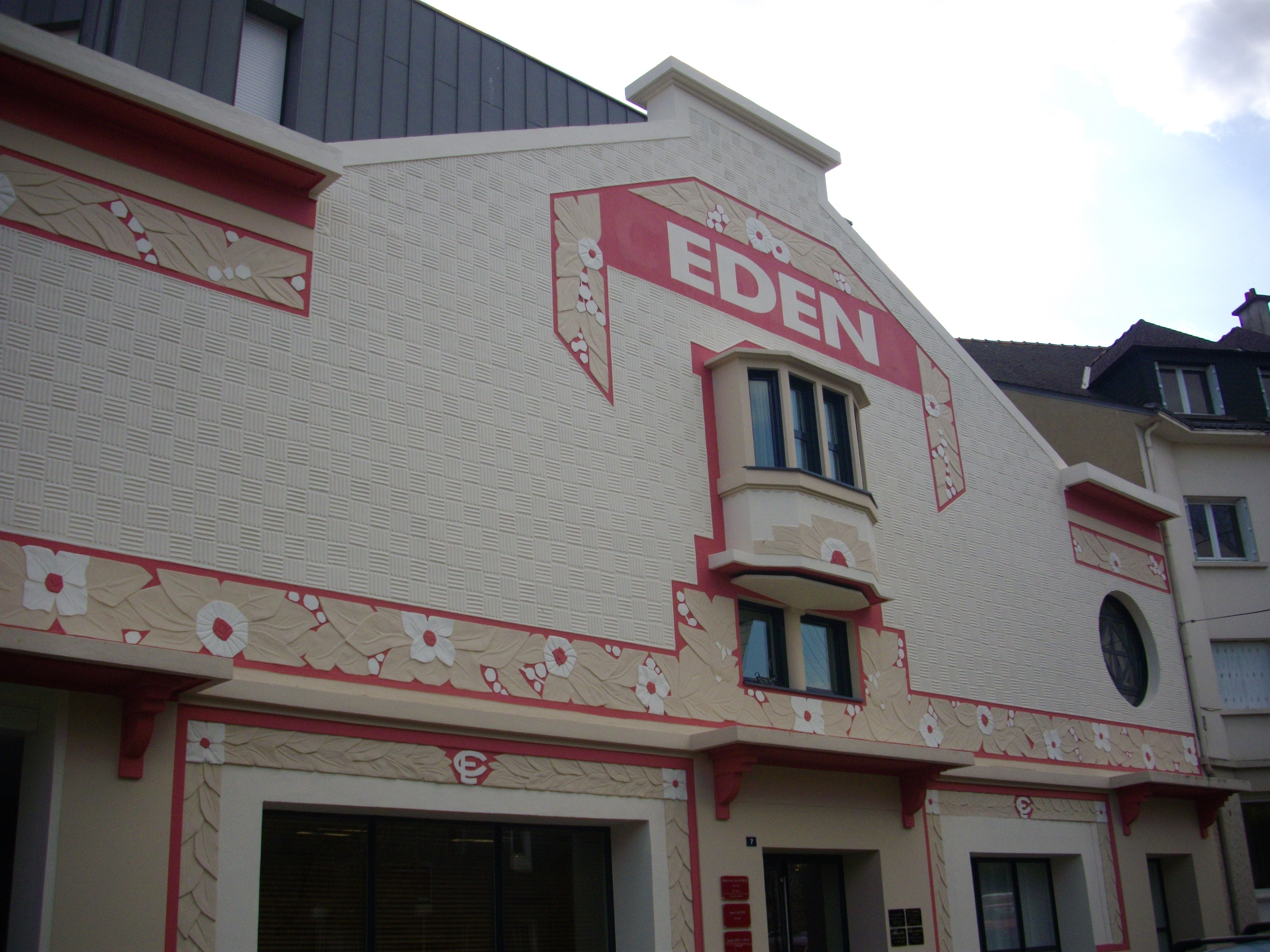
Façade conservée de l'Eden en 2010.

Le premier cinéma vannetais est créé en 1922 par Robert Damilot, un décorateur parisien. Une façade Art déco représentant des motifs floraux et végétaux est réalisée et la capacité de l'ancienne salle de Roller Skating est portée à 900 places. Le cinéma propose un orchestre, un balcon et un promenoir. Racheté en 1966, le cinéma est rebaptisé « Comédia » puis « Universel ». L'ouverture du Palais des Arts compromet un projet de programmation de spectacles autres que cinématographiques. En 1981, le cinéma change de propriétaire et de nom pour devenir le cinéma « l’Eden ». Le bâtiment est agrandi en hauteur et par l’arrière, il comporte trois salles de 225, 156 et 128 places. Le cinéma ferme ses portes en 2003 faisant place à un complexe immobilier qui intègre la façade repeinte et entretenue.
En 1925, l'abbé Guillaume, professeur de dessin au collège Saint-François-Xavier, crée, dans l'ancienne salle de patronage Saint-François proche du plateau de la Garenne face aux remparts, une salle de cinéma de 1 000 places décorée de panneaux évocateurs de sites et de monuments du Morbihan peints par l'artiste vannetais Victor Guesde. En 1951, la salle connaît des réaménagements devenus obligatoires mis en œuvre par l’architecte vannetais Guy Claubert de Clery qui dessina les plans de l'église Saint-Pie X. La Soredic, propriétaire du cinéma en 1970, en fait un complexe de trois salles. Aujourd'hui, le « Cinéville La Garenne » comporte cinq salles de 316 à 75 fauteuils. La Soredic, également propriétaire de l'autre cinéma vannetais, a passé une convention avec la mairie de Vannes et l’association Cin’écran afin de promouvoir la programmation d’Art et Essai.
Le troisième cinéma de la ville, « le Royal », fut construit en 1936 par Léonce Liets en place et lieu d'un garage, plus anciennement des bains-douches privés créés en 1863 non loin de l'Hôtel de Ville. La façade, très étroite, est habillée d'un oriel à deux niveaux, de forme semi-circulaire correspondant aux parties privées. La salle à la façade étroite surmontée d’un oriel de 500 places à deux étages se déploie en arrière. Le « Royal » ferma ses portes le 23 octobre 2001, laissant place à une librairie. La salle est complètement restructurée mais conserve sa face étroite en béton enduit.
Le dernier et plus grand cinéma vannetais est inauguré en 2005 dans la zone commerciale de Parc Lann au Nord-Ouest de la ville. « Le cinéville Parc Lann », propriété du groupe Soredic, est un multiplexe de neuf salles.
Une ville cinéphile
Avec deux cinémas en activité, dont un consacré aux films d'art et d'essais, Vannes est attachée au septième Art. Avec en 2006, 494 000 entrées pour 52 000 habitants (9,55 entrées/habitant), 475 000 entrées pour 52 000 habitants (9,19 entrées/habitant) en 2007 et 530 000 entrées pour 53 000 habitants (10,02 entrées/habitant) en 2008, les cinémas vannetais occupent la tête du classement régional de la fréquentation des salles de cinéma selon les études effectués par le Centre National Cinématographique (CNC). La fréquentation enregistrée a connu une hausse de 86,2 % entre 2005 et 2006, deuxième plus forte progression sur le territoire national après Calais.
Vannes est également le lieu d'un événement lié au septième art : les « Rencontres du Cinéma européen », organisé par l'association Cin'écran.

### Héraldique, drapeau et logotype

#### Héraldique
| Armes de Vannes | Les armes de Vannes se blasonnent ainsi : « De gueules à l'hermine passante d'argent, colletée et bouclée d'argent, cravatée d'hermine doublée d'or ». À droite : Grandes armes de Vannes. | Grandes armes de Vannes |

Ce blason a été enregistré à l'armorial général de France de 1696. L'hermine a été popularisée par le duc Jean IV qui baptisa de ce nom le château qu'il bâtit à Vannes et l'ordre de chevalerie qu'il fonda en 1381. C'est à Vannes que fut proclamée en 1532, devant le roi François Ier, l'union de la Bretagne à la France.

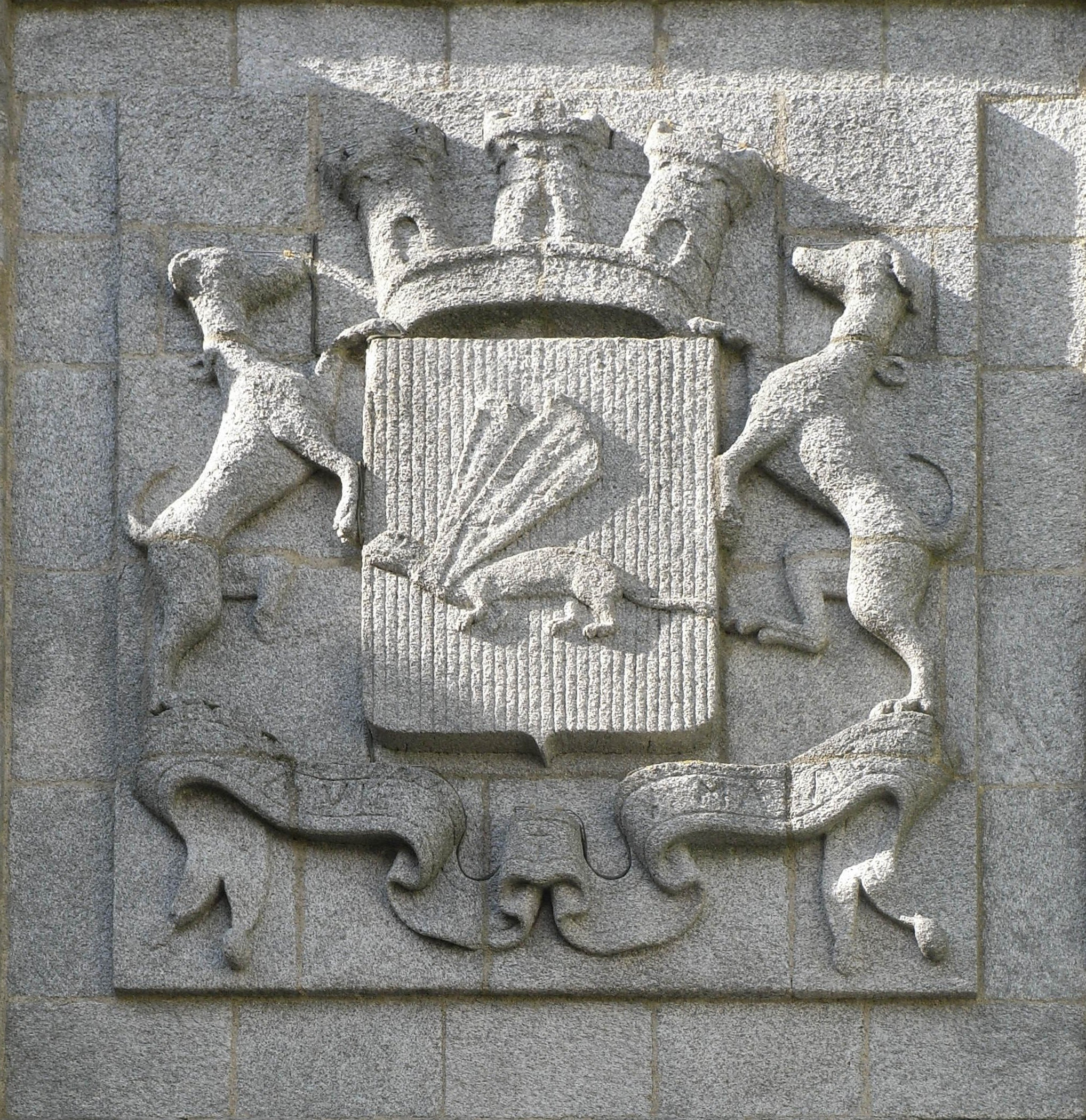
Porte Saint-Vincent.

Ces armoiries sont connues depuis le XVe siècle. L'hermine et sa moucheture typique est traditionnellement attribuée à la Bretagne, dont Vannes a été l'une des capitales. L'écu est timbré d'une couronne murale. La couronne murale à quatre tours (anciennement à trois tours) rappelle que Vannes est la préfecture du Morbihan. Les supports de l'écu, deux lévriers, rappellent ceux qui furent offerts à François Ier lorsqu'il vint à Vannes le 4 août 1532 pour le traité d'union perpétuelle. Le lévrier est symbole de fidélité et de noblesse.
La devise de la ville est « Da'm Buhez », ce qui signifie « À ma vie », a comme origine le duc Jean IV qui institua en 1381 l'ordre chevaleresque de l'Hermine. Les chevaliers de l'Ordre portaient au cou un collier auquel pendait une hermine au naturel qu'on voit dans le blason de la ville. La devise qui était celle de l'Ordre, rappelle le fait historique dont Vannes a été le théâtre. À ma vie est également la devise des ducs de la maison de Montfort.

#### Drapeau
La ville utilise comme drapeau sa bannière armoriée : une hermine passante blanche sur fond rouge portant un manteau d'hermine.
Une différence est notable entre le blason et le drapeau, en effet, l'hermine du drapeau est bouclée et accolée de la jarretière flottante de Bretagne alors que l'hermine du blason est cravatée d'hermine doublée d'or.
Le fond rouge symbolise le royaume du Broërec dont la capitale fut Vannes. Une miniature du XVe siècle donne à ce royaume du Moyen Âge un drapeau à la croix dentelée de rouge accompagnée d'hermines d'où la couleur rouge du fond de ce drapeau. L'hermine au naturel est le symbole de la Bretagne. À l'origine représentée sous la forme d'une moucheture, l'hermine est plus rarement apposée sous sa forme naturelle. En Bretagne, il existe une multitude de villes utilisant des mouchetures d'hermines en tant qu'éléments dans leur blason ou drapeau. Au contraire, seules quelques-unes d'entre elles utilisent l'hermine au naturel comme symbole. Les exemples les plus connus sont, à l'exception du blason et du drapeau vannetais, le blason et drapeau malouin et le drapeau moderne de la province du Vannetais. La jarretière flottante de Bretagne symbolise l'ordre de l'Hermine.
Le drapeau de la ville, bien que connu d'un grand nombre de Vannetais et de Bretons, n'est que peu usité. On peut retrouver le drapeau de la ville à la place d'honneur (gauche) sur le parvis de l'hôtel de ville à côté du Gwenn ha du, du drapeau français et du drapeau européen, sur le port de plaisance.

#### Logotypes
| Logo de Vannes | L'ancien logo de la mairie de Vannes représente une hermine naturelle placée sur deux bandes mouvantes, une bleu marine et l'autre de bronze. Une moucheture d'hermine de bronze est située sur la bande du dessus et une bleu-marine sur la bande du dessous. En dessous du nom de la ville est apposée une phrase : Morbihan Capitale. Depuis le 11 octobre 2021, la ville possède un nouveau logo plus moderne, avec "une identité bretonne conservée avec l’hermine cravatée et le noir et blanc reprenant les couleurs du Gwenn ha du" selon la mairie. | Logo de Vannes agglo - Golfe du Morbihan |